# Guanajuato
Guanajuato, oficialmente Estado Libre y Soberano de Guanajuato, es uno de los treinta y un estados que junto con la Ciudad de México conforman México. Su capital es la ciudad homónima y su ciudad más poblada es León de los Aldama. Se divide en cuarenta y seis municipios.
Está ubicado en el Bajío que se encuentra en la región centronorte del país; limita al norte con Zacatecas y San Luis Potosí, al este con Querétaro, al sur con Michoacán y al oeste con Jalisco. Con 30 607 km² representa el 1.6 % del total del territorio nacional siendo la décima entidad más pequeña del país.
Su población en 2020 fue de 6 166 934 habitantes que representa el 4.9 % de la población nacional siendo la sexta entidad más poblada por detrás de Estado de México, Ciudad de México, Jalisco, Veracruz y Puebla. Con 201.48  habitantes por km² es la sexta más densamente poblada, por detrás de la Ciudad de México, Estado de México, Morelos, Tlaxcala y Aguascalientes.
Como entidad subnacional fue una provincia tanto en el Primer Imperio como en el Gobierno provisional. Con la fundación de la Federación mexicana se erigió el 20 de diciembre de 1823 como una de los diecinueve estados fundadores quedando como el segundo estado por orden de unión a la Federación.
La trascendencia histórica del estado en el contexto nacional, reside en la serie de acontecimientos sociopolíticos y procesos económicos en los cuales este territorio tuvo un rol determinante. Por mencionar algunos pueden citarse: la pujanza económica que detonó esta región en la Nueva España gracias a la minería; ser la cuna de la independencia nacional y escenario de sus primeras batallas; el papel protagónico de su agricultura durante el Porfiriato, que le valió el sobrenombre de Granero de la república; lugar de definición de la última etapa de lucha armada en la Revolución mexicana; y sitio de nacimiento de múltiples personalidades de la vida política, militar, social, artística y cultural que han alcanzado relevancia nacional e internacional.
En 2017 Guanajuato tuvo un producto interno bruto de 39 147 millones de dólares, con un crecimiento medio en ese año de 5 % (por encima de la media nacional). Dichas cifras representaron para el estado ser la sexta economía del país, la cuarta entidad de mayor crecimiento económico y la quinta que mayor aporte hizo al crecimiento nacional. La creciente industrialización del estado, aunada a la expansión del sector de servicios, ha colocado al estado como una de las economías más dinámicas del país.
El grado de conservación y continuidad de uso, en el conjunto de estructuras y asentamientos urbanos de la época colonial y el porfiriato, permite al estado poseer una significativa cantidad de bienes y acervos artísticos y culturales. Muestra de ello es tener enclavados en su territorio tres de los 34 sitios patrimonio de la humanidad con los que cuenta el país: la ciudad histórica de Guanajuato y sus minas adyacentes; la ciudad fortificada de San Miguel y el santuario de Jesús Nazareno de Atotonilco; y tres de los sitios que componen el llamado El Camino Real de Tierra Adentro (Puente El Fraile, Antiguo Real Hospital de San Juan de Dios, Puente de San Rafael y Puente La Quemada).

## Toponimia
La creación del topónimo Guanajuato, en lengua indígena, se remonta aproximadamente al siglo XIII o XIV. Por esa época fue cuando llegaron y se asentaron en dicho territorio los habitantes venidos del altiplano andino, que fundaron el Señorío del Caltzontzin, llamados michhuaques, tarascos o purépechas; los cuales con las diversas conquistas que emprendieron abarcó un extenso territorio conformado con lo que hoy en día es el actual Estado de Michoacán, la parte sur del Estado de Guanajuato, parte de los estados de Jalisco, Querétaro, San Luis Potosí y Zacatecas. El pueblo michhuaque acostumbraba dar nombre a los lugares que iban conquistando e incorporando al Señorío del Caltzontzin de acuerdo a las características físicas o geográficas del entorno, o bien, a la abundancia de algunos animales, plantas o materiales físicos en específico.
El topónimo Guanajuato, se forma de quana- radical extendida del término quanas, rana, como se escribía en el siglo XVI (en la actualidad se escribe kuanásï, rana); y, huuat- radical extendida del término huuata, cerro, como se escribía en el siglo XVI (en la actualidad se escribe juáta, cerro); y -o, locativo, sufijo determinativo de lugar. Formándose el topónimo quana-huuat-o, partículas que ya unidas conforman el nombre de lugar Quanahuuato, con el significado de En el cerro de la rana.

## Historia

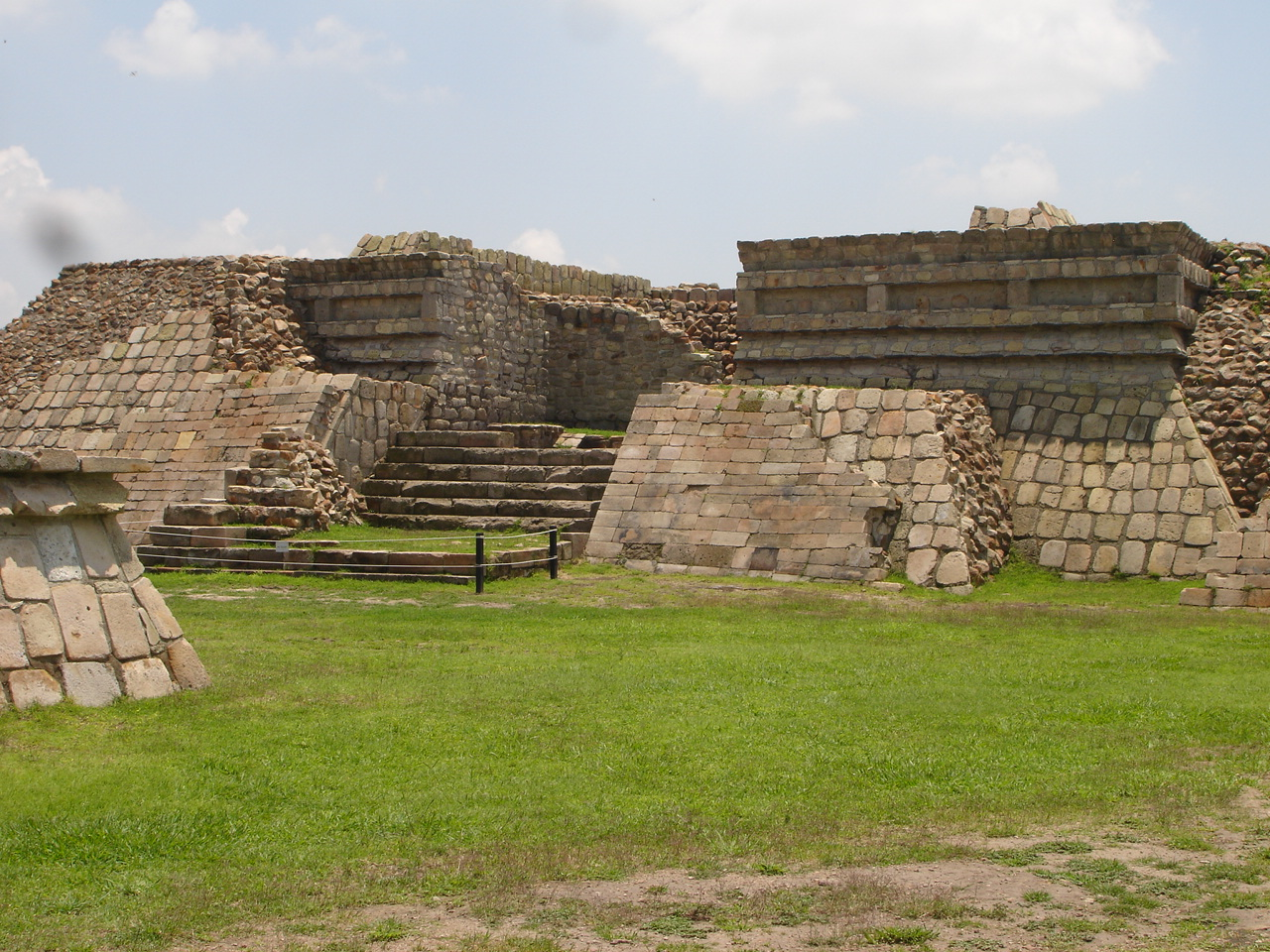
Zona arqueológica de Plazuelas, Pénjamo.

### Época prehispánica

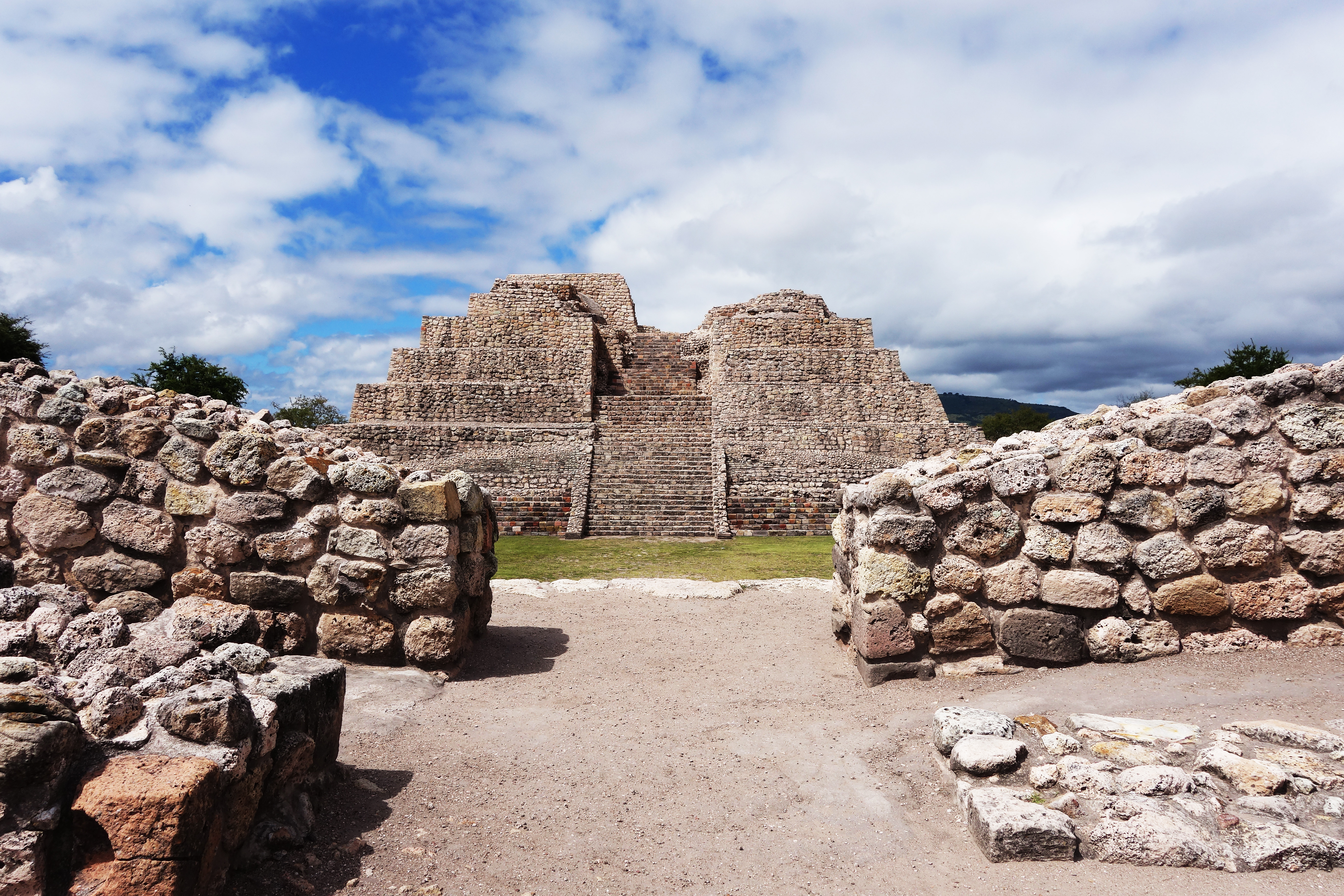
Zona arqueológica Cañada de la Virgen en San Miguel de Allende.

Los vestigios más antiguos de presencia humana, en el territorio que comprende el actual estado, corresponden a una hoja de pedernal de forma lanceolada, localizada en la Cañada de Marfil, y con una antigüedad de 9500 años aproximadamente (año 7500 A.C.). La llegada de los primeros habitantes se produjo por migraciones de pueblos nómadas y recolectores provenientes de las costas del golfo y el pacífico, guiados hacia las planicies del altiplano por la condiciones climáticas favorables posteriores al fin del último periodo glacial.

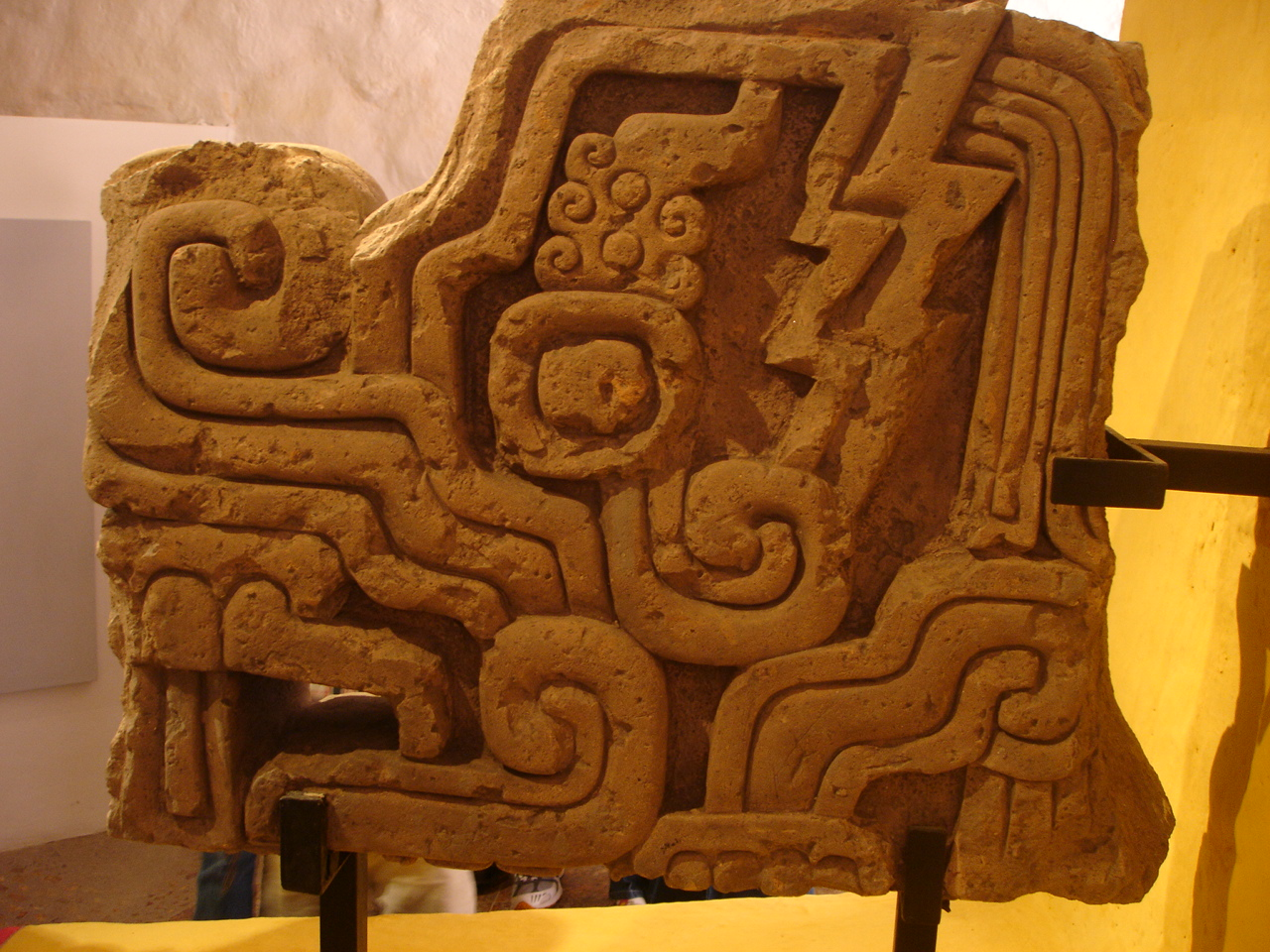
Zona arqueológica de Plazuelas, Pénjamo, Museo de la Zona.

Los indicios de civilización más antiguos en el estado se ubican en Chupícuaro (cerca de Acámbaro), es una zona actualmente cubierta por la presa Solís. Chupícuaro (en purépecha: lugar donde abundan plantas gramíneas) fue el primer asentamiento permanente en la región entre los años 600 a. C. al 250 d. C. 
Se trataba de una población dedicada a la economía agrícola, que combinaba la recolección de frutos y raíces con la caza y la pesca. Uno de los signos distintivos de dicha cultura fueron sus entierros; A veces los restos humanos estaban asociados a tlacuitles (fogones) o delimitados por piedras redondas. Los cuerpos recostados de espalda recibían ofrendas, pero carecían de ellas si estaban acostados sobre el vientre; dichas formas son interpretadas como la pertenencia o no a un grupo social destacado; al tiempo que los cuerpos eran sepultados con sus perros.
No existen restos arquitectónicos de la cultura chupícuara, ya que sus edificaciones estuvieron hechas de plantas y lodo, materiales endebles que no resistieron el paso del tiempo; por lo que su principal elemento evidencial fue la cerámica. Los tipos de figurillas son abundantes y se clasifican en tres tipos: las manufacturadas en barro café con rasgos y adornos en el pastillaje; las de barro crema pulido, de formas más redondeadas, y las hechas con decoración policroma y bien pulidas. Es a través de estas piezas que se conocen varios de sus elementos culturales, tales como la vestimenta, el calzado, los ornamentos corporales, instrumentos musicales como flautas y ocarinas, el uso de pintura blanca en el cabello para hombres y rojo para mujeres.
La similitud en las piezas artesanales, en conjunto con otras evidencias gráficas, permiten establecer, no solo una relación directa, sino un estado de dominación de los asentamiento humanos de Guanajuato, por parte de Teotihuacán; de tal manera que dicho dominio e influencia modificó las estructuras sociales de los asentamientos, pasando de sociedades agrícolas a teocráticas. De hecho el actual territorio estatal constituía la frontera de dicha cultura con los pueblos nómadas venidos de Aridoamérica, por los que los guerreros tuvieron hasta cierto punto mayor prevalencia que los sacerdotes en la organización de las comunidades. La caída de esta cultura y la entrada de numerosos grupos de chichimecas, terminó el dominio de las sociedades teocráticas y los guerreros ocuparon su lugar. Posteriormente la zona estaría bajo el control de la cultura tolteca.
El actual territorio guanajuatense, específicamente la zona sur en la frontera con Michoacán, constituyó el punto límite del expansionismo del Imperio Mexica, que nunca pudo concretar un dominio permanente y efectivo en la zona, al resultar derrotado por los purépechas en múltiples ocasiones. Estos, si pudieron establecer numerosos asentamientos en la zona sur del estado. Al tiempo que en el centro (especialmente en la zona del Bajío) se establecían poblaciones otomies y en el norte comunidades chichimecas, principalmente pames, guamares, guachichiles y zacatecos.

### Época colonial

#### Conquista
Luego de la caída de Tenochtitlan el 13 de agosto de 1521, y la rendición o toma de los poblados y señoríos del Valle del Anáhuac; los primeros territorios que siguieron en la conquista española fueron los del centro-occidente del actual territorio mexicano, y que en ese momento correspondía a la frontera norte del Imperio Mexica, y a las comunidades purépechas, otomies y chichimecas. Los primeros exploradores españoles llegaron al territorio en aras de establecer puestos militares como preparación de la eventual confrontación con los pueblos indígenas de la región, sin embargo ninguno tuvo el carácter de asentamiento permanente. El primer español que exploró el territorio guanajuatense fue Antonio de Carvajal en 1523, quien había sido designado para preparar el reparto de las encomiendas.
El primer asentamiento español en el actual territorio del estado fue Acámbaro; La ciudad fue fundada el 19 de septiembre de 1526 por el cacique Nicolás de San Luis Montañés, con el nombre de San Francisco de Acámbaro. El objetivo de su fundación fue el de poder controlar mejor los diversos grupos indígenas de la región bajo el mando de autoridades civiles y eclesiásticas españolas, en este caso misioneros franciscanos. Fernando de Tapia y Nicolás San Luis de Montañés (indígenas evangelizados que ayudaron a los españoles a facilitar la conquista), llegaron al valle de Acámbaro después de haber conquistado Querétaro y Apaseo; se apoderaron de la región con la finalidad de establecer una base de operaciones militares que sirviera como punto de abastecimiento para las posteriores incursiones de los conquistadores. Si bien ellos fueron los fundadores, la villa le fue concedida en encomienda a Pedro de Sotomayor y posteriormente a Hernán Pérez de Bocanegra.
Algunos indígenas no se enfrentaron a los españoles, y pactaron con ellos alianzas para mantener su poder y algunas de sus costumbres. Uno de estos indígenas fue Conin, quien después de ser evangelizado recibió el nombre de Hernando de Tapia y, junto con su hijo, Diego de Tapia, se alió con los españoles. Se fundaron pueblos como Tarimoro, “lugar de sauces”, y Chamacuero, actual municipio de Comonfort.
La conquista de Guanajuato contó con un factor determinante, ajeno a los tradicionales métodos del uso de la fuerza y la evangelización; este fue la expansión de comunidades ganaderas en las fértiles llanuras del Bajío, distintivas de la mayor parte del territorio. Las autoridades españolas de la Ciudad de México habían determinado enviar ahí a los numerosos grupos de ganado que llegaban de la península y que resultaban poco propicias para habitar la zona del Valle de México. En función de este ordenamiento, comenzaron a ser concedidas diversas extensiones de tierras. Por ejemplo a Juan de Villaseñor le fueron concedidas la villas fronterizas de Puruándiro y Pénjamo; Apaseo a Hernán Pérez de Bocanegra, y diversos personajes como Jerónimo López, Luis de Castilla, Juan Portocarrero Sandoval, Juan de Jaso y Pedro Muñoz.
En 1530, Nuño de Guzmán organizó otra expedición al norte. Viajó cerca del cauce del río Lerma y llegó al actual territorio de Guanajuato, donde vivían algunos grupos indígenas, como los chichimecas y, en el sur los purépechas. Guanajuato pertenecía al “país de los chichimecas” o “la Gran Chichimeca”. Se fundaron algunos poblados donde vivían grupos indígenas; el más importante fue Yuririapúndaro, actual Yuriria, otorgada en encomienda a Juan de Tovar. Los indígenas que no aceptaron someterse a los españoles huyeron a las regiones de la Sierra Gorda y desde ahí los enfrentaron, atacando a los grupos de viajeros españoles y a las poblaciones ya establecidas.

#### Integración territorial
En el año de 1541 el virrey Antonio de Mendoza otorgó tierras a Rodrigo Vázquez, en recompensa por los servicios prestados durante la conquista, en una zona denominada Quanaxhuato (lugar montuoso de ranas en purépecha), castellanizada como Guanajuato. En 1546 fue establecida formalmente como pueblo, en lo que es considerada como su fundación. Se le nombró  Real de Minas de Guanajuato, por los recientes descubrimientos de vetas de plata por parte de Juan de Jasso; posteriormente en 1548, a la llegada de Perafán de Rivera, primer alcalde del ayuntamiento, toma el nombre de Santa Fe Real de Minas de Guanajuato. El pueblo, transformado en alcaldía mayor 1564, villa en 1679 y ciudad en 1741; fue parte de la serie de asentamientos permanentes que se fundarían con fines colonizadores en la región, para el desarrollo de actividades ganaderas, agrícolas y de abastecimiento para exploradores, junto con San Miguel el Grande (1542), San Luis de la Paz (1552), Celaya (1570) y León (1576); y que serían la pauta para la conformación o regionalización de la actual entidad. Todas estas poblaciones fueron elevadas al rango de Alcaldía Mayor, por lo cual contaban con jurisdicción sobre todos aquellos asentamientos, guarniciones, congregaciones o comunidades indígenas que existieran dentro de sus límites. Estas a la vez, estaban integradas al dominio del Reino de México, uno de los cinco en los que se dividía la Nueva España.
Finalmente en 1786, en el marco de las Reformas borbónicas en Nueva España, se estableció un nuevo tipo de organización territorial: las intendencias. Estas serían unidades territoriales de tipo provincial que aglomerarían a distintas poblaciones con vínculos regionales como la economía, castas mayoritarias, características geográficas, entre otras; tomando como base la jurisdicción de las alcaldías mayores. De esta manera por primera vez en la historia, la mayor parte del actual territorio quedó integrado como una unidad administrativa: la Intendencia de Guanajuato. Esta quedó compuesta por los territorios de las alcaldías mayores de Guanajuato, Celaya, San Luis de la Paz, San Miguel el Grande y León, incluyendo en ellas las comunidades indígenas, congregaciones religiosas, haciendas, pueblos y demás asentamientos en sus límites o bajo su administración. Salvo los Valles Abajeños en el sureste del actual estado (que serían incorporados años más tarde), el área geográfica delimitada comprendía toda la presente. En virtud de la relevancia alcanzada por la ciudad de Guanajuato, esta fue establecida como capital y dio el nombre a la entidad virreinal.

#### El auge de la minería

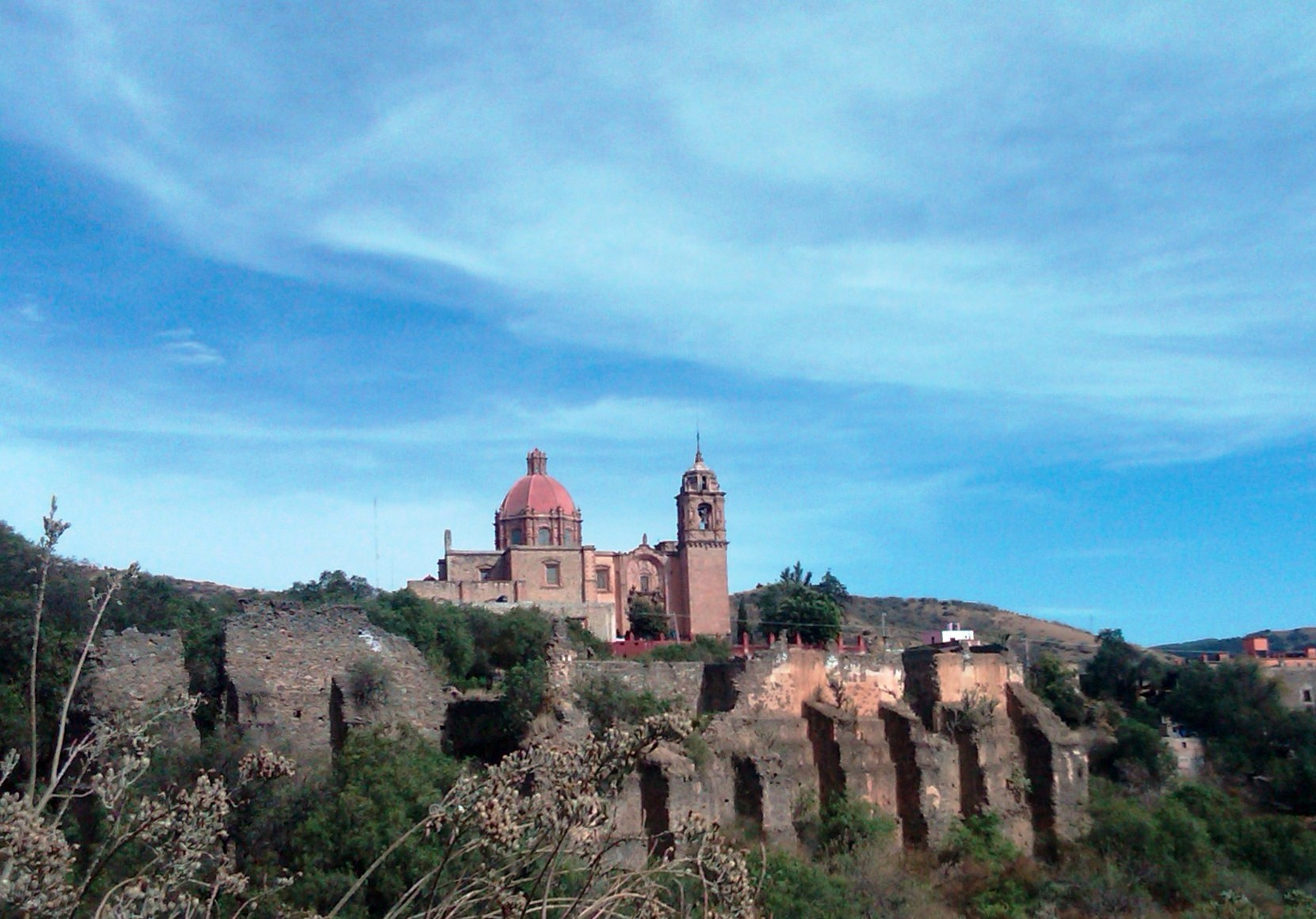
Complejo de la Mina La Valenciana.

La minería en la Nueva España constituyó la base de la economía del virreinato, su enlace directo con la metrópoli y el punto de partida para su relevancia entre los territorios del Imperio Español; En este aspecto la contribución de Guanajuato fue significativa. La primera exploración de la zona de la actual capital guanajuatense fue por el español Rodrigo Velázquez, y el primer descubrimiento de lo que sería el auge minero ocurrió en el año de 1548. Al parecer, la primera veta que quedó al descubierto fue la Mina de Rayas por el arriero Juan de Rayas; posteriormente se comenzó a trabajar en la mina Mellado, y fue en 1558 que se descubre la veta madre de Guanajuato. Esta corre a lo largo de los cerros que limitan la cañada guanajuatense por el norte y el nororiente dejando en la superficie un conjunto de minas, tiros y bocaminas, que constantemente persiguen el trayecto de la veta.
Guanajuato, y su poblaciones aledañas, ya eran centros de paso y abastecimiento para los asentamientos mineros de Zacatecas, por lo que ya se había iniciado un proceso de adaptación de las economías locales para satisfacer la línea de necesidades que requería esa actividad. En esas condiciones las vías de acceso se extendieron por el bajío comunicando Zacatecas con Michoacán, Guadalajara y desde luego la Ciudad de México. La construcción de caminos permitió a la par que se establecieran centros mineros en la Sierra gorda, tal fue el caso de Xichú, Atarjea, Santa Catarina y Victoria. A partir de entonces y con el descubrimiento de otras minas en el norte, se comenzó a establecer el llamado Camino Real de Tierra Adentro o Ruta de la Plata, un conjunto de poblaciones que enlazaron las comunidades mineras y con ellas las poblaciones abastecedoras, que atravesaba la mayor parte de la Nueva España desde Santa Fe de Nuevo México hasta la Ciudad de México.
De manera paralela, inició el crecimiento de los poblados o villas, que dedicándose a otras actividades, se vieron beneficiados con la actividad minera; poblaciones como Celaya, León, Irapuato, Salvatierra, San Miguel el Grande, entre otras, vieron detonadas sus economías cuando se volvieron centros de abastecimiento para las minas de Guanajuato y la Sierra Gorda. Productos agrícolas, ganaderos, textiles, talleres artesanales (antecedente histórico de la industria) prosperan a la par de la expansión de la minería; expansión tanto como sector que se consolida, como por su relevancia económica y la mineralización monetaria que respalda.
El auge de la expansión minera, tanto en Guanajuato como en el virreinato, logra su punto máximo en el siglo XVIII. Los fondos mineros avían el desarrollo de la región donde prospera el comercio y la industria. Las factorías manufactureras que pertrechan a la minería principalmente, con el desarrollo de otras industrias como la textil y la confección, se ven respaldadas por la relativa abundancia de capitales locales que originalmente nacen de las labores mineras, pero que posteriormente se dan en otras actividades prósperas y cuyas ganancias hacen las veces de un proceso similar al de una acumulación originaria. 
Guanajuato pronto no solo es el principal productor de oro y plata del virreinato, sino que se vuelve uno de sus graneros más importantes y un emporio industrial de manufacturas que compite con poblaciones novohipanas destacables como la propia Ciudad de México y Puebla, en el centro del país.
La armonía con que se articula el entramado empresarial de la región otorga a la población prosperidad y paz social, al menos hasta principios del siglo XIX, donde las haciendas y fundos están en su pleno de desarrollo consolidado. De esta manera la región que hoy abarca la entidad de Guanajuato, desde sus orígenes coloniales, presenta una de las economías regionales más destacables del Imperio Español, cuyo nivel de desarrollo industrial es fundamento de una prosperidad demográfica que tipifica la historia social y económica de la entidad.
En el siglo XVIII era evidente la opulencia de la minería en la ciudad capital, se construyen grandes edificaciones en la calle Real, que ha sido desde entonces la principal vía de la ciudad, pues fue justo aquí donde se levantaron las primeras construcciones. La minería creció considerablemente, lo que propició el nacimiento de otras minas como la Mina de Cata, de Valenciana, Bocamina San Ramón y otras más. Al final de esta centuria la relevancia y trascendencia de la intendencia la ubicaban como la región más importante del virreinato y en gran parte del Imperio Español en América.

#### Misiones religiosas y haciendas

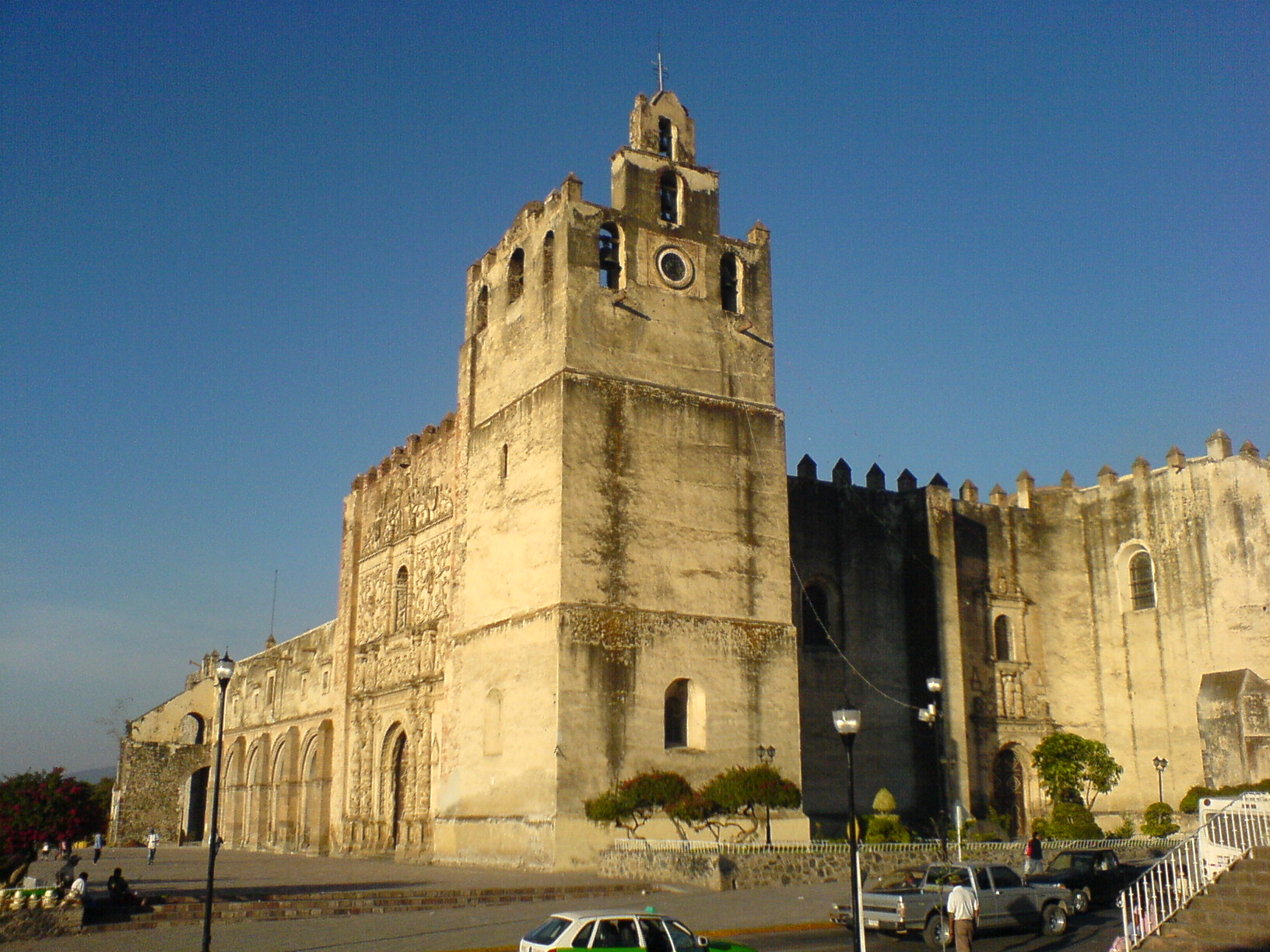
Antiguo Convento de San Agustín en Yuriria.

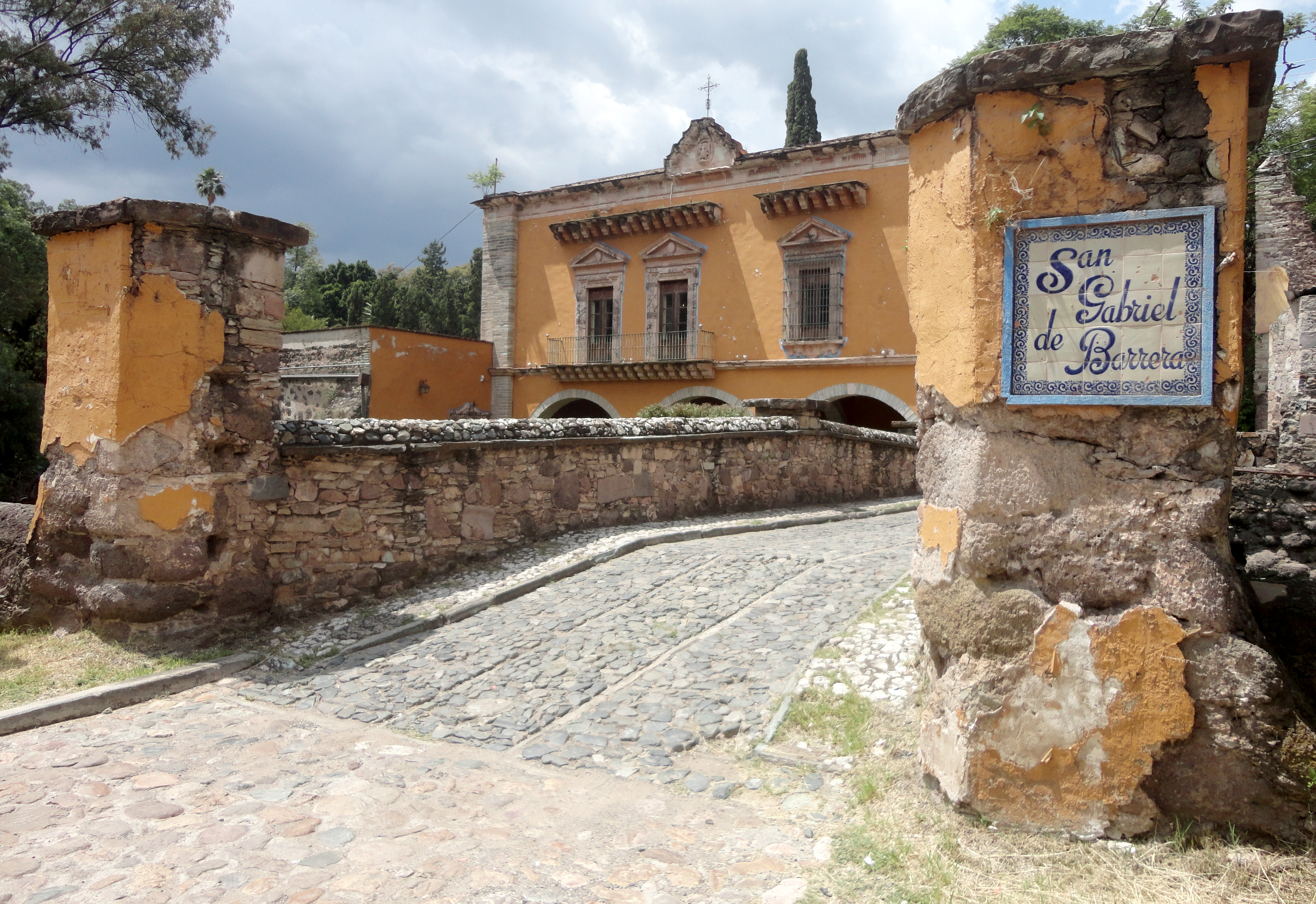
Hacienda en Guanajuato

A la par del crecimiento demográfico y económico de los asentamientos mineros, los otros tipos de poblaciones características de la región, las misiones y las haciendas, también comenzaron a desarrollarse. En el caso de las primeras, estas eran poblaciones fundadas por frailes españoles cuya finalidad principal, la de evangelizar a los indígenas locales, se desenvolvía de forma paralela a la de un sistema de producción agrícola autosustentable; sin embargo la interiorización tan profunda de los frailes como figuras de autoridad, devino en una forma de vida que asemejaba más a la esclavitud. No obstante, la acción evangelizadora, iniciada en Guanajuato por Fray Juan de San Miguel en 1530, representó aspectos de relevancia muy significativa para la conformación de la sociedad colonial. Las órdenes religiosas (Agustinos, Franciscanos, Dominicos, Jesuitas, Carmelitas, Juaninos y Mercedarios) fueron los primeros en edificar escuelas y hospitales, e incluso a ejercer roles de organización social y autoridad política cuando había ausencia de autoridades militares o civiles. En la primera mitad del siglo XVII las misiones y congregaciones fueron responsables de la edificación de un red de hospitales que se extendió por las principales villas aledañas a las minas, haciendas y centros de abastecimiento; estas se situaron en las villas de Guanajuato, Silao, Celaya, Irapuato. En esta centuria destacó por su labor evangelizadora y educativa Fray Felipe de Figueroa, quien reformó el Monasterio de San Pablo en Yuriria (establecido en 1560 por Fray Diego de Chávez), implementando un método de reflexión para la comprensión de los fenómenos naturales, hecho que situó a dicho recinto como el epicentro educativo de la región.
Las haciendas por su parte se desarrollaron en dos tipos de acuerdo a la zona geográfica en las que se ubicaban. En los Valles abajeños, debido a la disponibilidad de mano obra indígena y una mayor posibilidad de riego, se inclinaron por la agricultura (especialmente de maíz, trigo, frijol y calabaza); Mientras en la Llanura abajeña, se expandieron los latifundios ganaderos, especialmente desde Celaya hasta León y de ahí a Pénjamo. No obstante, a principios del siglo XVII esto empezó a cambiar en dicha región cuando el Río Lerma comenzó a ser intervenido con técnicas de la época para facilitar la irrigación de los campos. Hasta ese momento la dinámica social de las haciendas, en ambos casos, estaba marcada por la ausencia de los propietarios, que vivían en su mayoría en la Ciudad de México y dejaban la administración a mayordomos. Los trabajadores del campo por su lado, eran principalmente indígenas otomies y purepechas. A diferencia de otras regiones del virreinato, no fue común la fundación de pueblos de indios para la residencia de los jornaleros, pues estos vivían en las villas más cercanas, ya que en Guanajuato las haciendas se ubicaban cerca de las villas para mantener constante la cadena de negocios que implicaba la principal actividad económica, la minería, de esta manera tenían cerca a los mercaderes abastecedores que les compraban sus productos. Incluso en la práctica los pueblos de indios eran absorbidos rápidamente por las villas después de ser fundados. Uno de los ejemplos más notables de esta conformación sería Celaya, que al poseer una de las más diversas economías de la zona (agricultura, ganadería, comercio y artesanía —oficios manufactureros—), convirtió a todas las poblaciones aledañas en una especie de satélites que lo abastecían de mano de obra constante.

### Guerra de la Independencia

#### Antecedentes
Las condiciones generales en Guanajuato en cuestión política, económica y social, eran idénticas a las del resto de la Nueva España al inicio del siglo XIX, incluso algunas tenían su origen aquí. A principios de esta centuria, los cambios políticos vividos en Europa ocasionaron una caída en el precio de la plata, el principal producto del virreinato y de la propia intendencia; a esto se le sumó una serie de malas cosechas en la zona del Bajío que provocaron el decaimiento económico de la región. Al mismo tiempo las condiciones sociales de pobreza, desigualdad y exclusión ocasionadas por el Sistema de castas colonial, se acrecentó con la inmigración y consecuente explosión demográfica que vivió Guanajuato a causa de la bonanza minera en las últimas décadas del siglo XVIII. Desde 1766 y a raíz de las Reformas borbónicas en Nueva España impulsadas por el visitador José de Gálvez y Gallardo, se habían presentado algunas protestas y motines, especialmente en contra de los impuestos establecidos por la Corona en aras de solventar los gastos de las constantes guerras acarreadas por España; así como por la expulsión de los Jesuitas, la prohibición a las importaciones y el acaparamiento deliberado de los hacendados para aumentar el precio de los productos básicos.
La crisis política de la Nueva España en 1808 aceleró la conformación de grupos de conspiradores que buscaban la autonomía del virreinato, en medio de la coyuntura de la ocupación francesa en España. En el intento de rebelión autonomista del Ayuntamiento de México estuvo involucrado el teniente coronel guanajuatense Ignacio de Obregón. También existió vínculo guanajuatense con la Conjura de Valladolid, y por supuesto con la Conspiración de Querétaro, en la que participaban los guanajuatenses Miguel Hidalgo y Costilla, Ignacio Allende, Ignacio Aldama, Juan Aldama y Mariano Abasolo.

#### La rebelión inicial en Guanajuato

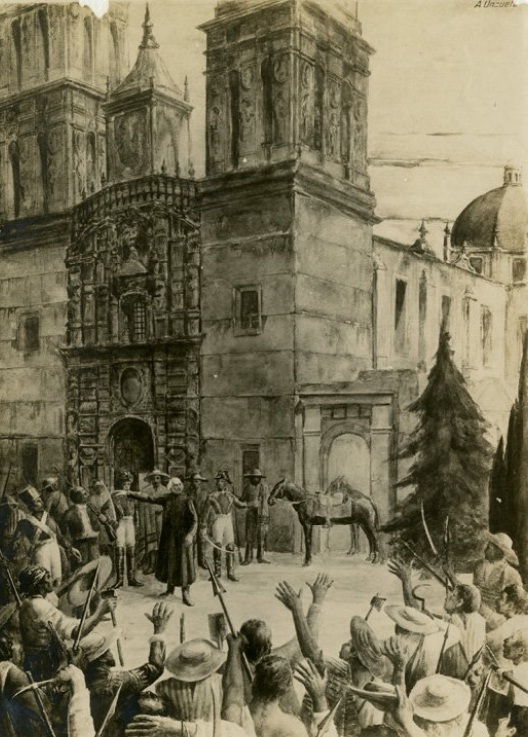
Grito de Dolores, 16 de septiembre de 1810.

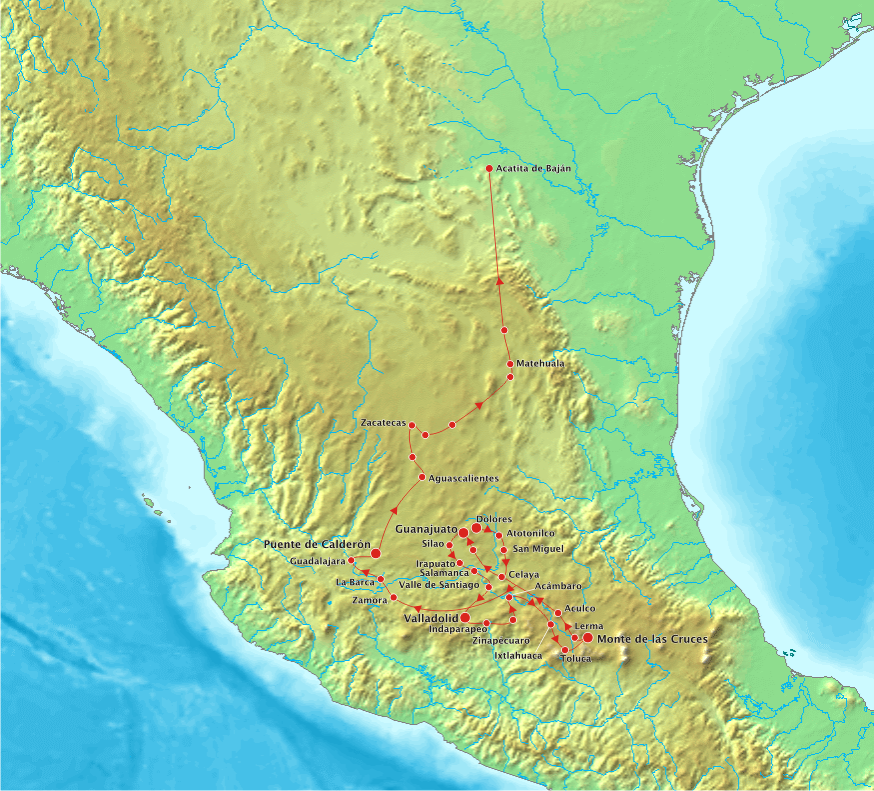
Mapa de la Campaña de Hidalgo.

La historia del movimiento insurgente en su fase inicial se entrelaza con la historia de la región dadas la serie de acontecimientos determinantes que ocurrieron en su territorio. Primero, en el momento de verse descubierta la conspiración de Querétaro y apresados algunos de sus integrantes, las noticias llegaron a Guanajuato, específicamente al pueblo de Dolores, donde uno de los principales líderes, el párroco Miguel Hidalgo y Costilla, tomó la decisión, a las dos de la madrugada del 16 de septiembre de 1810, de adelantar el comienzo de la rebelión armada que fraguaban los conspiradores para el 2 de octubre. El emblemático momento, conocido actualmente como Grito de Dolores, se produjo luego de hacer un llamado a los pobladores del lugar, a través del repique de campanas del templo parroquial. Inició su recorrido con algunos cientos de personas mal armadas e improvisadas para el combate. A partir de Dolores, el movimiento encabezado por Hidalgo se movió por varios puntos del Bajío, una de las más prósperas regiones de Nueva España. El número de tropas es desconocido. En Atotonilco tomaron el estandarte de la Virgen de Guadalupe, que es considerado emblema del movimiento. Al paso de los insurgentes por las poblaciones del oriente de Guanajuato se unieron mineros y peones de las haciendas aledañas, algunos pocos llevaban armas de fuego, pero la mayoría estaban armados con machetes, lanzas, palos, garrotes, hondas y piedras. En San Miguel El Grande se le unieron Ignacio Allende y Mariano Abasolo, militares profesionales que imprimieron cierto grado de disciplina y planeación a la ya numerosa tropa, ahora nutrida con la unión de tropas regulares leales a los dos militares.
El ejército insurgente llegó a Celaya el día 20 de septiembre de 1810, acampando en los terrenos de la Hacienda de Santa Rita. En Celaya solo había un piquete de soldados que no superaban los diez hombres que esperaban ser apoyados por los regimientos de Querétaro o Guanajuato, la respuesta del Ayuntamiento no llegaba y se tomó la determinación de marchar sobre la ciudad el día 20. Debido a una crecida de los ríos circundantes, el cura Hidalgo no pudo pasar a la ciudad hasta el día siguiente. A pesar de ello, mandó una carta al cabildo celayense pidiendo su incondicional rendición, haciendo notar que tenía bajo su custodia a 70 españoles y que si no se rendía la ciudad, los pasaría a degüello.
La ciudad fue entonces tomada pacíficamente el 21 de septiembre, en las primeras manifestaciones de un ejército insurgente en México. En el mesón de Guadalupe, que todavía se encuentra en el centro histórico de la ciudad, fue hospedado Hidalgo, desde donde organizó al entonces precario ejército insurgente. Miguel Hidalgo entró al frente de los Insurgentes junto con Ignacio Allende, Ignacio Aldama y Mariano Abasolo, seguidos de un contingente superior a los cuatro mil hombres, llegando a la plaza de armas encontraron algunas trincheras y unos cuantos hombres apostados en las azoteas; la masa insurgente reaccionó dañando unas cuantas puertas, pero finalmente el ayuntamiento y el clero salieron a recibirlos en medio de repiques de campanas. 
Luego los levantados se dispersaron entregándose al saqueo de casas y comercios, Hidalgo calmó a la multitud arrojándoles puños de monedas, actitud que fue bien recibida en medio de vivas a Hidalgo y Allende. Al día siguiente 22 de septiembre se pasó revista en una llanura junto a la capilla de San Antonio donde se otorgaron los primeros nombramientos por aclamación de los levantados, correspondiendo a Hidalgo el de generalísimo de América, a Ignacio Allende teniente coronel y a Ignacio Camargo el de mariscal de campo; estos nombramientos que contaron con la aprobación de las autoridades locales son considerados como los hechos fundacionales del actual Ejército mexicano. Después de estos sucesos, Hidalgo y Allende se prepararon para salir de Celaya para la toma de Guanajuato.
Luego del acto donde se produjeron los nombramientos, Hidalgo sostuvo una reunión con el Ayuntamiento, el cual fue reestructurado en sus puestos faltantes que habían sido ocupados por españoles, la asamblea reconoció los cargos y se adhirió al plan contra los españoles. Luego Hidalgo dictó una carta al Intendente Juan Antonio de Riaño y Bárcena indicándole las razones del movimiento y advirtiéndole de los riesgos de no considerar la seriedad del movimiento Insurgente.
La respuesta del Intendente Riaño llegó el día 23 en los términos de dejar claro a Hidalgo que como intendente no cedería en su deber de defender los intereses del Rey Fernando VII y de los españoles. La determinación inmediata de Hidalgo fue entonces reiniciar de inmediato la marcha hacia Guanajuato. En el camino tomó Salamanca, Irapuato y Silao.

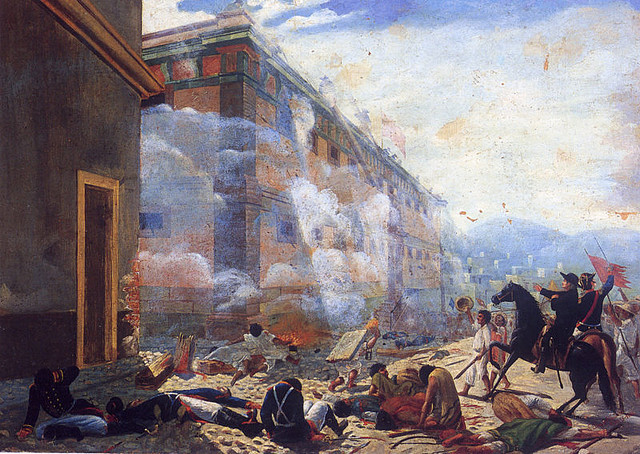
Toma de la Alhóndiga de Granaditas

El 28 de septiembre se llevó a cabo una de las batallas más determinantes y significativas para el movimiento insurgente, primero porque tomar la ciudad de Guanajuato representaba asumir el control de la principal región minera (y por ende el centro económico del virreinato), y segundo, porque las consecuencias de la violenta Toma de la Alhóndiga de Granaditas acarreó dividendos positivos y negativos para el devenir de la lucha armada a corto y largo plazo. Días antes el intendente Riaño se había atrincherado en el mencionado edificio, esperando el auxilio de las intendencias vecinas de Guadalajara y San Luis Potosí, así como de la misma Ciudad de México. Sin embargo los movimientos realistas fueron lentos y eso produjo la estrepitosa derrota. La tradición y crónicas de la época relatan la participación de un personaje popular llamado Juan José de los Reyes Martínez apodado El Pipila, quien cargando una loza en su espalda y una tea ardiendo en su mano, incendio la puerta de la Alhóndiga para permitir la toma del edificio. Después de la toma de la ciudad, el ejército insurgente se dividió en varias unidades para la expansión de la lucha armada.
Sin embargo el 25 de noviembre de ese mismo año Félix Calleja recuperó la ciudad de Guanajuato y la mayor parte de la intendencia. El movimiento insurgente se dispersó y desorganizó, incluso al grado de algunas fragmentaciones, mismas que ocasionaron las traiciones internas que concluyeron con la captura, juicio y fusilamiento de los principales líderes.

#### Continuidad del movimiento insurgente
En el territorio de la Intendencia de Guanajuato surgieron o continuaron la lucha una serie de caudillos insurgentes como José Antonio Torres, Pedro Moreno, los hermanos Francisco y Albino García Ramos, los hermanos Tomás y  Encarnación Ortiz, y José María Liceaga; Algunos de ellos sostuvieron la contienda armada hasta el final de esta en 1821. Salvo Liceaga, (comandado primero por Ignacio López Rayón y luego por José María Morelos para encabezar la reyerta aquí), todos actuaban de manera ajena al movimiento insurgente, que había entrado, luego de la muerte de Hidalgo en una fase de organización, no solo para encauzar la lucha armada, sino para planear la conformación plena de un país independiente. 
En esta fase se constituyeron primero la Junta de Zitácuaro en 1811 (que promulgó el primer documento fundacional del movimiento en 1812: los Elementos Constitucionales), y luego en 1813 el Congreso de Anáhuac, que emitiera el Acta Solemne de la Declaración de Independencia de la América Septentrional y la Constitución de Apatzingán; en todo lo anterior asumió un rol protagónico José María Liceaga, representante de la intendencia en estos órganos, y quien tuviera la oportunidad de presidir el poder ejecutivo creado por el Congreso de Anáhuac, y después encabezar a este mismo.
En la lucha armada, los acontecimientos entre 1811 y 1816 estuvieron marcados por el liderazgo de Liceaga y los constantes enfrentamientos con el hombre designado por el gobierno virreinal para apaciguar aquella región: Agustín de Iturbide. Sobresale en estos duelos, la derrota del militar realista en una isla de la Laguna de Yuriria, donde Liceaga resguardaba una imprenta dedicada a la divulgación de las ideas del movimiento insurgente. Las batallas de las distintas facciones guerrilleras se suscitaron especialmente en la zonas del Bajío, la Sierra Gorda y los Altos Guanajuatenses. A quien si pudo derrotar Iturbide, fue a Albino García, quien cayera el 5 de junio de 1812 en Valle de Santiago y fuese fusilado en su natal Celaya.
El territorio guanajuatense sería escenario de la infructuosa, pero relevante incursión armada del caudillo liberal español Francisco Xavier Mina. Este había llegado a la Nueva España el 15 de abril de 1817, convencido por Fray Servando Teresa de Mier, de que combatir contra el rey Fernando VII de España en tierras novo hispanas alentaría la victoria liberal en la metrópoli. El 24 de junio se encontró en el Fuerte del Sombrero en León con el líder insurgente Pedro Moreno. Se enfrentaron en la hacienda de San Juan de los Llanos (San Felipe) contra el comandante realista de la intendencia, Cristóbal Ordóñez, quien murió en la lucha. La reacción del ejército realista fue un ataque directo contra el Fuerte del Sombrero; ambos insurgentes lograron huir, rehabilitando sus tropas para dirigirse a la capital de la intendencia y tomarla, sin embargo, no tuvieron éxito. En una nueva reagrupación de fuerzas, se dirigieron a Pénjamo hacia el fuerte insurgente de los Remedios o San Gregorio, pero en el rancho El Venadito fueron capturados el 27 de octubre de 1817; en el enfrentamiento falleció Moreno, en tanto Mina fue capturado y fue fusilado el 11 de noviembre.

#### Consumación
El fin de la guerra de independencia en 1821 tuvo dos vertientes, la militar y la política; pues mientras las fuerzas realistas se hallaban enfrascadas en una guerra de guerrillas en múltiples zonas del virreinato, especialmente en el sur; en la Ciudad de México la Conspiración de La Profesa (integrada por las élites criollas del ejército, el clero y los sectores económicos) determinó conseguir junto con los insurgentes la independencia, pero con el fin de evitar la aplicación de la liberal Constitución de Cádiz proclamada en España desde 1812. Para ello nombraron a Agustín de Iturbide como comandante, inicialmente para derrotar a los rebeldes, pero luego este asumió el liderazgo de la nueva lucha y pactó a través del Plan de Iguala con el comandante insurgente Vicente Guerrero la pacificación del territorio, la independencia plena y el establecimiento de un gobierno. En este contexto, el antiguo regimiento de Celaya, que había encabezado años atrás Iturbide para derrotar a los guerrilleros del Bajío, fue de las primeras fuerzas en unirse al naciente Ejército Trigarante. Mientras tanto, correspondió a los ex realistas Anastasio Bustamante y Luis Cortazar y Rábago, derrotar a las últimas fuerzas virreinales en Guanajuato y tomar posesión del territorio para el ejército insurgente, proclamando la independencia en región (específicamente en Villa San José de los Amoles), el 16 de marzo de 1821. Para el 8 de julio del mismo 1821 se juró la Independencia en Guanajuato y el territorio de la antigua intendencia quedó convertido en provincia, bajo el mando político de Luis Cortazar.

### SigloXIX

#### Conformación del estado y primeros años de vida independiente
Los ordenamientos legales de los insurgentes remplazaron la antigua organización gubernativa de las intendencias del virreinato, sustituyendo el cargo de Intendente por el de Jefe Superior Político, como depositario del poder ejecutivo local. Esto sirvió de base para que el gobierno del Imperio Mexicano, ya consumada la independencia, mantuviera dicha figura como ente ejecutivo transitorio en aras de la eventual promulgación de una constitución y el consecuente nuevo organigrama de poderes locales y nacionales. En ese contexto José Pérez Marañón, Jefe Superior de Guanajuato, quien aún había sido nombrado por las autoridades peninsulares, conservó dicho rol, siendo así el primer gobernante del estado en la época independiente; aunque su autoridad quedaba supeditada al presidente de la Junta Provisional Gubernativa local José Mariano de Sardaneta y Llorente nombrado por la Junta nacional. Normalizada gradualmente la situación política y proclamado emperador Agustín de Iturbide, este nombró como Jefe Político a Domingo Chico.
El 17 de noviembre de 1821 fue emitida la ley para la conformación de las Cortes por parte de la Junta Provisional Gubernativa, estableciéndose que las regiones que se adhirieran a ella serían oficialmente provincias del Imperio Mexicano, situación que en efecto ocurrió en Guanajuato cuando la Junta Gubernativa local aceptó la mencionada norma. El 22 de enero de 1822 se integra la primera diputación provisional; estaba formada por Juan Ignacio Godoy, Antonio María de Mier y Mariano Marmolejo, quienes representaban a la entidad en las Cortes del Imperio Mexicano. El 24 de febrero de 1822 se instala solemnemente en la ciudad capital la primera corporación referida.
El coronel Epifanio Sánchez y el sargento Pío Marcha del regimiento de Celaya marcharon hacia la Ciudad de México en mayo de 1822 para encabezar las manifestaciones públicas que derivaron en la proclamación, por parte del Congreso Constituyente de Agustín de Iturbide como Emperador de México. 
Para febrero de 1823, a través del jefe político superior Pedro Otero, Guanajuato se adhiere al Plan de Casa Mata, que concluye con el derrocamiento de Agustín de Iturbide como emperador de México. Tras la caída del imperio, el congreso se aprestó a la organización de una república federal, contemplando a las antiguas provincias del imperio como entidades federativas soberanas. El 31 de enero de 1824 entró en vigor el Acta Constitutiva de la Federación Mexicana, que al ser aprobada con anterioridad por Diputación provincial el 23 de diciembre de 1823, nació formalmente el Estado Libre y Soberano de Guanajuato, cronológicamente el segundo en ratificar dicho documento.
El 23 de febrero de 1824 se realizaron elecciones para conformar el congreso constituyente local. El 25 de marzo de 1824 quedó legítimamente instalado el primer Congreso Constituyente de Guanajuato, en las viejas Casas Consistoriales de la ciudad de Santa Fe de Guanajuato. José María Septién y Montero, Mariano García de León, José María Esquivel, Manuel Galván, Antonio Murillo, Francisco Aniceto Palacios, Vicente Umarán y posteriormente José María Leal y Araujo, José Tiburcio Hincapié, Domingo Chico y José Ramón Guerra, se convirtieron en los primeros integrantes del cuerpo. Los legisladores se ocuparon de la redacción de la primera Constitución Política del Estado de Guanajuato, la cual fue promulgada el 14 de abril de 1826, justamente a los dos años de haberse instalado el Congreso Constituyente.
El 16 de septiembre de 1826 la Constitución fue jurada por el pueblo guanajuatense y el 1 de octubre se instaló el primer Congreso Constitucional del Estado. Carlos Montes de Oca fue nombrado Gobernador Constitucional del Estado. El primer gobierno se caracterizó por el intento de reactivar la minería, profundamente dañada por la guerra, a través de empresas mineras inglesas; al tiempo que permanecía el sistema de explotación de la clase trabajadora en las haciendas, situación que no mejoró ante la ausencia de políticas públicas que atendieran la pobreza. A lo anterior se sumó una epidemia de viruela en 1827-28, ocasionada en gran medida por la resistencia de la población a vacunarse por las falsas creencias vinculadas a dicho método médico.

#### Guanajuato y la inestabilidad nacional
La historia del estado siguió desenvolviéndose en sincronía con los acontecimientos nacionales de una manera activa, dada su influencia en la guerra de independencia y su cercanía con la capital de la República. En noviembre de 1828 los guanajuatenses Juan Ignacio Godoy y Luis Cortazar (candidatos derrotados en las elecciones presidenciales de 1828), promovieron en el estado la rebelión de la Acordada, que defendía el triunfo de Manuel Gómez Pedraza y contra la presunta imposición de Vicente Guerrero. Aunque el Congreso del Estado siguió reconociendo a Guerrero como presidente de la república hasta su deposición, el gobernador Carlos Montes de Oca recibió facultades extraordinarias para combatir a los leales al jefe del ejecutivo federal.
Dos guanajuatenses se convirtieron en los principales impulsores e ideologos de los dos grupos políticos que definieron y moldearon la realidad política mexicana durante los primeros cincuenta años de vida independiente. José María Luis Mora del Partido Liberal y Lucas Alamán del Partido Conservador. El primero combatió la usurpación de Anastasio Bustamante en 1832 y se convirtió en asesor del presidente Valentín Gómez Farías en sus múltiples interinatos entre 1833 y 1835; de sus ideas surgió el primer intento de una reforma liberal al proponer la supresión de las órdenes religiosas, el control estatal de la educación pública, la desamortización de los bienes eclesiásticos, la supresión de los fueros militares y la formación de milicias cívicas. 
Todo lo anterior fue aprobado por el congreso federal en abril de 1833. Ante ello el estado de Guanajuato fue uno de los que se rebeló contra la reforma liberal, incluso los líderes Mariano Arista y Gabriel Durán se atrincheraron en el estado hasta ser derrotados por Antonio López de Santa Anna (titular con licencia del ejecutivo) el 12 de octubre de 1833. A partir de ahí se desató una constante confrontación de leyes y edictos tanto estatales como federales, que aplicaban o revertían, según el cambio de autoridades, la vigencia de los ordenamientos liberales.
Por otro lado, Lucas Alamán sería el principal asesor de Santa Anna, que no solo revertía en cada entrada a la presidencia las reformas liberales, sino que seguía la política conservadora de fortalecer al estado a través de un proceso de centralización que garantizara la pacificación y eventual desarrollo del país. El proceso concluyó con la promulgación de las Siete Leyes el 23 de octubre de 1835, documento de carácter constitucional que estableció la República centralista. Esta transformó al estado en un departamento, anulando su soberanía, sin embargo el arraigado pensamiento conservador en el estado evitó cualquier tipo de resistencia.

#### La resistencia ante la invasión estadounidense
Al iniciar la Intervención estadounidense en México en marzo de 1846, había una serie de rebeliones que buscaban restablecer el federalismo, una de ellas encabezada por Manuel Doblado; el gobierno de Mariano Chico, en aras de conciliar las fuerzas necesarias para la defensa nacional, restableció la Constitución de 1824 en el estado y convocó a elecciones, Doblado obtuvo el triunfo. Al asumir como gobernador el 20 de agosto de 1846, inició el reclutamiento de personal para integrar las milicias que se incorporarían al ejército nacional. Las ciudades de Celaya, León, San Miguel y Guanajuato fueron los centros de reclutamiento. Dolores Gaytan (esposa de Doblado) encabezó a un grupo de mujeres integrado por Clara Larra de Ledo, Juana de Valle, Ana Carbajal de Morales, Rafaela García, Luz Baranda, Paula de Rocha, Antonia Sánchez de Sierra y la señora Obregón de Chico; que conformaron una junta patriótica para elaborar vestuario y recopilar donaciones que sustentaran los gastos de las tropas.
Manuel Dobaldo renunció a la gubernatura para comandar las fuerzas guanajuatenses que partieron hacia la defensa del territorio nacional; su sustituto Lorenzo Arellano redobló esfuerzos bélicos, estableció una fábrica de pólvora y una de cañones, esta última con contratiempos ante la escasez de fundidoras, pero posteriormente lograron producir de cuatro a dos piezas mensuales. También se establecieron impuestos a hacendados, mineros y grandes mercaderes para solventar el gasto público de la guerra. Las tropas de Guanajuato se integraron a la célebre Batalla de la Angostura entre el 22 y el 23 de febrero de 1847.
Después de que el congreso nacional aprobó el Tratado de Guadalupe Hidalgo en mayo de 1848, y por el cual el país perdió Alta California, Nuevo México y Texas, un grupo de rebeldes en la zona occidente del país se rebeló contra el gobierno federal para desconocer los tratados y continuar la defensa y eventual recuperación del territorio perdido; estuvieron encabezados por Mariano Paredes y Arrillaga y Celedonio Doménico Jarauta. En Guanajuato, Manuel Doblado secundó la revuelta y encabezó las tropas; el estado se convirtió en epicentro de la lucha, a tal grado que el gobernador Lorenzo Arellano se vio obligado a trasladar su gobierno a Celaya; sin embargo fueron derrotados por Luis Cortazar, Anastasio Bustamante y Manuel María Lombardini, el 18 de julio de 1848, luego de atrincherarse en la Mina "La Valenciana" donde Joruta murió; mientras Paredes fue hecho prisionero y Doblado se exilió luego de mantener una leve resistencia hasta 1849.

#### La rebelión de la Sierra Gorda
De forma paralela a la resistencia local contra la invasión estadounidense, en la región de la Sierra Gorda guanajuatense se gestaba un movimiento social agrarista que pugnaba por la reivindicación de los derechos de los pequeños propietarios en el campo; quienes eran víctimas de los constantes despojos de tierras, pozos, ganado y demás recursos naturales por parte de los grandes terratenientes. Este movimiento armado, de tendencias revolucionarias para la época, era encabezado por Eleuterio Quiroz, trabajador de las haciendas que se unió al ejército al inicio de la guerra, pero desertó luego de la derrota en la Batalla de la Angostura. Posteriormente en agosto de 1847 se levantó en armas en Xichú, acompañado por Miguel Chaire, administrador de una hacienda de la zona; en el mes de septiembre en aras de unificar las fuerzas del país, el gobierno les ofreció un indulto, que Chaire aceptó, pero Quiroz no, así que se refugio en la sierra nuevamente para reorganizar su lucha.
En este lapso construye su ideario político y social, desvinculándose completamente de las dos visiones sobre el campo que dominaban el país, la conservadora que impulsaba los grandes latifundios, y la liberal que proponía la libre venta de tierras entre individuos, pero en detrimento de las propiedades comunitarias o familiares; los reclamos del movimiento guerrillero de Sierra Gorda incluían la reivindicación de la propiedad comunal, el rechazo a los invasores estadounidenses y la exigencia de derechos laborales y sociales para los trabajadores de las haciendas.
Rehabilitado su ejército, inició su despliegue en San Luis Potosí donde tomó las haciendas de El Jabalí y San Diego; en la localidad de Río Verde se le une Manuel Verástegui prefecto de dicho distrito, quien aporta la construcción de un proyecto político y social más amplio y específico. Manuel Verástegui y Eleuterio Quiroz publicaron el "Plan Político y Eminentemente Social del Ejército Regenerador de la Sierra Gorda" el 22 de octubre de 1848, en el que solicitaba una mejor distribución de la tierra a las clases menesterosas del campo, la erección en pueblos de las haciendas y ranchos que tenían más de 1500 habitantes, el acceso de los arrendatarios a tierras bajo una renta moderada; además, proponía la disolución del ejército y su reemplazo por una guardia nacional.
A partir de diciembre de 1847 Quiroz y su grupo se distinguieron por sus ataques a los grupos dominantes de la región. El levantamiento se extendió por una vasta zona de la Sierra y abarcó parte de los estados de Veracruz, Hidalgo, Puebla, Guanajuato, Querétaro y San Luis Potosí. Las poblaciones de Santa María del Río, Xichú y Rioverde fueron el eje por el que se movieron los rebeldes entre 1847 y 1849. Los combates y el movimiento mismo llegaron a entrelazarse con la rebelión de Doblado, Paredes y Jarauta, especialmente cuando combatieron juntos una tercera rebelión de corte conservador encabezada por Tomás Mejía. El movimiento de Quiroz consiguió hacer llegar su documento al presidente José Joaquín de Herrera en 1849, lo que inició una serie de negociaciones para alcanzar la paz. Sin embargo uno de los lugartenientes decidió, sin autorización de los líderes, tomar violentamente el poblado de Santa María del Río, lo que desencadenó la respuesta del gobierno, que apoyó a Tomás Mejía para perseguir a los líderes; en octubre de 1849 fue aprendido Quiroz y fusilado el 6 de diciembre.

#### La reforma
Aunque Manuel Doblado había encabezado las huestes liberales en el estado durante la Revolución de Ayutla en 1854, además de ser electo gobernador en 1855, se levantó en armas contra el presidente Juan Álvarez, ante las diferencias entre los liberales moderados (en los que se adscribía Doblado) y los radicales con la implementación de las Leyes de Reforma. Incluso luego de la renuncia de Álvarez, el ascenso al poder de un liberal moderado (Ignacio Comonfort), no detuvo la revuelta de Doblado, pues las leyes más radicales continuaron su curso. El 30 de noviembre de 1855 Doblado proclamó el Plan de Sierra Gorda. La revuelta no prosperó y Doblado se reintegró a su cargo. El 31 de junio de 1857 en sincronía con la nueva carta magna federal, se instaló el congreso constituyente local.
A pesar de las diferencias en el pasado inmediato, Manuel Doblado respaldó al presidente interino Benito Juárez cuando los conservadores se levantaron en armas al proclamar el Plan de Tacubaya el 17 de diciembre de 1857, dando inicio a la llamada guerra de Reforma; el respaldo fue tal, que la entidad se convirtió en epicentro de la primera parte de lucha, ya que luego de salir de la Ciudad de México, Juárez estableció su gobierno en la ciudad de Guanajuato el 16 de enero de 1858. Ese mismo día Doblado renunció a la gubernatura para encabezar la defensa del estado y del gobierno nacional. Sin embargo el bando liberal a cargo de Anastasio Parrodi, perdió en la batalla de Celaya el 9 de marzo, luego lo mismo ocurrió con Leandro Valle en la batalla de Salamanca el 10 de marzo y finalmente Doblado en Romita el 12 de marzo. Juárez se vio obligado a salir con rumbo a Guadalajara desde febrero. Sin embargo la llegada de tropas comandadas por Santos Degollado y Juan Zuazua, revirtieron el avance de los conservadores en julio de 1858 y permitió la permanencia de las autoridades liberales en la capital estatal. No obstante, no consiguieron el dominio total del estado.
La batalla de Silao del 10 de agosto de 1860 fue trascendente para la derrota final de los conservadores, la victoria estuvo a cargo de los generales Jesús González Ortega e Ignacio Zaragoza. Posteriormente los generales guanajuatenses Manuel Doblado y Florencio Antillón formaron parte del ejército triunfador en la Batalla de Calpulalpan entre el 22 de diciembre de 1860 y el 1 de enero de 1861. Finalmente el congreso constituyente local fue restablecido y promulgó el 14 de marzo de 1861 una constitución local análoga a la federal, es decir, de corte liberal.

#### La intervención francesa y el segundo imperio
Después de concluida la guerra de Reforma, fue restablecido el gobierno de Benito Juárez; dos destacados guanajuatenses fueron incluidos en su gabinete con trayectorias significativas. Ignacio Ramírez, considerado el pensador liberal más radical de la generación de la Reforma, especialmente en el terreno de la justicia social y los derechos colectivos, fue nombrado primero ministro de Justicia, Negocios Eclesiásticos e Instrucción Pública, siendo el responsable del diseño y aplicación de las políticas gubernamentales que construirían el sistema educativo laico, luego que la aplicación de las Leyes de Reforma nacionalizara los planteles escolares en manos de la Iglesia. Posteriormente fue nombrado ministro de Fomento, donde se encargó de la aplicación de las leyes que desamortizaban los bienes eclesiásticos para redirigirlos a la creación de una infraestructura que generara una industria nacional. 

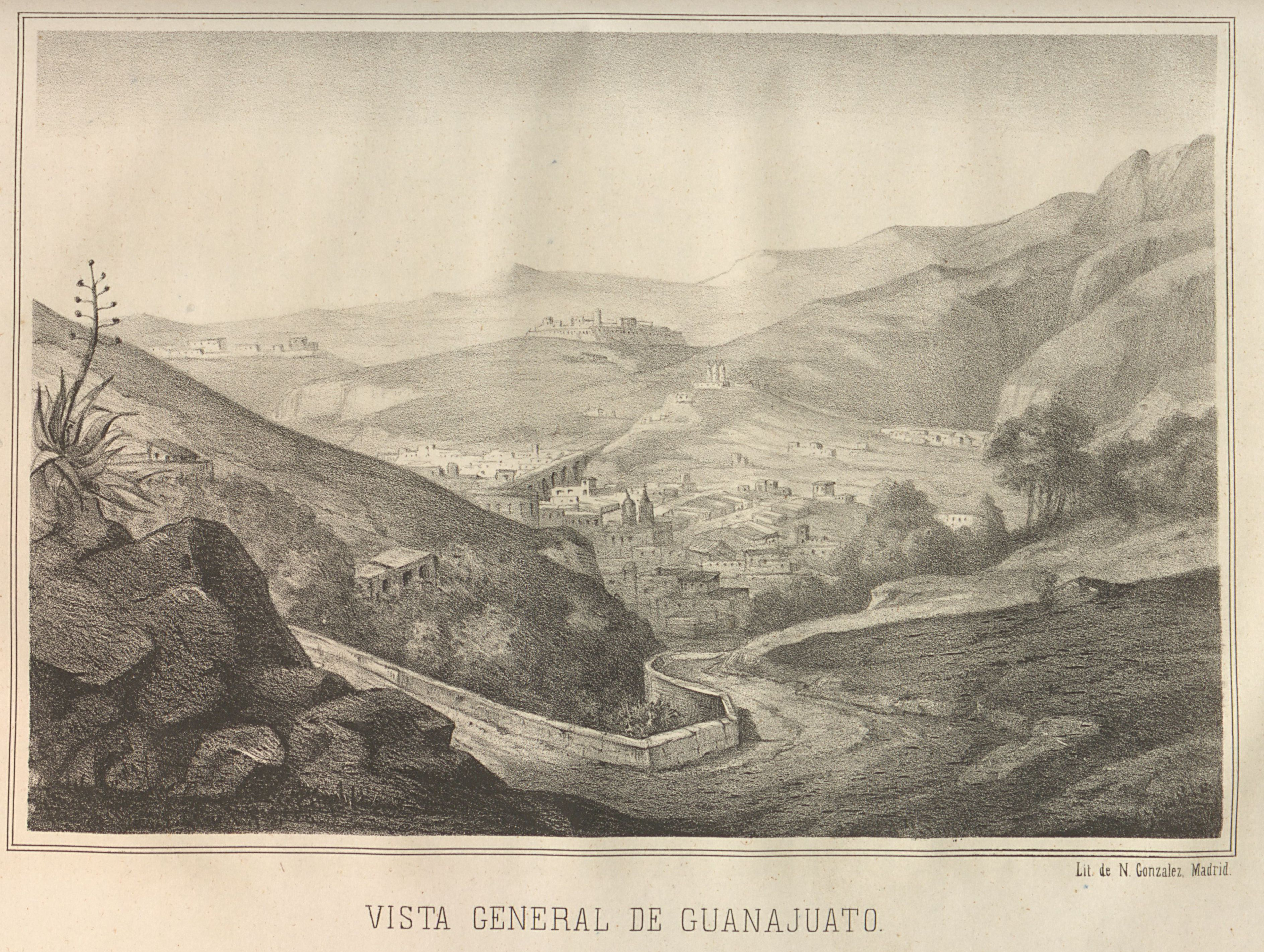
Vista general de Guanajuato en una litografía de mediados del

Por su parte, Manuel Doblado fue nombrado ministro de Relaciones Exteriores, justo en el momento en que debió encabezar la delegación mexicana que participó en las reuniones con la "Alianza Tripartita" integrada por España, Reino Unido y Francia. Realizadas en la localidad veracruzana de La Soledad, estas tuvieron como finalidad llegar a un acuerdo sobre la suspensión de pagos de la deuda externa, que había generado el descontento de las potencias europeas y su intención de cobrar el pago mediante una invasión. El resultado de la cumbre fue la firma de los Tratados preliminares de La Soledad, logrando el retiro de España y Reino Unido; no obstante Francia procedió a la plena invasión de territorio mexicano, aunque ya con intenciones más amplias que únicamente el cobro de la deuda.
Luego del célebre triunfo mexicano en la Batalla de Puebla el 5 de mayo de 1862, se intensificó la concentración de fuerzas francesas, implicando una inminente invasión aún mayor. Ante esto Manuel Doblado nuevamente se puso al frente de las tropas en el estado, así como de los esfuerzos para sostener los gastos de la guerra; ordenó establecer un taller para la fabricación de piezas de artillería y se implementó un impuesto de 10 a 25 centavos por habitante según sus condiciones económicas. Después de la caída de Puebla y de la Ciudad de México en mayo de 1863, la guerra tendría que convertirse en un movimiento de resistencia; sin embargo el repliegue de las tropas mexicanas en el estado se acrecentó, cuando al ejército invasor se le unieron unidades mexicanas partidarias de los franceses, comandadas por Tomás Mejía, viejo enemigo de Manuel Dobaldo, a quien ya había enfrentado en la rebelión de la Sierra Gorda, por lo que sus conocimientos del área ayudaron al avance aplastante del ejército francés. Guanajuato capital cayó el 9 de diciembre a manos del general mexicano Mejía y el francés Douay. En el proceso de cimentación del control extranjero del estado, fueron impuestas autoridades mexicanas simpatizantes, encabezadas por Canuto Villaseñor, quien estableció una corte marcial que juzgó y fusiló a los guerrilleros guanajuatenses Francisco Zambrano, Francisco Ontañón y Miguel Carrillo el 24 de enero de 1864.
Después de instaurado el Segundo Imperio Mexicano, la región se pacificó dadas la adhesión de la mayoría de las autoridades al gobierno imperial desde el 5 de enero de 1864. En septiembre de 1864, producto de un especial interés personal, el Emperador Maximiliano de Habsburgo realizó una gira por el estado, visitando Celaya, Apaseo, Irapuato, San Miguel de Allende, Dolores Hidalgo y la ciudad de Guanajuato. El 16 de septiembre en Dolores Hidalgo, se convirtió en el primer gobernante del país en reproducir el tradicional Grito de Dolores en el mismo atrio del templo donde en 1810 lo había hecho Miguel Hidalgo, costumbre que prevaleció desde entonces en la mayoría de los presidentes mexicanos.
El 28 de diciembre de 1866 las tropas francesas acuertaladas en León se retiraron para regresar a su país de origen, esto ante la coyuntura de las tensiones políticas entre Francia y Prusia. Con el abandono francés, las tropas conservadoras leales al imperio, comandadas por Francisco Liceaga, comenzaron una lucha contra las tropas republicanas, que concluyó con el triunfo del bando republicano en la hacienda del Sauz de Armenta el 26 de enero de 1867.

#### La república restaurada
Con el restablecimiento del gobierno liberal de Benito Juárez, el estado paso una breve etapa de transición hasta la elección definitiva de Florencio Antillón como gobernador en 1867, cargo en el que se mantuvo durante diez años. Periodo significativo para la historia de la entidad, pues en ella se pacificó la región, luego de sucesivos combates en los que Sóstenes Rocha derrotó a diversos grupos rebeldes liderados por personajes como Esteban Bravo, Ezqueda, Zarazúa, Silva, Cosío, Pontones, entre otros. Los principales objetivos de los rebeldes eran las haciendas propiedad de funcionarios y amigos del gobernador, que daban continuidad al constante despojo de tierras a las comunidades indígenas. Mientras esto ocurría en el terreno bélico, Antillón realizó una serie de acciones para impulsar la estabilización del estado: declaró la exención de impuestos a la cultura y las artes, reglamentó la labor docente, fundó dos escuelas normales y una facultad de medicina, y se inició la construcción del Teatro Juárez.

#### El porfiriato en Guanajuato
Florencio Antillón y Sóstenes Rocha se opusieron a las rebeliones de La Noria en 1871 y de Tuxtepec en 1876, que encabezó Porfirio Díaz para oponerse a la reelecciones de Benito Juárez y Sebastián Lerdo de Tejada respectivamente, por lo que ante el triunfo de esta última y la elección definitiva de Díaz en 1877, ambos serían destituidos y expulsados de la vida pública durante ese mismo año. Antillón fue remplazado por el leal al presidente, Francisco Zacarías Mena, quien desde un principio puso en práctica la política base del Porfiriato Orden y Progreso. Impulsó la construcción de un ferrocarril que uniera Celaya, León y la capital del estado; El mecanismo que utilizó fue primero obtener de parte del congreso federal, la concesión para que fuera su gobierno el constructor y operador. Posteriormente formó un grupo de empresarios locales a quienes transmitió la concesión; el grupo estaba integrado por Franco y Felipe Parkman, Gregorio Jiménez, Francisco Glennie, Francisco de T. Castañeda y Joaquín Orderiez. El sucesor de Mena, Manuel Muñoz Ledo expandió los contratos y concesiones para la ampliación de las vías férreas en el estado, siguiendo la línea porfirista de convertir a este medio de transporte en la palanca del desarrollo económico. Tan solo entre 1882 y 1884 la entidad quedó completamente comunicada con la Ciudad de México, Guadalajara, Monterrey, Chihuahua y Morelia, revolucionando el comercio de los productos guanajuatenses.
El expresidente Manuel González se convirtió en gobernador en 1885, y durante su gobierno de ocho años impulsó la llegada de bancos nacionales y extranjeros, la construcción de presas y la creación de carreras universitarias que estuvieran vinculadas con la industria. No obstante su gobierno se caracterizó por estar señalado en constantes polémicas personales y políticas, fraguadas en gran medida por el general Francisco Franco (incondicional de Díaz) para minar su influencia política, en aras de no convertirse en un obstáculo para el presidente Díaz.
El 3 de mayo de 1893 tomó posesión como gobernador uno de los principales aliados de Díaz en la región, Joaquín Obregón González, por lo que se constituyó en una especie de cacique porfirista que respaldaba y daba continuidad a todos los proyectos del presidente. Y reproduciendo muchas de los procedimientos del gobierno federal, tales como el control de los poderes legislativo y judicial locales, la censura a la prensa, la represión a la oposición, la concentración de la riqueza, la desigualdad social, la explotación de las clases populares, el combate a grupos de sublevación campesina u obrera y la facilitación de beneficios al capital extranjero.
En su gobierno se presentó el apogeo de la agricultura guanajuatense; marcada por las características físicas de sus dos principales zonas agrícolas: El Bajío era un suelo fértil pero poco propicio para el arado, y los Altos una zona con escasas lluvias y heladas tempranas; el estado enfocó su agricultura en la producción de cereales, acción de tal amplitud y relevancia que adquirió el sobrenombre de "El granero de México", por ser el principal productor de maíz, trigo, cebada y otras variantes de estos sembradíos. Sumando el resto de la producción agrícola, el estado era el tercero en importancia en el sector a nivel nacional, por debajo de Michoacán y Yucatán.
Sin embargo, de la misma forma que ocurría en otros estados, en este periodo se dio un crecimiento desmesurado de los grandes latifundios que se extendían a través de una o varias haciendas de un solo propietario, siendo las más relevantes: Santa Ana en León, San José de Parangueo en Valle de Santiago, La Labor en Apaseo, Canario y Calera en Yuriria, San José del Carmén en Salvatierra, El Cubo en San Felipe y las más grandes en extensión, San Nicolás de los Agustinos en Salvatierra, La Venta en Dolores Hidalgo, Jalpa de Cánovas en Purísima del Rincón, Jaral del Berrio en San Felipe y San Cristóbal en Acambaro.
La minería presentó un resurgimiento que la volvió a posicionar como la principal actividad económica del estado; los ferrocarriles y los capitales extranjeros fueron las razones que más pesaron en este fenómeno. Al igual que en los tiempos de la colonia, la minería detonaría una cadena productiva que beneficio a otras actividades, en este caso la industria, especialmente la textil, la manufacturera y la de la transformación. En este rubro destacó significativamente Celaya, que de la misma manera que durante la colonia, sus fábricas serían abastecedoras de los grandes centros mineros y agrícolas del estado. Esta ciudad ya tenía desde 1871 tres fábricas de tejidos de algodón, siendo las más importantes la de Soria, movida con fuerza hidráulica y una más en el centro de Celaya de tejidos de lana, movida a base de vapor.
Entre 1902 y 1904 la mina La Valenciana paró actividades y el dueño transfirió la propiedad a una empresa estadounidense, que no invirtió en los sistemas de desagüe, ocasionando problemas que derivarían en una crisis, no solo de la veta madre, sino de la minería en su conjunto en el estado.

### Revolución Mexicana en Guanajuato

#### Precedentes
Las condiciones socioeconómicas y políticas en el estado, guardaban un absoluto paralelismo con las del país; la desigualdad y pobreza de las clases campesina y obrera, contrastaba con la expansión de los latifundios y la acumulación de riqueza de empresarios nacionales y extranjeros. De la misma forma que lo hacia Díaz a nivel nacional, Obregón González perseguía o censuraba a periodistas críticos de su gobierno; por ejemplo en 1908 se detuvo a Nabor Valtierra de "El hijo del pueblo" y Francisco Díaz de "El observador", periódicos de la capital estatal, donde ambos habían escrito columnas y reportajes que cuestionaban al gobernador. Peor suerte había corrido en años anteriores el salmantino Jesús López Lira, fundador del diario "Crisalida", ya que recibió constantes acosos de la autoridad, que incluyen agresiones físicas, ante lo cual tuvo que salir del estado.
El opositor político más destacado nacido en el estado, fue el anarquista Práxedis G. Guerrero, nacido en San Felipe; editor del periódico Punto Rojo (creado en 1909 en El Paso), y colaborador en otros medios de corte anarquista, fue militante activo del Partido Liberal Mexicano fundado por los Hermanos Flores Magón en 1905. Más allá de la participación que tuvo en huelgas y manifestaciones en México, organizó escuelas libertarias, grupos de teatro, conciertos, entretenimiento y conferencias. Con el fin de imprimir un nuevo contenido revolucionario a las actividades sociales tradicionales. También fue secretario de la Junta Organizadora del Partido Liberal Mexicano, órgano directivo del instituto político. Sobresalieron de la misma forma como opositores guanajuatenses al régimen porfirista Diego Arenas Guzmán del Partido Demócrata, y el moderado Alfredo Robles Domínguez del Partido Democrático Nacional.

#### La etapa maderista
El llamado a un levantamiento popular por parte de Francisco I. Madero, fue secundo en Guanajuato por Cándido Navarro, profesor originario de Silao, que tenía una considerable trayectoria opositora desde años atrás cuando fundó en 1908 el Club de Demócratas Guadalupe Victoria en Azcapotzalco, y como integrante del Partido Nacionalista Democrático; acciones que la habían costado a él y a su esposa (también activista) Carlota Bravo, un breve encarcelamiento en la Alhóndiga de Granaditas. Navarro se levantó en armas el 22 de febrero de 1911 en Purísima del Rincón. Tras el triunfo de la revolución maderista en mayo de 1911, Enrique Aranda sustituyó interinamente a Obregón González, siendo electo posteriormente Víctor José Lizardi en octubre del mismo año. 
Sin embargo funcionarios del exgobernador Obregón González se mantuvieron en puestos claves del gabinete; al tiempo que entre los grupos revolucionarios crecían las dudas por Lizardi, quien a pesar de ser cercano a Madero, era muy ajeno a los ideales maderistas de democracia, y más aún lejano de las demandas agraristas y obreras. Incluso el 15 de septiembre de 1912, durante la ceremonia del "Grito de Dolores" en el Palacio de Gobierno, los abucheos generalizados al gobernador derivaron en un enfrentamiento con las autoridades. En febrero de 1913 Lizardi abiertamente reconoció y apoyó el gobierno usurpador de Victoriano Huerta, no obstante este mismo lo reemplazó por un militar de confianza en julio del mismo año.

#### Las batallas de Celaya

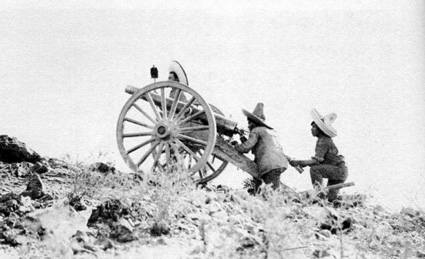
Escena de la batalla de Celaya.

La revolución constitucionalista inspirada en el Plan de Guadalupe, y en el que se adhirieron por igual carrancistas, villistas y zapatistas, derrocó en poco más de un año a Victoriano Huerta. En el caso de Guanajuato, el estado fue ocupado por el general carrancista Pablo de la Garza. Sin embargo, los desacuerdos surgidos entre las distintas facciones en la Convención de Aguascalientes ocasionó un nuevo conflicto bélico, enfrentando a Venustiano Carranza y sus aliados con Francisco Villa y Emiliano Zapata. Dado que villistas y zapatistas mantenían el control de la mayor parte del altiplano central, desde Chihuahua hasta el norte de Guanajuato, el ejército constitucionalista buscó cortar las líneas de comunicación y abastecimiento que tenían en el centro-sur del país, por lo que era indispensable avanzar sobre la región del Bajío.
Francisco Villa concentró su ejército en Irapuato y Álvaro Obregón el suyo en Celaya, desde donde planeó su estrategia para esperar al impulsivo Villa. La primera fase de los enfrentamientos ocurrió los días 6 y 7 de abril de 1915, en los cuales Obregón supo defender su posición ante las arremetidas de los villistas. Estos tuvieron que replegarse a Salamanca, desde donde planearon el contraataque. La fase decisiva comenzó el 10 de abril, cuando Obregón supo aprovechar las debilidades de la estrategia de Villa. El 15 de abril, la victoria correspondió a las tropas de Obregón, tras lo cual Villa se vio obligado a retirarse a León. Después de esta batalla, hubo otras entre los mismos bandos en Trinidad, León, Santa Ana del Conde y Aguascalientes, pero Villa ya no volvería a operar al frente de la División del Norte. La relevancia histórica de la batalla en Celaya, reside en la irreversible retirada hacia el norte de las fuerzas villistas, que desconectadas de sus aliados zapatistas al sur, iniciaron un repliegue que los redujo a una guerrilla regional en Chihuahua; por ende, eso significó el triunfo del bando constitucionalista, que con el control del país pudo cohesionar a los grupos rivales para convocar al Congreso Constituyente de 1916-17.

### Etapa posrevolucionaria y Guerra cristera
Guanajuato fue terreno de las coyunturas que acarreó la constante disputa por el poder en los primeros años después de la promulgación de la constitución federal de 1917. Por ejemplo, el gobernador cercano al presidente Venustiano Carranza, Federico Montes, tuvo que renunciar en febrero de 1920 cuando el Plan de Agua Prieta fue respaldado en la entidad. Sus sucesores estuvieron alineados de forma indistinta a Álvaro Obregón o Plutarco Elías Calles, por lo que organizaron grupos o clubes políticos que actuaban a favor de alguno de los dos personajes mencionados. Enrique Colunga lideró la denominada Confederación de Organizaciones Revolucionarias de Guanajuato, llamado popularmente Grupo Verde; este instituto pretendió controlar a los pequeños grupos políticos de todo tipo, para finalmente poseer todos los cargos públicos electos o designados, todo en función del beneficio político de Álvaro Obregón. Por el contrario el denominado Grupo Rojo, de menor presencia en el estado y sin líderes visibles, apoyaba a Plutarco Elías Calles. Lo anterior ocurrió en medio de severos problemas económicos derivados del abandono o destrucción de minas y haciendas, que dejaron de producir por la guerra, y de lo cual el estado tardó diez años en recuperarse. El dominio del grupo verde prevaleció incluso a la muerte de Obregón en 1928, pero no por mucho tiempo, pues el sector afín a Calles logró hacerse de la gubernatura en 1931 con José Reynoso.
Mientras tanto, en el terreno de las relaciones de la iglesia con el gobierno, estas estaban en constante tensión desde 1917 cuando se promulgaron tanto la constitución federal, como la estatal. Los artículos 3.º, 24, 27 y 130 restringían los derechos políticos de los miembros de la curia, anulaba la posibilidad de los miembros de la iglesia para poseer propiedades de cualquier nivel en nombre de sus congregaciones eclesiásticas, expropiaban en beneficio de la nación templos, conventos, arte sacro, tierras de cultivo y todo bien inmueble en manos directas de las parroquias, obispados y ministros de culto; a esto se sumaba la imposibilidad de registro u organización de ceremonias de culto, fundación de asociaciones, misiones o conventos sin la autorización del gobierno federal. El marcado anticlericalismo del Presidente Plutarco Elías Calles, fue la pauta para el endurecimiento de estas leyes. En 1926 se promulgaron reformas a las leyes de culto, para prohibir de manera absoluta cualquier evento religioso fuera de los templos y sus atrios; se prohibió cualquier escuela, en todos los niveles, dirigidas o administradas por religiosas, junto con la curricula de este tipo; además de decretarse la expulsión de todo ministro de culto extranjero en virtud de lo que establecía el artículo 33 de la constitución (expulsión de extranjeros inmiscuidos en política nacional). 
Sin embargo dichas medidas no respondían solo a la animadversión del presidente. La Iglesia Católica en distintos niveles (párrocos, obispos y la curia superior de la Ciudad de México) tenía varios años promoviendo e incitando actos de intervención política de sus ministros de culto, incluso dirigiendo o apoyando grupos políticos reaccionarios que se oponían a las medidas más radicales de la constitución (educación pública, reparto de tierras y derechos laborales). Uno de estos actos, fue el acoso a los maestros que dirigían las "Misiones culturales" promovidas por José Vasconcelos.
El detonante de la Guerra Cristera fue la suspensión del culto religioso por parte de la Iglesia el 31 de julio de 1926. Situación que movilizó a miles de católicos en manifestaciones contra el gobierno. La dirección cristera estuvo en manos de las zonas urbanas a través de la Liga Nacional de Defensa de la Libertad Religiosa. Sin embargo, en las zonas rurales, donde el conflicto tomó un matiz de lucha armada, se combinaron elementos ajenos a la defensa de la libertad religiosa, y es que muchas de las tierras enajenadas a la iglesia, eran sembradíos y áreas de pastoreo comunitarias que la iglesia solo detentaba como propiedad legal, pero no las usufructuaba, por los que campesinos perdieron su patrimonio. El conflicto bélico se extendió principalmente en los estados del centro-occidente. En el caso de Guanajuato, los levantamientos armados se iniciaron en septiembre de 1926 en Pénjamo y en noviembre en San Miguel de Allende, encabezados respectivamente por Luis Navarro Origel y Rodolfo Gallegos.
En León, donde publicaban periódicos católicos que apoyaban el movimiento armado, sucedieron hechos violentos cuando en enero de 1927, la Asociación Católica de Jóvenes Mexicanos trató de tomar por asalto una guarnición militar, sin embargo fracasaron en su intento, y resultaron fusilados J. Valencia Gallardo, Ezequiel Gómez, Nicolás Navarro, José Gasca y Salvador Vargas. 
Las partidas de cristeros actuaron en casi todo el territorio guanajuatense, luchando contra las fuerzas federales. Como aquellas que operaban bajo las órdenes del sacerdote José Isabel Salinas, llamado popularmente José Claro, en la zona de Pénjamo, Romita, Silao, León y  Ocampo. Por la zona de Tierra Blanca, Santa Catarina, Xichú y San Luis de la Paz peleaba Antonio Guevara; en la región cercana a San Miguel de Allende actuaban Fortino Sánchez, Loreto Morales y Refugio Ávila; en la región guanajuatense que colinda con los altos de Jalisco, es decir, Purísima de Bustos, San Francisco del Rincón y Manuel Doblado, lo hacían las gavillas de Guzmán y Antonio Rodríguez; y en la zona centro, alrededor de Irapuato y la ciudad de Guanajuato, los cabecillas eran Lunde y Pedro Ortiz, cuyo verdadero nombre era José Posadas.
La guerra terminó en 1929 con una serie de negociaciones que establecieron una especie de status quo, en el que el clero y sus ministro de culto regresaron a la misma situación previa a la guerra, pero sin modificar ningún ordenamiento legal y mucho menos constitucional. No obstante, la marcada animadversión de los sectores más radicales y conservadores de la iglesia, así como de los antiguos combatientes hicieron surgir grupos políticos militantes de ideas de Extrema derecha, siendo el más fuerte en el estado y la región la Unión Nacional Sinarquista (abiertamente fascista) fundada en León en 1937; esta logró generar arraigo en el estado y desarrollar una acción política y cívica, pacifista, pero ligada al rechazo, coerción y combate a las políticas sociales del gobierno de Lázaro Cárdenas del Río. La extendida base social de este movimiento en el estado, que supo penetrar las capas populares y empresariales, ambas con profunda tradición católica, generó un acentuado pensamiento conservador en la entidad que permanece hasta la actualidad.

### Época contemporánea y actualidad
Guanajuato fue el segundo estado en el que se produjo una transición del poder ejecutivo que rompió la hegemonía priísta, después de Baja California en 1989. Esto ocurrió luego de las elecciones locales de 1991; las acusaciones de fraude electoral contra el candidato priísta Ramón Aguirre Velázquez y las manifestaciones encabezadas por el candidato del PAN Vicente Fox, derivaron en una crisis social e institucional que ocasionó la negociación directa entre el gobierno federal de Carlos Salinas de Gortari y el comité ejecutivo nacional del PAN para solventar la situación. El resultado de esa negociación, conocida en México como "Concertacesión", fue la renuncia de Ramón Aguirre (que aún no había asumido el cargo) y la designación, por parte del Congreso estatal, de Carlos Medina Plascencia (alcalde panista de León) como Gobernador constitucional con un periodo especial de cuatro años, suficientes para la convocatoria de nuevas elecciones en 1995. Estas las ganaría Vicente Fox, iniciando la hegemonía del PAN en el estado, que en el caso de la gubernatura acumula ya 33 años (1991-2024).
Desde mediados de la década de 1990, el estado comenzó a experimentar una acelerada industrialización y un progresivo abandono de las pequeñas y medianas propiedades en el campo, trayendo consecuencias dispares; por un lado el alto desarrollo económico que sitúa a la entidad como una de la economías más importantes del país, y por otro lado la masiva migración de guanajuatenses hacia Estados Unidos.
En la década del 2000, dentro del contexto de la Guerra contra el narcotráfico en México, la entidad se mantuvo relativamente alejada de los acontecimientos más violentos y de los constantes enfrentamientos. Sin embargo a partir de la década de 2010 empezó a acrecentarse el delito del robo de combustible, por la presencia de los múltiples ductos que conectan con la Refinería de Salamanca. Una serie de grupos criminales han desatado en los últimos años una cadena de violentos enfrentamientos que terminó situando al estado, al final de este decenio, como la entidad más violenta del país.

## Geografía
El estado de Guanajuato limita al noroeste con Zacatecas, al norte con San Luis Potosí, al noreste con San Luis Potosí y Querétaro, al este con Querétaro, al sur con Michoacán, al sureste con Michoacán, al suroeste con Jalisco y con Michoacán y al oeste con Jalisco; su territorio ocupa una superficie de 30 491 km², que a título comparativo corresponde asimismo a la de Bélgica, a la de Lesoto o bien, a la de Galicia en España. Está constituido por 46 municipios, siendo San Felipe el más extenso y Pueblo Nuevo el de menor extensión.
Guanajuato se encuentra dentro de tres grandes provincias fisiográficas. En la parte norte, la Mesa del Centro; en el noreste, la Sierra Madre Oriental y en el centro sur, el Eje Neovolcánico.
La Mesa del Centro tiene amplias llanuras interrumpidas por serranías volcánicas aisladas. Destacan los Llanos de Ojuelos con sus respectivos lomeríos y pequeñas sierras. Está constituida por terrenos planos rellenos de aluvión, donde la agricultura es próspera. En la porción noreste destaca la Sierra Gorda, con una abrupta topografía de origen volcánico.
La provincia de la Sierra Madre Oriental, localizada en el noroeste del estado, ocupa el 5 % de la superficie de la entidad con elevados cerros, montañas, valles y barrancas profundos. La Sierra Madre Oriental es de origen sedimentario del tipo calizo, pero con una cobertura volcánica.
La provincia del Eje Volcánico ocupa el 45 % de la superficie del estado; está constituida por extensas sierras volcánicas en forma de conos, escudos y calderas además de extensas llanuras formadas por depósitos.
Es notable el Bajío guanajuatense conformado por llanuras de aluviones profundos, también resaltan altas sierras escarpadas, llanos y lomeríos, escudos volcánicos y lagos.
La máxima elevación es el cerro Agustinos con 3 110 m s. n. m. (localizado en Acámbaro); le siguen los cerros Las Siete Cruces (Jerécuaro), Azul (Jerécuaro), La Giganta (Guanajuato) y El Jardín (San Felipe) con 3 045 m s. n. m., 2 980 m s. n. m., 2 960 m s. n. m. y 2 950 m s. n. m., respectivamente.
Está formado por cinco sierras: Sierra Gorda, Llanos Altos, Sierra Central, la Región del Bajio y los Valles Abajeños.

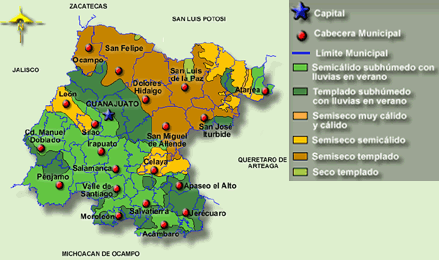
El 43% de la superficie del estado está representado por clima seco y semiseco,

### Clima
Las condiciones climáticas del estado están determinadas por la latitud, lejanía del mar, los efectos de las masas de aires polares, así como de los fenómenos de condensación orográficas, que se desarrollan en las laderas de las montañas y de los contrastes de altitud entre valles, bajíos y serranías.
Geográficamente se distinguen tres zonas climáticas bien definidas en el estado. El clima semiárido localizado principalmente en la región norte; el clima cálido subhúmedo hacia el sureste y este, y clima templado subhúmedo en el resto del Estado. La precipitación promedio anual ronda los 650 mm, con lluvias presentes principalmente durante el verano.

### Hidrografía

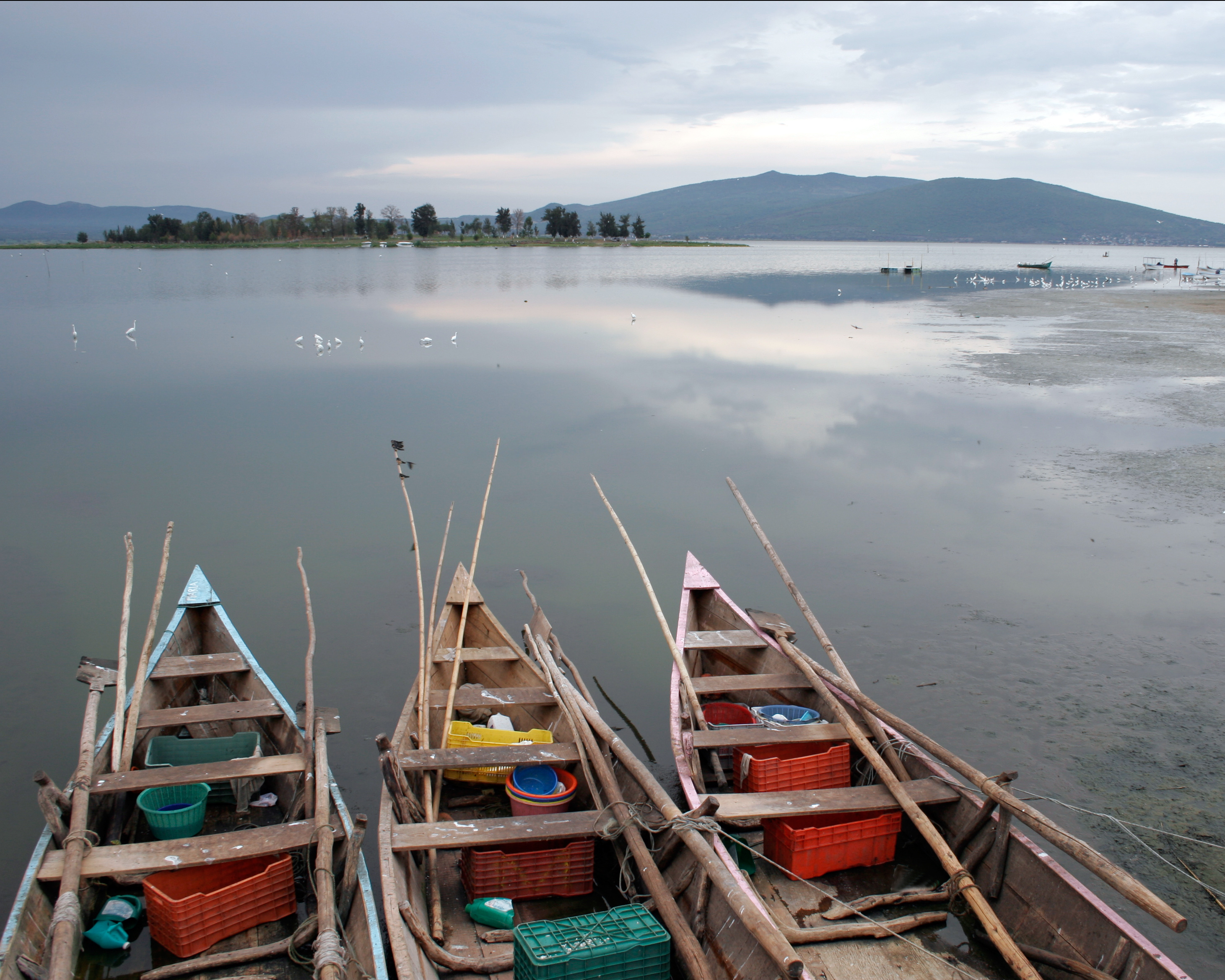
Laguna de Yuriría.

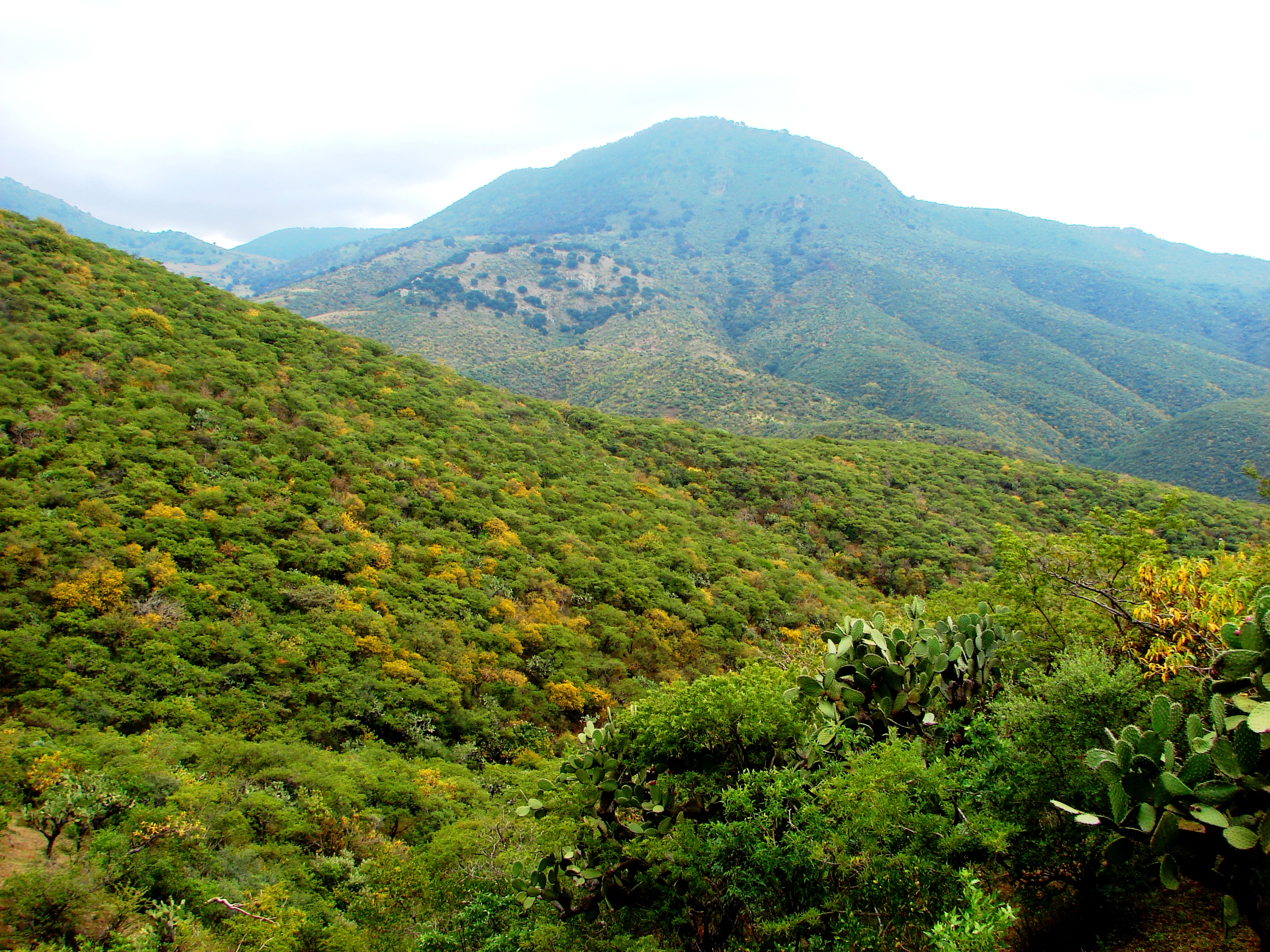
Matorrales del Norte de León.

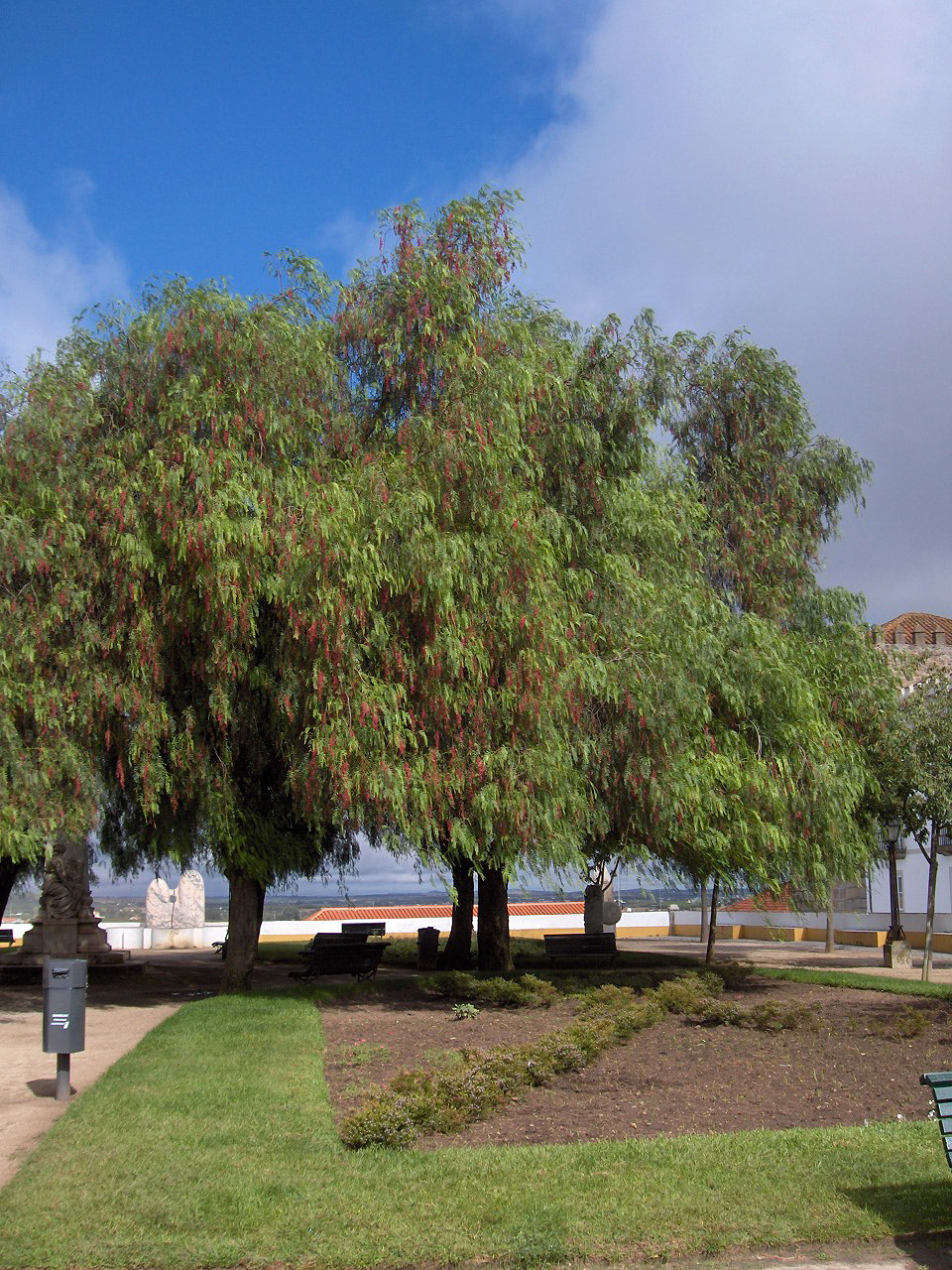
Pirul abundante en Guanajuato.

El territorio estatal está ocupado por 29 404.6 ha de cuerpos de agua.
Ríos
El estado posee parcialmente 2 cuencas hidrológicas: la del sistema Lerma-Chapala-Santiago, y la de los ríos Pánuco-Tamesí. La primera cubre el 84 % de la superficie del estado y la segunda drena el 16 %. El río Lerma vierte sus aguas al Océano Pacífico, y el Pánuco al Golfo de México.
Los principales ríos afluentes del Lerma son: Tigre, Laja, Guanajuato, Silao, Turbio, Verde Grande e Ibarra, entre otros. El río Lerma tiene un cauce de más de 180 km en territorio guanajuatense.
La cuenca del Pánuco-Támesi está constituido por los ríos y arroyos que nacen en los siguientes municipios: Ocampo, San Felipe, San Luis de la Paz, San Diego de la Unión, Xichú, Victoria, Atarjea, Tierra Blanca y Santa Catarina.
Lagos y lagunas
Pertenece a Guanajuato una parte del lago de Cuitzeo, que sirve de límite con Michoacán en el municipio de Acámbaro. La laguna de Yuriria tiene 17 km de largo por 6 km de ancho aproximadamente y una profundidad media de 2,60 m. Tiene una capacidad de más de 200 millones de metros cúbicos que beneficia a los municipios de Yuriria, Jaral del Progreso y Valle de Santiago.
En el municipio de Huanímaro hay una pequeña laguna que tiene el nombre de este municipio. En la región del Valle de Santiago hay cráteres-lagos, de profundidades y diámetros variables. El más grande es la Alberca o Joya de Yuriria, cuyo diámetro es 1500 m aproximadamente. Otros cráteres-lagos importantes son la Olla de Zíntora, la Alberca de Valle de Santiago, Rincón de Parangueo y San Nicolás.
Presas
A pesar de la presencia de climas secos y semisecos en el estado, parte del agua de los ríos y arroyos es retenido para formar bordos, represas y presas.
Estos cuerpos de agua son aprovechados para el riego, generación de electricidad, piscicultura, dotación de agua potable y actividades recreativas. Las principales presa de Guanajuato son: Ignacio Allende, Solís, El Palote, La Purísima, Mariani Abasolo (San Antonio), de la Gavira y Corralejo.
Aguas subterráneos
En la cuenca del sistema Lerma-Chapala-Santiago se localizan la mayoría de los acuíferos subterráneos de la entidad. Hay aproximadamente diez mil pozos con profundidades desde los 9 hasta los 430 m.
En la cuenca del Pánuco-Támesi, por ser más seca, hay muy pocos pozos. A causa de que la extracción anual de agua del subsuelo es mayor que la recargada, hay un control en la perforación de pozos y casi todo el estado está bajo el control de vedas para evitar la sobreexplotación irracional de acuíferos.
Manantiales
Los manantiales son abundantes en el estado, algunos dan origen a arroyos o ríos y son utilizados para el consumo doméstico o para el riego. También hay una gran cantidad de manantiales de aguas termales en los municipios de León, Silao, Irapuato, Abasolo, Apaseo el Grande, Apaseo el Alto, San Miguel de Allende, Acámbaro, Salvatierra, Celaya, Pénjamo, Jerécuaro, San Felipe, Dolores Hidalgo, Cuerámaro, Santiago Maravatío, Manuel Doblado, Tarandacuao y Huanímaro.

### Flora
La vegetación de Guanajuato está compuesta principalmente por matorral crasicaule, matorral micrófilo, matorral desértico rosetófilo y matorral submontano, los pastizales mezquitales y la selva baja caducifolia.
- Pastizales: tempranero, tres barbas, bandereta, colorado, zacatón, navajilla, pasta de gallo, flechilla, búfalo, popotillo, cola de zorro, lanudo y lobero.
- Matorrales y selva baja caducifolia: biznaga, maguey, sotol, garambullo, órgano, guapilla, ocotillo, higuerilla, cuajotilo, joconoxtle, coyotillo, granjero, tronadora, nopal, mezquite, huizache, cazahuate, zapote blanco, vara dulce, gatuño, largoncillo, pepahuaje, palo blanco, pochote, tepame, palma chica y garaballo.
- Bosques: pino, encino, táscate, madroño, pingüica, capulín y Pirul.

Solamente 27.5% de la superficie estatal (841 503.1 ha) está cubierta de vegetación natural, 72.5% corresponde a terrenos para la agricultura, zonas urbanas, áreas sin vegetación, cuerpos de agua y vegetación secundaria, es decir, que ha sido alterada por las actividades del hombre o por acontecimientos naturales.

### Fauna
El estado posee una interesante biodiversidad; cuenta con una gran riqueza ecológica en un conjunto de ecosistemas terrestres y acuáticos.
Sin embargo, tanto las poblaciones animales como vegetales han estado en ocasiones expuestas a presiones ambientales, a cambios genéticos, a aislamientos diversos y, en su mayor parte, al constante acecho y explotación irracional del hombre, quien ha provocado su disminución numérica y, en otros casos, su extinción.
El crecimiento de la población, el uso de nuevas áreas de cultivo, la utilización de otras zonas para la ganadería, la explotación de minerales, la contaminación, la cacería no controlada, etcétera, aceleran el proceso de extinción de plantas y animales.
| Flora y Fauna de Guanajuato |                      |                      |                          |                 |
|                             |                      |                      |                          |                 |
| Dasypodidae                 | Felis concolor       | Tamiasciurus         | Coragyps atratus         |                 |
|                             |                      |                      |                          |                 |
| Psittacidae                 | Crotalus durissus    | Tayassuidae          | Odocoileus virginianus   | Lynx rufus      |
|                             |                      |                      |                          |                 |
| Acer saccharinum            | Opuntia ficus-indica | Kroenleinia grusonii | Cylindropuntia imbricata | Pinus ponderosa |

### Regiones geográficas

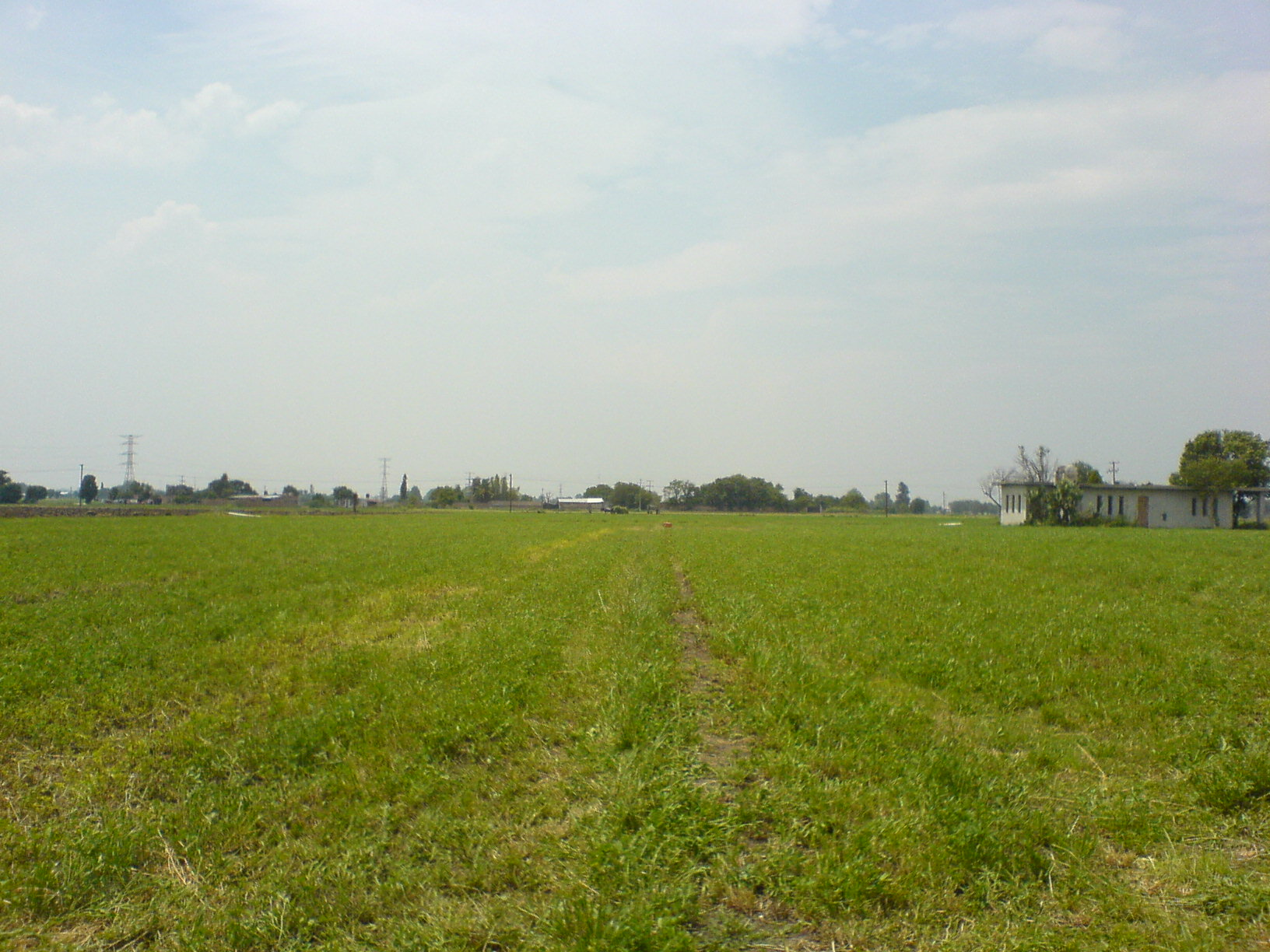
El Bajío Guanajuatense.

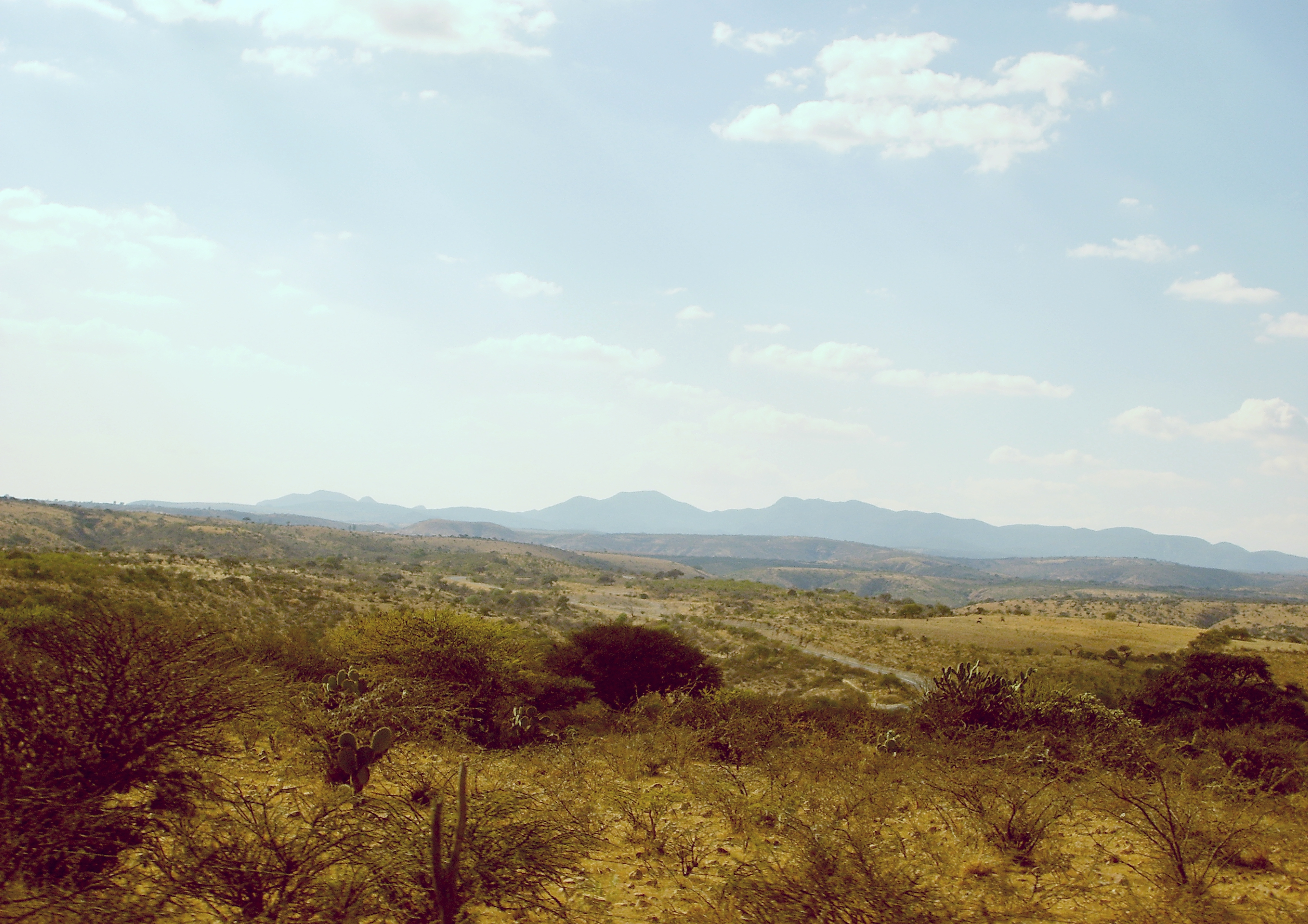
Los Altos de Guanajuato.

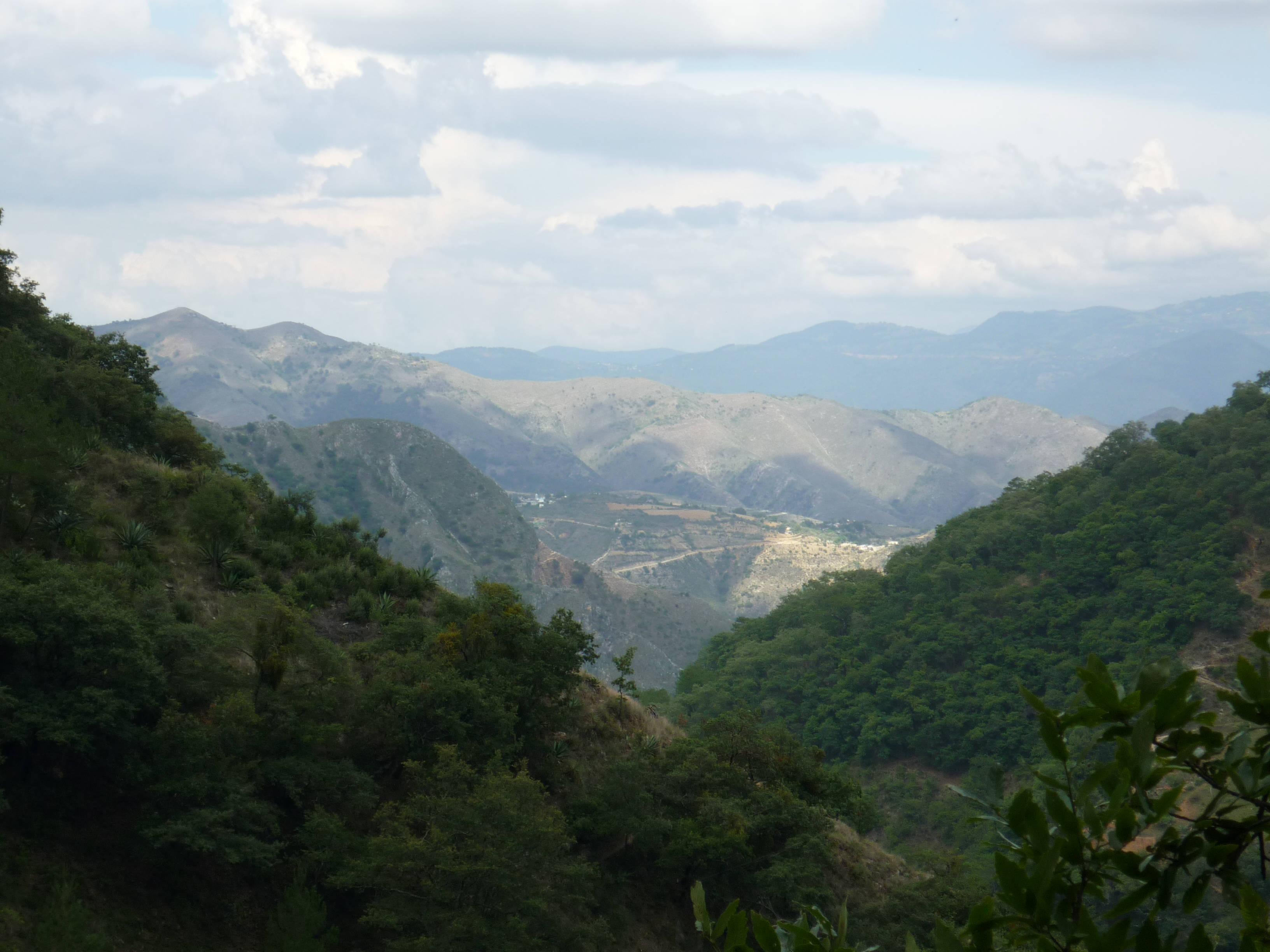
La Sierra Gorda de Guanajuato.

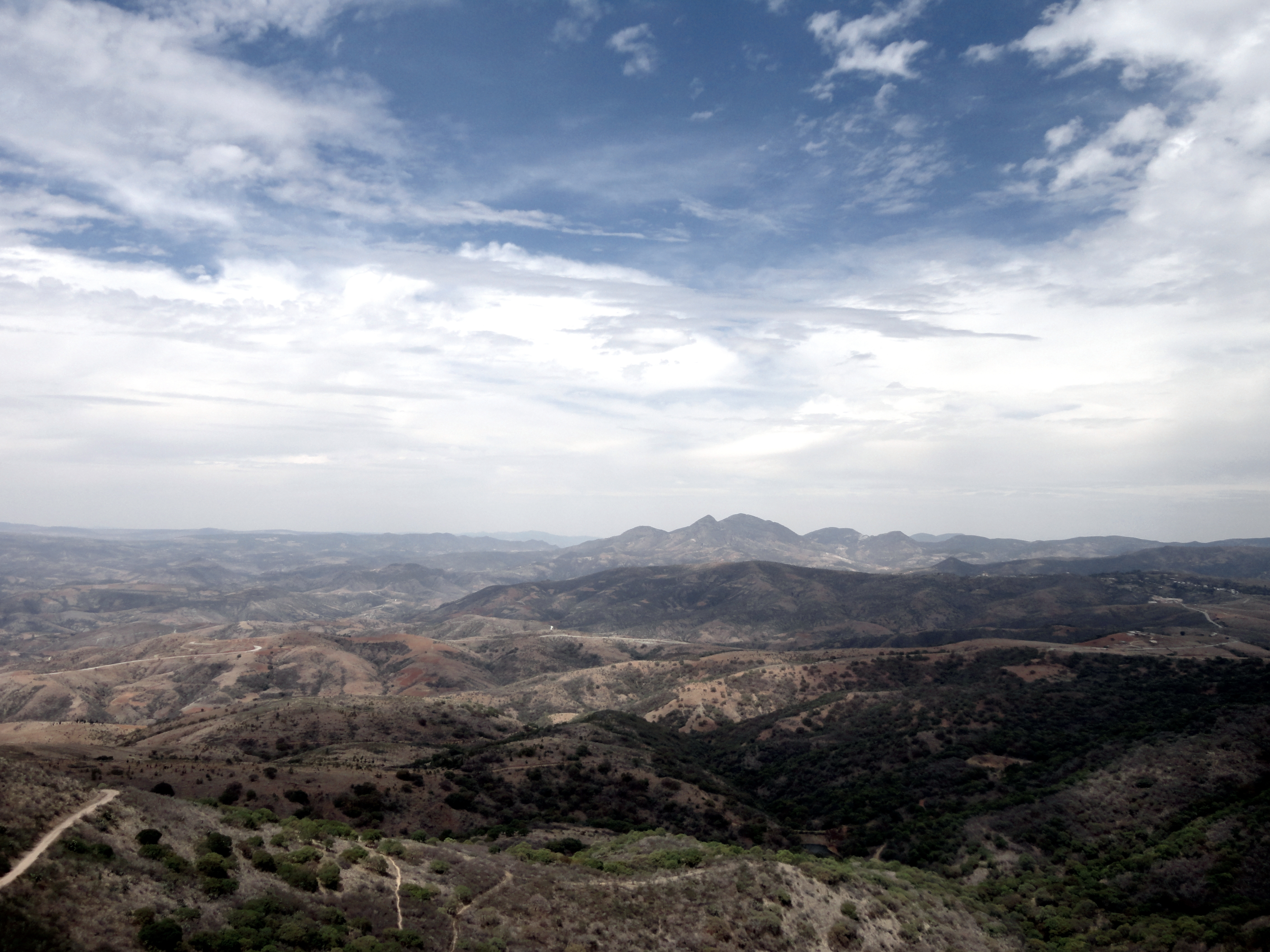
La Sierra Central de Guanajuato.

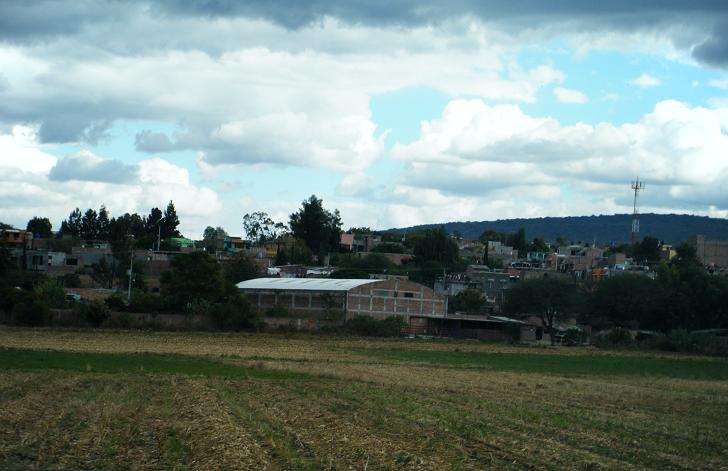
Valles abajeños: campo agrícola en Uriangato.

El estado de Guanajuato se divide en cinco regiones geográficas: Los altos, La sierra Gorda, La sierra central, El Bajío y Los Valles Abajeños.
- Los Altos

La región de Los Altos se localiza en la parte norte de la entidad. También se le conoce como la región de "Lomas Arribeñas", pues está situada a más de 2.000 m s. n. m., con la excepción de algunos lugares de los municipios de Dolores Hidalgo y San Miguel de Allende. Representa el 38.3% de la superficie total del Estado.
Predomina la superficie plana con llanos extensos y está limitada por la Sierra Central al sur; las sierras de San Luis Potosí, al norte y la Sierra Gorda, al este. En esta región se localiza la división de las dos grandes cuencas en el estado: la del río Lerma (parte de la cuenca del Océano Pacífico) y la del Pánuco (Golfo de México).
El clima de Los Altos es semiárido templado con lluvias en verano. Recibe menos de 500 mm de lluvia, por lo que la convierte en la región más seca de Guanajuato. Sus temperaturas suelen ser contrastantes. En primavera, el termómetro puede llegar a subir de los 35 hasta los 40 °C. En verano, se ve un poco disminuida la temperatura debido a que la poca lluvia que cae suele bajar la temperatura ambiental. En otoño e invierno, las temperaturas suelen ser de templadas a muy frías (en una mañana promedio, el termómetro puede bajar de 0 °C), y es muy afectado por los frentes fríos que azotan al territorio nacional. Sin embargo, estas condiciones solo perduran hasta la mitad del invierno, ya que desde el mes de febrero, las condiciones son muy agradables y las temperaturas muy templadas.
Los municipios pertenecientes a esta región son los de: Ocampo, San Diego de la Unión, y parte de los de San Felipe, Dolores Hidalgo, San Luis de la Paz y San Miguel de Allende.
- La Sierra Gorda

La Sierra Gorda es la típica región montañosa del estado. Forma parte de la Sierra Madre Occidental y se ubica en el extremo noreste de la entidad.
Está limitada al norte y al este por las Sierras de San Luis Potosí y Querétaro; al sur, por el Bajío queretano y al oeste por la región de Los Altos. Son numerosos los cerros que rebasan los 2600 metros de altitud; sin embargo, abundan los valles y las profundas barrancas que descienden hasta los 900 m s. n. m.
Cuenta con diversas planicies, una de ellas y la más extensa, es donde se encuentran los municipios de San José Iturbide y Doctor Mora, esta se encuentra a más de 2100 m s. n. m.
Esta región es la más marginada de la entidad. La calidad de vida es muy baja: existe poca infraestructura económica (con excepción de los municipios de San Luis de la Paz y San José Iturbide, donde existe un nuevo polo de desarrollo industrial).
Los municipios pertenecientes a esta zona son: Victoria, San José Iturbide, Xichú, Atarjea, Santa Catarina, Doctor Mora y San Luis de la Paz.
- La Sierra Central

La región de la Sierra Central cruza al estado de noroeste a sureste; sin embargo, a pesar de que es solo una cadena montañosa, localmente se le conoce como sierra de Comanja, sierra de Santa Rosa, sierra de Guanajuato y sierra de Codornices.
La Sierra Central separa a Los Altos de El Bajío y es una maravilla geológica, porque presenta una gran variedad de rocas y en ellas se han encontrado vetas de enormes dimensiones incluyendo la famosa Veta Madre de Guanajuato, que ha sido explotada por casi 400 años.
Debido a su altura, más de 2100 m s. n. m., el clima es templado con lluvias en verano, aunque en otoño suele recibir chubascos aislados. Posee una gran variedad de arbustos y cactáceas propios del territorio mexicano. Sin embargo, en algunas zonas, pequeños bosques se alzan por las cumbres de los cerros. En invierno esta región es la más fría del estado, las heladas son muy comunes e incluso puede haber aguanieve si las condiciones meteorológicas lo permiten.
Los municipios que pertenecen a esta región son: Comonfort, Guanajuato, y parte de los municipios de León, San Felipe, Dolores Hidalgo, San Miguel de Allende, Santa Cruz de Juventino Rosas, Salamanca y Silao.
- El Bajío

La región de El Bajío, recibe este nombre porque sus valles, llanuras y lomeríos están más bajos con relación a las regiones que las limitan, a pesar de que sus alturas promedio van desde los 1700 hasta los 2000 m s. n. m. Representa el 22.3% de la superficie total del Estado.
Al norte está limitada por La Sierra Central; al sur, por las sierras y cerros de Las Minillas, Grande, Culiacán, Blanco y Picacho y al oeste por los estados de Jalisco y Michoacán.
Esta región se pudiera considerar como el bastión más importante del catolicismo mexicano, dependiendo el criterio de cada observador. De hecho, en época de la guerra cristera, se dieron importantes sitios y enfrentamientos entre el clero, la población y el gobierno.
El Bajío es una región privilegiada por su desarrollo de la agricultura y la ganadería. De igual manera, la industria ha florecido en esta zona. Importantes empresas nacionales y extranjeras han construido sus fábricas ahí, y constituye un importante corredor industrial que va desde Apaseo el Grande hasta León, pasando por Celaya, Salamanca, Irapuato y Silao. Su excelente ubicación entre las 2 mayores ciudades del país, y las 2 principales regiones industriales, ( Ciudad de México y Monterrey ) la han hecho destacar en la atracción de inversiones.
Otros municipios importantes de El Bajío, además de los mencionados arriba, son: Santa Cruz de Juventino Rosas, Abasolo, Valle de Santiago, Cuerámaro, Pénjamo, Huanímaro, Cortázar, Villagrán, Tarimoro, Romita, Manuel Doblado, Apaseo el Alto, Jaral del Progreso, Pueblo Nuevo, San Francisco del Rincón y Purísima del Rincón.
- Los Valles Abajeños

La región de Los Valles Abajeños se ubica al sureste del estado. Tiene una altitud promedio de 1600 m s. n. m.; es decir, los llanos tienen una altitud menor a la gran llanura de El Bajío. Son numerosos los valles que se alternan o enlazan con cerros y montañas, como el Picacho, Tule, cerro Blanco Culiacán y cerro Grande.
En Los Valles Abajeños se localiza la Laguna de Yuriria, que es artificial. Fue construida por el fraile agustino Diego de Chávez y Alvarado, en el año de 1548, con el objetivo de tener un vaso regulador del río Lerma.
Los municipios que aquí se encuentran son: Salvatierra, Tarimoro, Coroneo, Acámbaro, Moroleón, Tarandacuao, Yuriria, Uriangato, Santiago Maravatío y Jerécuaro.

### Ubicación geográfica
| Noroeste: Zacatecas           | Norte: San Luis Potosí | Nordeste: San Luis Potosí / Querétaro |
| Oeste: Jalisco                |                        | Este: Querétaro                       |
| Suroeste: Jalisco / Michoacán | Sur: Michoacán         | Sureste: Michoacán                    |

## Gobierno y política

### Forma de gobierno

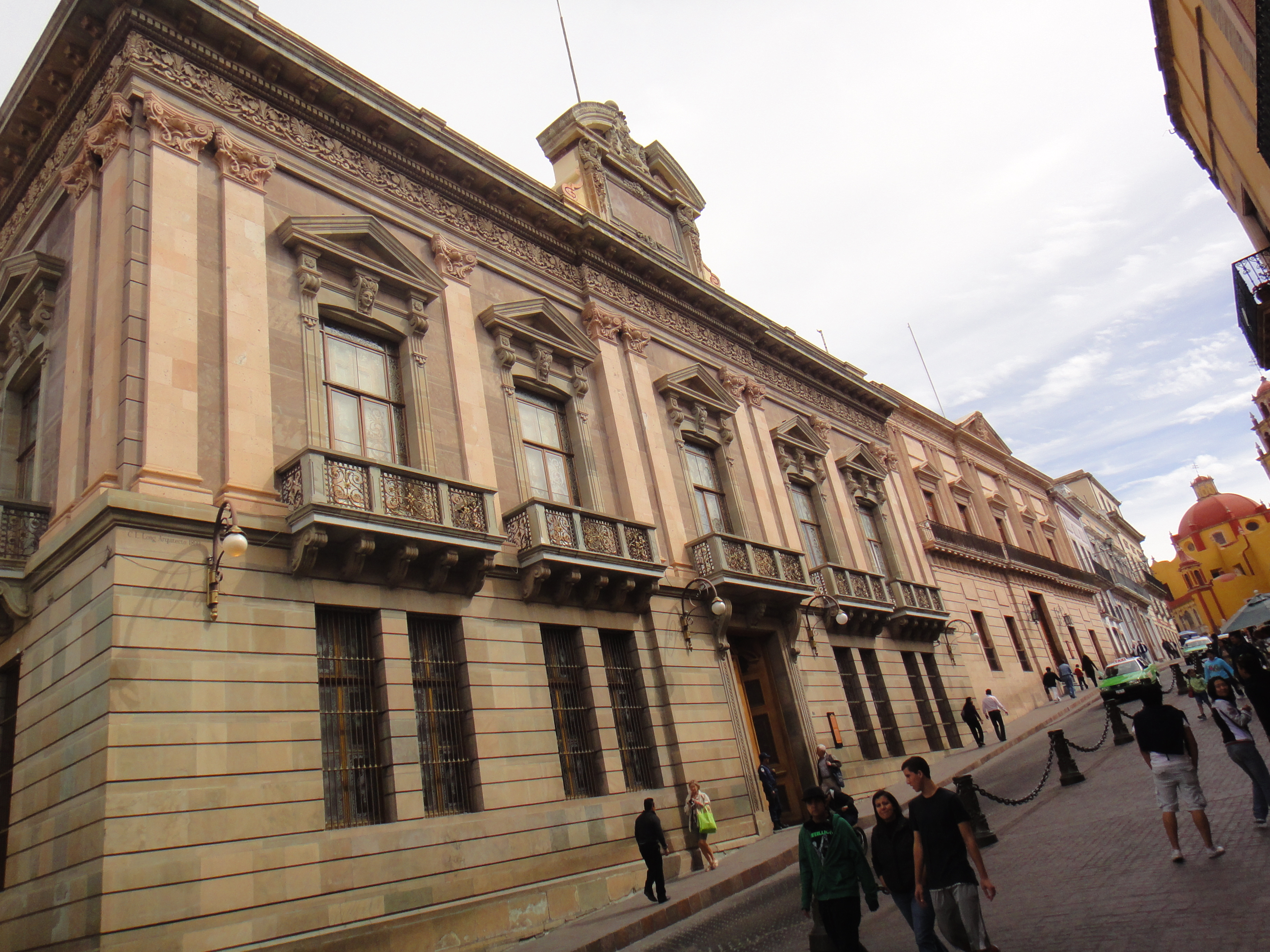
Antiguo Palacio de Gobierno de Guanajuato

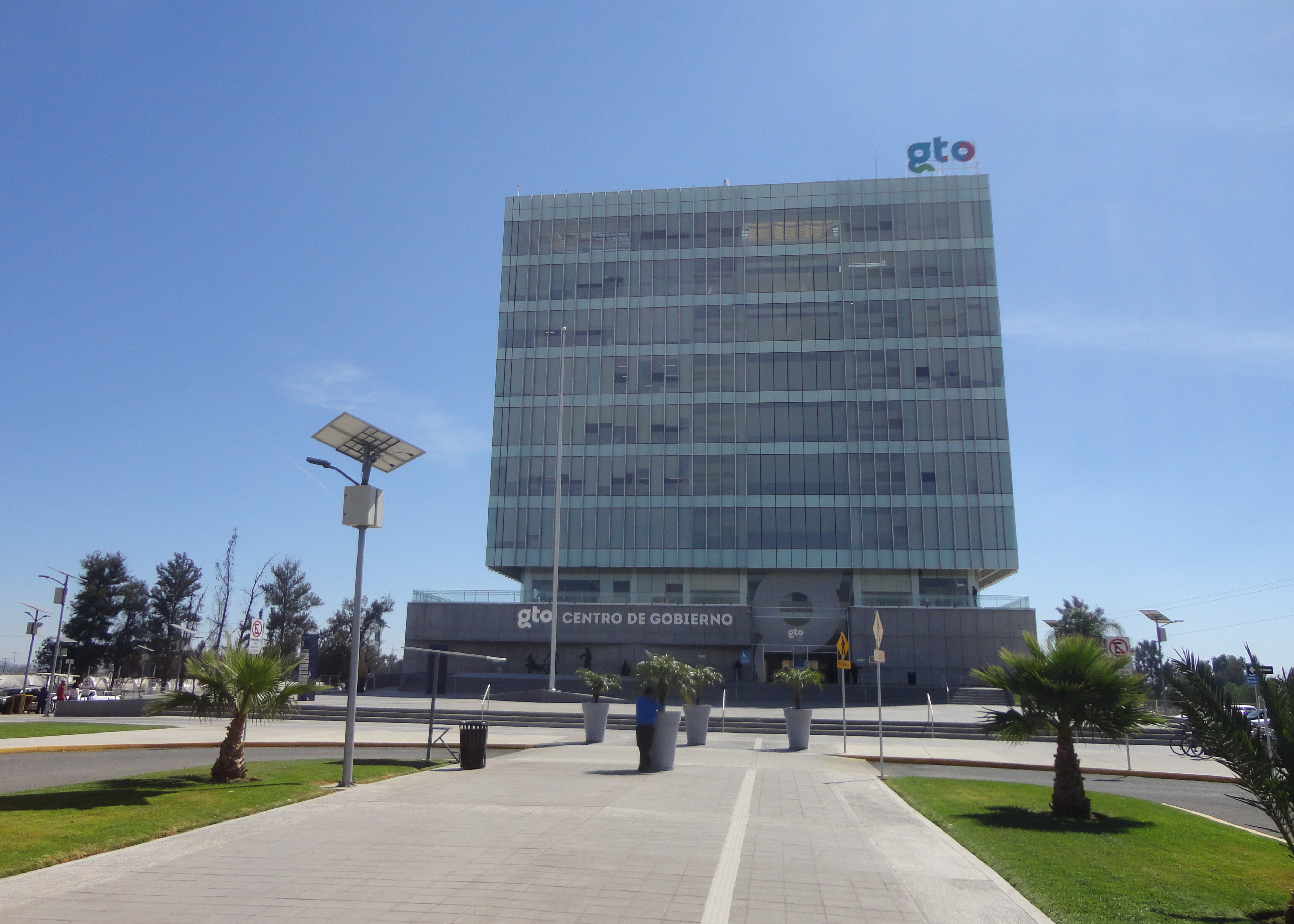
Centro de Gobierno Estatal, Irapuato

Guanajuato, como uno de los 31 estados libres y soberanos del país, es autónomo en cuanto a su régimen interior, el cual, de acuerdo a su constitución estatal y en sincronía con la carta magna federal, es republicano, representativo, democrática, laico y popular; compuesto por 46 Municipios libres, base de su organización política y división territorial. De acuerdo con su ley fundamental, la soberanía y el poder público son origen y correspondencia del pueblo, y es este el que decide ejercerlo a través de un sistema de separación de poderes: Gobernador (Ejecutivo), Congreso del Estado (Legislativo) y un Poder Judicial, depositado en distintas instituciones, cuya cabeza es el Tribunal Superior de Justicia.

#### Poder Ejecutivo
El Gobernador del Estado de Guanajuato es el titular del poder ejecutivo del estado.
Es elegido mediante voto directo y universal. Una vez electo, entra en funciones el 26 de septiembre del año de la elección. Su cargo dura un periodo de seis años, sin posibilidad de reelección; ni siquiera en el caso de haberlo desempeñado como interino, provisional o sustituto. El cargo solo es renunciable por causa grave, que deberá ser calificada por el Congreso estatal. En caso de muerte, destitución o renuncia, asume de manera inmediata y provisional el cargo, el secretario de gobierno, después, con las reservas que contempla la constitución local, corresponde al Congreso nombrar un sustituto o interino.
La vigente Constitución estatal prevé dicho cargo en su título quinto, capítulo tercero, sección primera y es abordado por trece artículos. En ellos se especifican las obligaciones, facultades, requisitos y restricciones al cargo; especificaciones que van desde el mando de la fuerza pública del estado (policía estatal y guardia nacional adscrita); la titularidad de las políticas económica, desarrollo social y de seguridad pública; la promulgación y ejecución de las leyes emitidas por el poder legislativo; proponer nombramientos a cargos que requieren aprobación del Congreso o el Tribunal Superior del Estado; y diversas prerrogativas concedidas en otros artículos de la misma carta magna y las leyes locales.
El gobernador es la cabeza de la Administración Pública Estatal y es auxiliado por un gabinete compuesto por varias secretarías, dependencias estatales, organismos descentralizados y direcciones generales, los cuales tienen a su cargo diversas carteras de interés público, además de distintos asesores adscritos a la oficina del gobernador.

#### Poder Legislativo
El Congreso del Estado de Guanajuato es el órgano depositario del Poder Legislativo en dicha entidad. Conformada como asamblea unicameral, está compuesto por 36 diputados; De los cuales 22 son elegidos por mayoría relativa y 14 por representación proporcional. Sus integrantes son electos por voto universal bajo los dos principios ya mencionados; los primeros de forma directa y los otros de acuerdo con el sistema de listas plurinominales que establece la ley federal. Una vez electos entran en funciones el 25 de septiembre del año de la elección, dando apertura al primero de los periodos ordinarios de sesiones que por año marca la legislación. La duración del cargo es de tres años con opción a una reelección inmediata, siempre y cuando sea representando al partido o coalición que postuló originalmente al diputado. Por cada diputado titular se elige un suplente; siendo este quien suplirá las ausencias temporales o definitivas de su compañero de fórmula.
La vigente constitución de la entidad prevé dicho órgano en el Título Quinto, Capítulo II y es abordado por 25 artículos que detallan las facultades, obligaciones, derechos, prerrogativas, requisitos y restricciones del cuerpo legislativo. Sus características y bases generales están sustentadas en el apartado II del artículo 116 de la Constitución Política de los Estados Unidos Mexicanos. Las facultades y capacidades legislativas de esta institución están enmarcadas en aquellas políticas en las que el estado es autónomo (régimen interno, presupuesto, ingresos, desarrollo social, seguridad pública, procuración e impartición de justicia —que no estén contempladas en el orden federal—) y que no estén adjudicadas en exclusividad al Congreso de la Unión.

#### Poder Judicial
El Poder Judicial del Estado está integrado por el Supremo Tribunal de Justicia, el Consejo del Poder Judicial y los Juzgados locales y Tribunales especializados. Sus fundamentos se encuentran en el Título V, Capítulo IV (abarcando trece artículos) de la Constitución Política del Estado de Guanajuato y la Ley Orgánica del Poder Judicial del Estado de Guanajuato. La administración, vigilancia y disciplina del Poder Judicial, con excepción del Supremo Tribunal de Justicia, está a cargo del Consejo del Poder Judicial. En este poder y su conjunto de órganos, se deposita la facultad de impartir justicia en todos los aspectos institucionales del estado; la aplicación de las normas y principios jurídicos en la resolución de conflictos; y en todos los ámbitos de la aplicación del Derecho y la interpretación de las leyes en la sociedad (civil, penal, constitucional, mercantil, laboral, administrativo, fiscal, procesal, etcétera), siempre y cuando ninguno este contemplado en exclusividad para el Poder Judicial de la Federación.

#### Gobiernos de los Municipios
El estado se divide internamente en 46 municipios. Cada municipio goza de autonomía en su capacidad para elegir a su propio ayuntamiento, el cual es responsable, en la mayoría de los casos, de proveer todos los servicios públicos que requiera su población. A este concepto, que surgiría de la Revolución mexicana se le conoce como municipio libre. El ayuntamiento es encabezado por un presidente municipal, elegido cada tres años. Cada municipio posee un cabildo integrado por regidores en función de su tamaño poblacional y sindicos de acuerdo con el número que establezca la ley estatal.
La Constitución federal estableció en su artículo 115 la denominación oficial de municipio libre para las unidades geográficas en que se dividirían los estados, por lo cual la figura de jefe político fue remplazada por la de presidente municipal. Dicho artículo es el que describe las facultades y responsabilidades de los municipios, confiriéndole especialmente la administración de los servicios públicos más básicos (seguridad pública, agua potable, drenaje, alumbrado, panteones, mercados, parques, obra pública menor, servicios de limpia, uso de suelo, desarrollo urbano o comunitario, transporte público, etc.), la acción legislativa de los ayuntamientos para ese fin, el cobro de impuestos a dichos servicios y cualquier otra facultad que le otorgue la constitución estatal, la ley orgánica del municipio y el bando de buen gobierno local. En tanto que los artículos del 106 al 121 de la Constitución del Estado de Guanajuato, respaldan y especifican dichas prerrogativas.
La ley orgánica municipal para el estado de Guanajuato específica la estructura y organización política para cada municipio de acuerdo a ciertas disposiciones. Al mismo tiempo, los municipios están facultados por la constitución local para organizarse territorialmente; la mayoría de ellos denominando Delegaciones a aquellas comunidades situadas fuera del área urbana que constituye la llamada Cabecera municipal. Aunque estas no tienen mayor autonomía que la elección de su delegado y la participación en los proyectos de desarrollo comunitario; pues las funciones de estos entes administrativos son meramente ejecutorias de las determinaciones del ayuntamiento.
También se les faculta para coordinar su organización con aquellos municipios con los que constituya, de acuerdo a la categorización del INEGI, una Zona metropolitana.

### División político-administrativa
El estado de Guanajuato está conformado por 46 Municipios, que de acuerdo con el artículo 33 de la Constitución Política para el Estado de Guanajuato son los siguientes:
| Municipios de Guanajuato |                       |                       |       |                               |                          |
|                          |                       |                       |       |                               |                          |
| Clave                    | Municipio             | Cabecera municipal    | Clave | Municipio                     | Cabecera municipal       |
| 001                      | Abasolo               | Abasolo               | 024   | Pueblo Nuevo                  | Pueblo Nuevo             |
| 002                      | Acámbaro              | Acámbaro              | 025   | Purísima del Rincón           | Purísima de Bustos       |
| 003                      | San Miguel de Allende | San Miguel de Allende | 026   | Romita                        | Romita                   |
| 004                      | Apaseo el Alto        | Apaseo el Alto        | 027   | Salamanca                     | Salamanca                |
| 005                      | Apaseo el Grande      | Apaseo el Grande      | 028   | Salvatierra                   | Salvatierra              |
| 006                      | Atarjea               | Atarjea               | 029   | San Diego de la Unión         | San Diego de la Unión    |
| 007                      | Celaya                | Celaya                | 030   | San Felipe                    | San Felipe               |
| 008                      | Manuel Doblado        | Ciudad Manuel Doblado | 031   | San Francisco del Rincón      | San Francisco del Rincón |
| 009                      | Comonfort             | Comonfort             | 032   | San José Iturbide             | San José Iturbide        |
| 010                      | Coroneo               | Coroneo               | 033   | San Luis de la Paz            | San Luis de la Paz       |
| 011                      | Cortazar              | Cortazar              | 034   | Santa Catarina                | Santa Catarina           |
| 012                      | Cuerámaro             | Cuerámaro             | 035   | Santa Cruz de Juventino Rosas | Juventino Rosas          |
| 013                      | Doctor Mora           | Doctor Mora           | 036   | Santiago Maravatío            | Santiago Maravatío       |
| 014                      | Dolores Hidalgo       | Dolores Hidalgo       | 037   | Silao                         | Silao                    |
| 015                      | Guanajuato            | Guanajuato            | 038   | Tarandacuao                   | Tarandacuao              |
| 016                      | Huanímaro             | Huanímaro             | 039   | Tarimoro                      | Tarimoro                 |
| 017                      | Irapuato              | Irapuato              | 040   | Tierra Blanca                 | Tierra Blanca            |
| 018                      | Jaral del Progreso    | Jaral del Progreso    | 041   | Uriangato                     | Uriangato                |
| 019                      | Jerécuaro             | Jerécuaro             | 042   | Valle de Santiago             | Valle de Santiago        |
| 020                      | León                  | León de Los Aldama    | 043   | Victoria                      | Victoria                 |
| 021                      | Moroleón              | Moroleón              | 044   | Villagrán                     | Villagrán                |
| 022                      | Ocampo                | Ocampo                | 045   | Xichú                         | Xichú                    |
| 023                      | Pénjamo               | Pénjamo               | 046   | Yuriria                       | Yuriria                  |

## Economía
El estado de Guanajuato se ubica geográficamente en una zona estratégica, en la que históricamente han confluido las distintas vías de comunicación que han enlazado el intercambio comercial de las tres principales áreas metropolitanas del país (Ciudad de México, Guadalajara y Monterrey); por lo que se convirtió en zona de paso, abastecimiento y provisión del comercio interno. No obstante, tradicionalmente su peso estuvo fundamentado en el sector económico primario; siendo la minería durante la época colonial, y la agricultura durante los siglos XIX y XX, las más sobresalientes. Sin embargo, desde mediados de la década de 1990, inició un proceso de industrialización y expansión del sector servicios, especialmente el turismo, que diversificó su economía y aceleró su crecimiento. Esto ha transformado a la entidad en una de las de mayor incidencia en el crecimiento económico nacional.
En 2017 Guanajuato tuvo un producto interno bruto de 39 147 millones de dólares, con un crecimiento medio en ese año de 5 % (por encima de la media nacional). Dichas cifras representaron para el estado ser la sexta economía del país, la cuarta entidad de mayor crecimiento económico y la quinta que mayor aporte hizo al crecimiento nacional. La creciente industrialización del estado, aunada a la expansión del sector de servicios, ha colocado al estado como una de las economías más dinámicas del país. Entre las principales actividades productivas que se desarrollan en el estado se encuentran: el comercio, la construcción, la fabricación de maquinaria y equipo, la industria alimentaria, y los servicios inmobiliarios y de alquiler de bienes muebles e intangibles. Los sectores estratégicos en el estado son: agroindustrial, autopartes-automotriz, productos químicos, cuero-calzado y confección-textil-moda, servicios de investigación, turismo, equipo médico, farmacéuticos y cosméticos. De acuerdo con el Informe Doing Business 2016, publicado por el Grupo Banco Mundial, que clasifica a las economías por su facilidad para hacer negocios, el  estado ocupa el 6°lugar en México. En el rubro de infraestructura productiva, Guanajuato cuenta con siete parques industriales o tecnológicos y nueve incubadoras de negocios, así como un aeropuerto internacional, un aeropuerto nacional y diez aeródromos.

### Agricultura

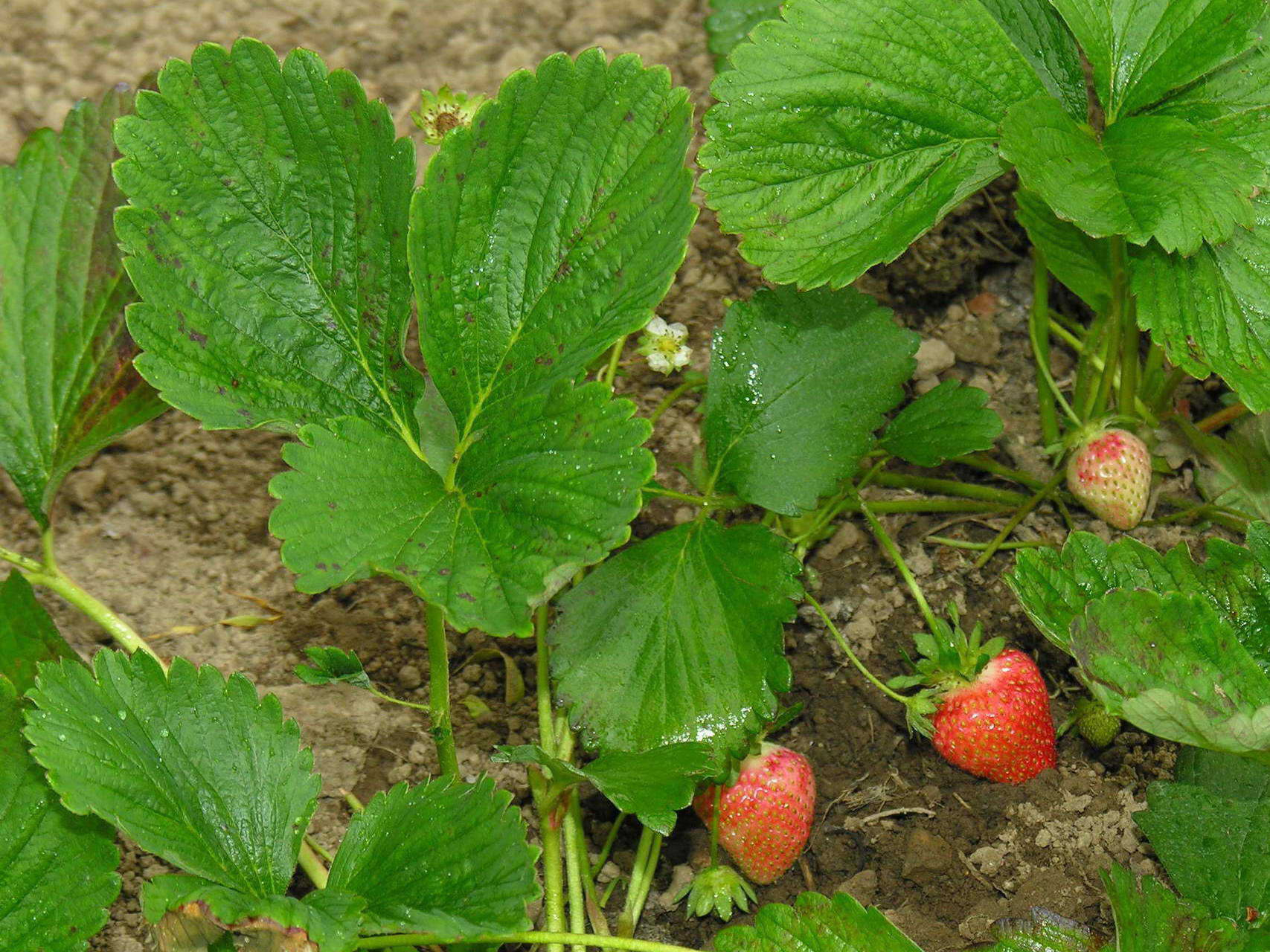
Cultivo de la fresa en Irapuato.

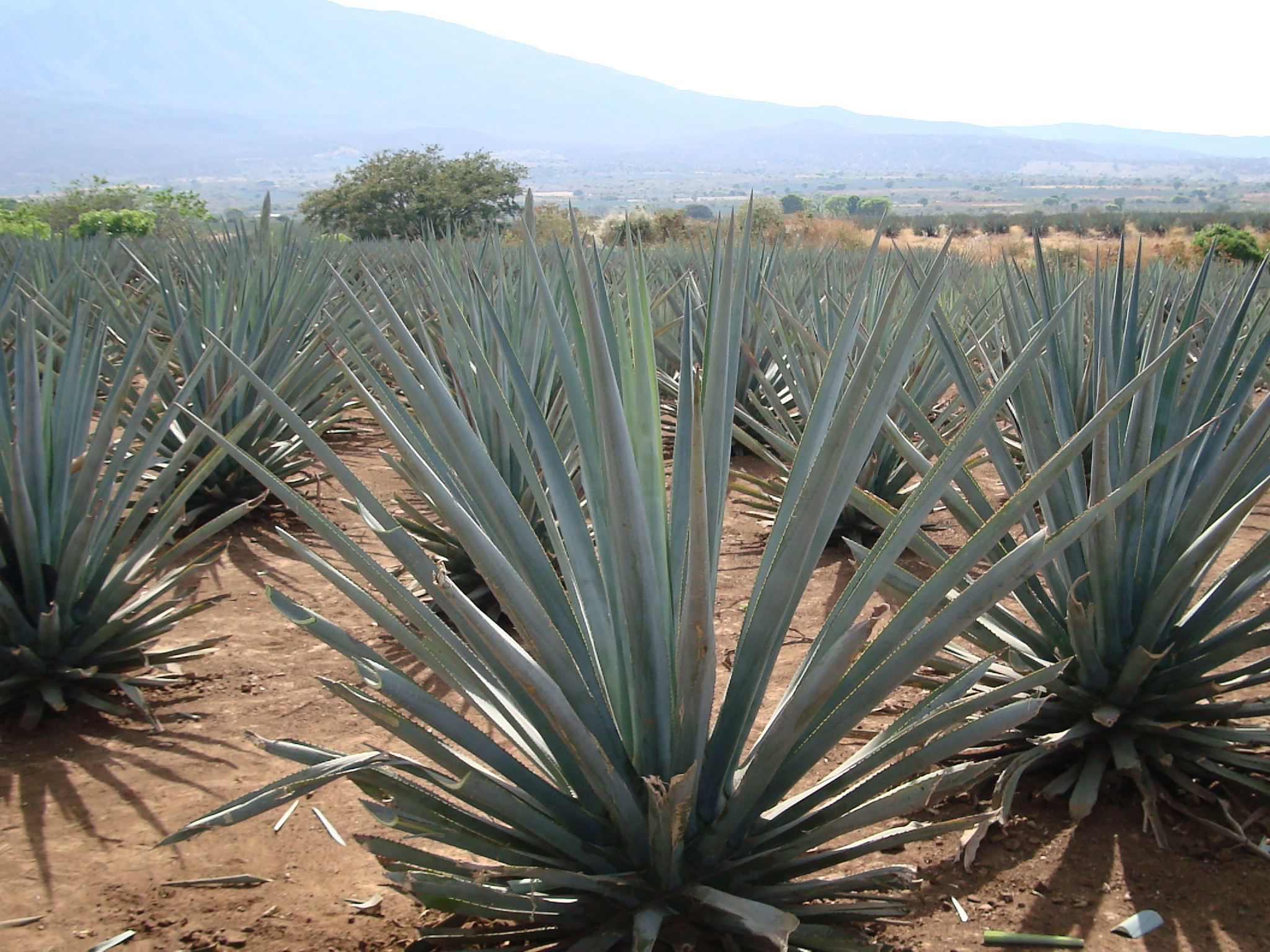
Agave en el suroeste de Guanajuato

Por el relieve, hidrología, fertilidad de sus suelos, el territorio guanajuatense se ha caracterizado por su producción agrícola.
Esta actividad económica es comparable, por su contribución al producto interno bruto, a la industria y al comercio.
Aproximadamente un tercio de la extensión territorial de Guanajuato son tierras cultivables; casi el 55 % de este tercio pertenece a ejidatarios o comunidades agrícolas, el resto es propiedad privada.
De un millón cien mil hectáreas cultivables, el 40 % tiene condiciones para riego ya sea por bombeo o por gravedad, son tierras en la jurisdicción de los dos únicos distritos de riego en la entidad, el del Alto Lerma y el de Begoña.
El 88 % de la superficie cosechada en Guanajuato corresponde al cultivo de granos:
- sorgo, trigo, maíz y frijol.

Aunque las hortalizas cada vez se difunden más, debido a su alto rendimiento, al corto ciclo de cosecha y a la demanda del mercado regional. La zona centro-sur del estado es la que tiene los suelos más aptos donde prospera el cultivo de:
- alfalfa, brócoli, ajo, chile verde, y espárrago.

En cuanto a los frutales, la fresa representa la mitad del valor de la producción estatal, seguida por el aguacate, durazno, membrillo y guayaba.
El municipio más idóneo para el cultivo de fresas es Irapuato.
Pénjamo es una ciudad cerca de Irapuato, donde los caminos reciben a los paseantes con las tonalidades verdes azuladas proveniente de los agaves, que forman parte del circuito del tequila en Guanajuato.
Los municipios idóneos para la producción de hortalizas son:
- Abasolo, Salamanca, Celaya, Jaral, Irapuato, Huanimaro, Villagrán, Cortázar, Cuerámaro, Moroleón, Tarimoro, Santa Cruz de Juventino Rosas, Pueblo Nuevo, Uriangato, Salvatierra y Valle de Santiago.

### Ganadería

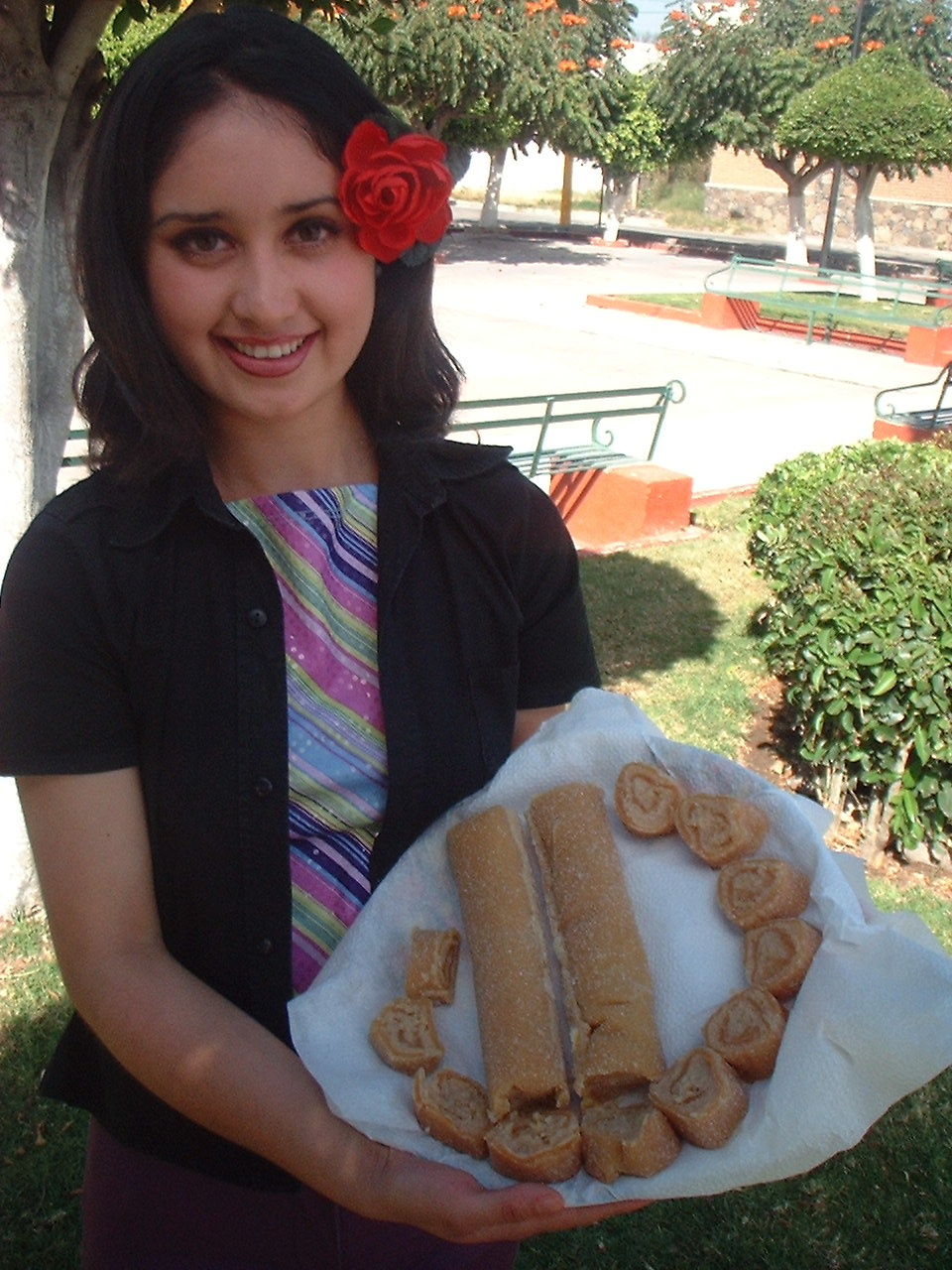
Tradicionales Rollos de Guayaba, dulces típicos de Jaral del Progreso, Guanajuato.

Por su importancia y número de cabezas destaca la producción de ganado porcino, con 890.000 cabezas; el bovino, con 829.800 cabezas y el caprino, con 497.596 cabezas. Sin embargo, por cuanto al valor de la producción, el ganado bovino aportó el 67,1 %; el porcino, el 14,3 %; las aves de corral, el 13,5 %; el caprino, el 3,3 % y otras especies, el 1,8 %.
Por la riqueza y variedad de sus pastos, así como por la producción de sorgo y alfalfa, en el estado se localizan dos zonas de producción ganadera: El Bajío y Los Altos. En la primera, la producción es intensiva y se ve incrementada con la aplicación de técnicas modernas como la inseminación artificial, la presencia de rasas de alto registro, el control estabulado, las dietas balanceadas y la rotación de potreros, Esto último posibilita la manutención hasta de tres cabezas de bovinos por hectárea.
La cría de ganado vacuno ha propiciado el desarrollo de importantes cuencas lecheras en la entidad, como las de León, Manuel Doblado, Tarandacuao, Pueblo Nuevo y Allende.
La otra zona ganadera se distingue porque el ganado pasta fundamentalmente en el campo; en esta región se crían principalmente bovinos y caprinos.
Para el desarrollo de la ganadería en la entidad se ha estimulado la construcción de la infraestructura necesaria, tanto vía iniciativa privada como de participación estatal. Su desarrollo ha influido indirectamente en las vías de comunicación, pues éstas se han multiplicado en la misma proporción que las zonas ganaderas y los centros de consumo.
La avicultura es importante en la entidad para la subsistencia de sus habitantes, quienes crían aves en casa para alimentarse y como actividad económica relevante llamada avicultura rural; la comercial es impulsada por empresas privadas que en enormes granjas avícolas producen aves para engorda, y ponedoras para comercializar los huevos.
Se obtiene una producción de huevo en la entidad de 49.699 toneladas, siendo los municipios de Celaya, León Irapuato y Salamanca los de mayor producción.

### Minería

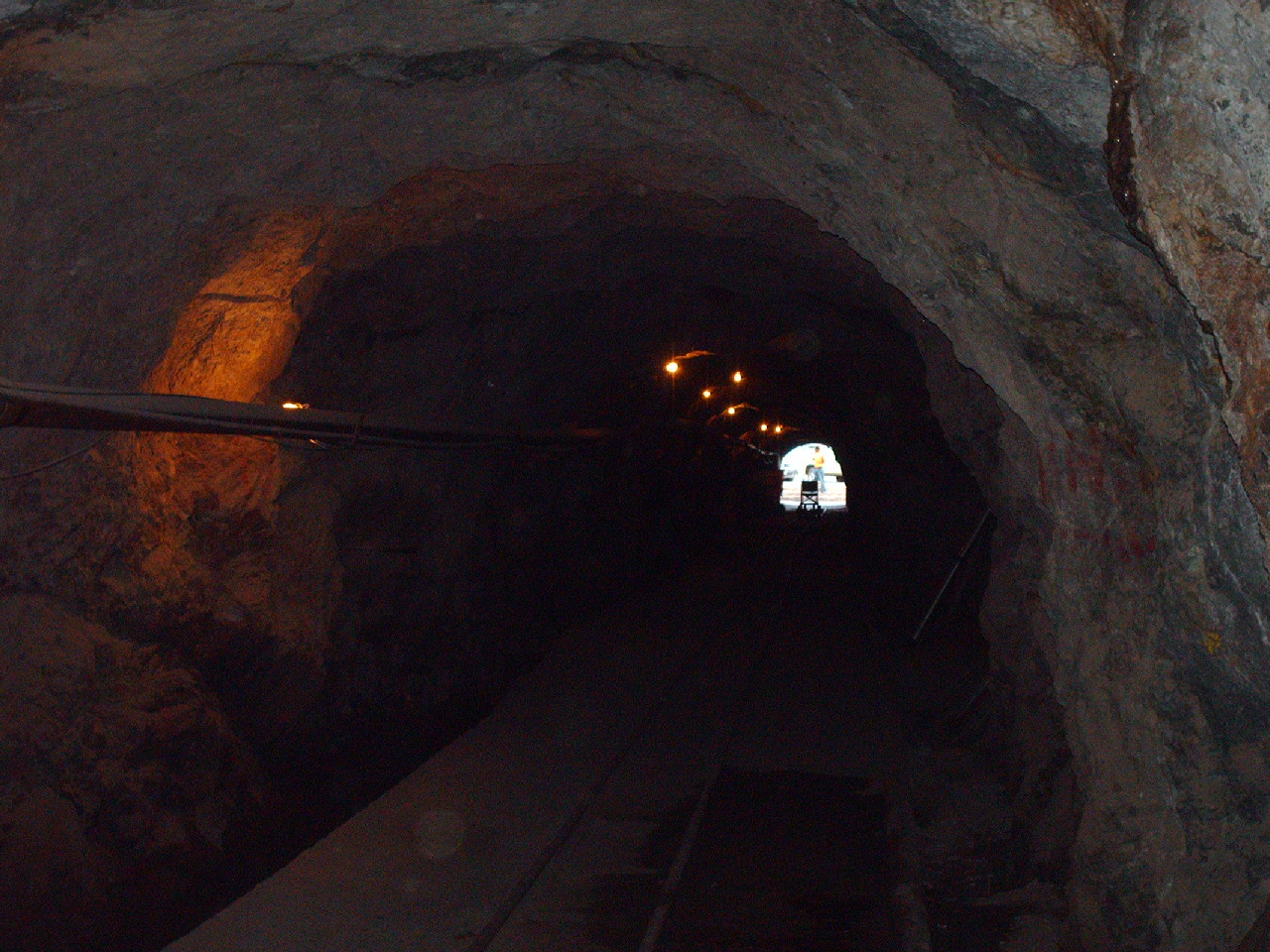
Industria minera.

Guanajuato tiene una tradición minera que data de la época virreinal. Sin embargo, la riqueza del subsuelo no siempre ha sido extraída en forma óptima. Actualmente, la minería en la entidad se encuentra en una etapa de recuperación y se ha consolidado como el primer productor nacional de oro y cuarto de plata, como resultado de la adopción de tecnología moderna en la extracción y el beneficio de los metales, y a la creciente inversión privada.
Igualmente, la entidad se ha convertido en un importante productor de minerales no metálicos, entre los que destacan la fluorita, que ya se exporta, el sílice y el feldespato.
A la fecha hay en la entidad 51 compañías mineras que emplean a 3500 trabajadores, cuya fuerza productiva representa apenas el 15% del producto interno bruto en el estado, lo que refleja el escaso grado de actividad.
Guanajuato representa un futuro halagador en esta rama de la economía, pues se podrá explotar en gran escala ópalo, granito, calizas, azufre, cobre, plomo y hasta diamantes. Las minas se encuentran en los municipios de San Luis de la Paz, Comonfort, Atarjea, Acámbaro, Pénjamo, Guanajuato, San Diego de la Unión, Dolores Hidalgo y Huanímaro.

### Industria

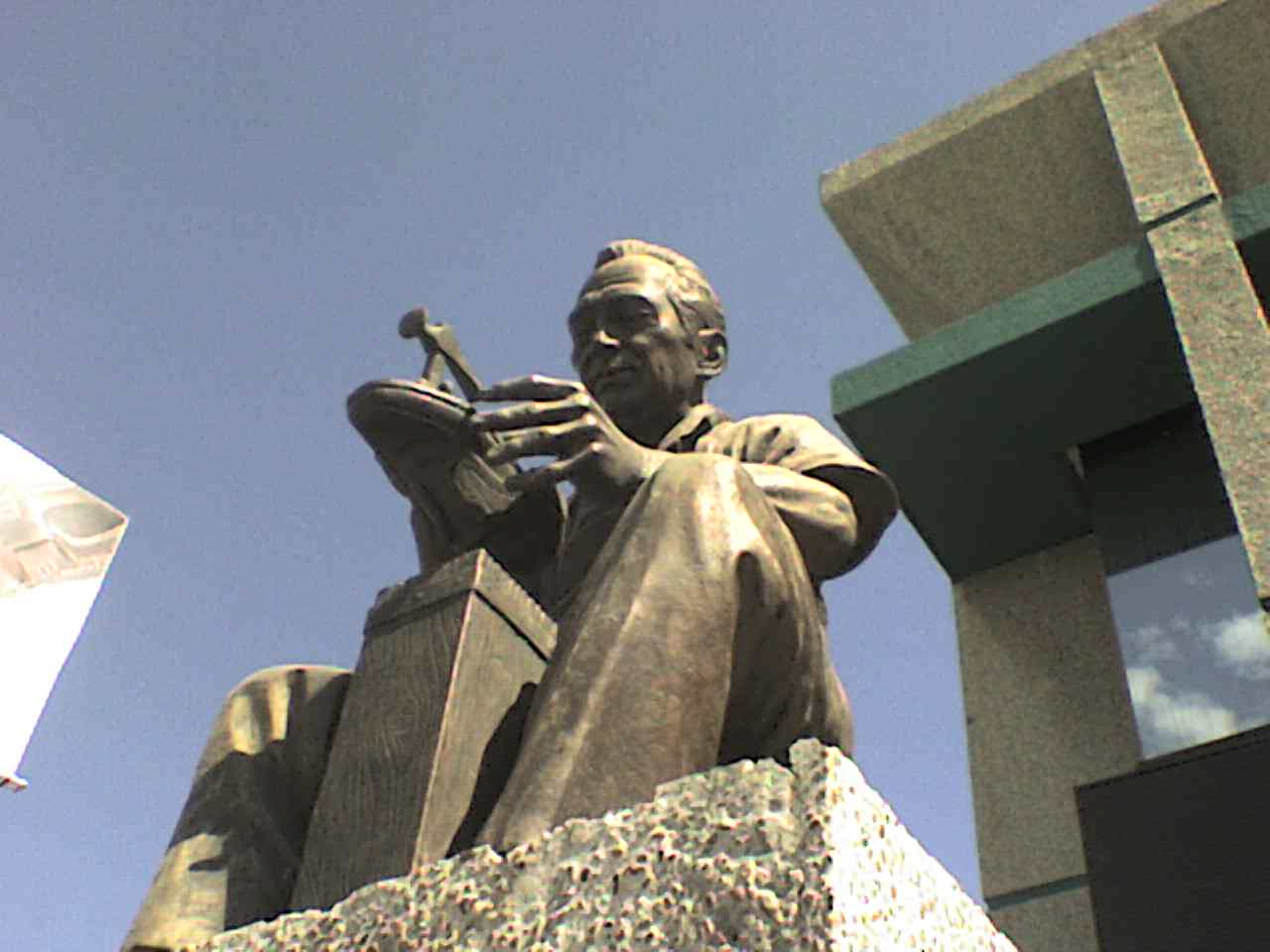
Monumento al calzado en León.

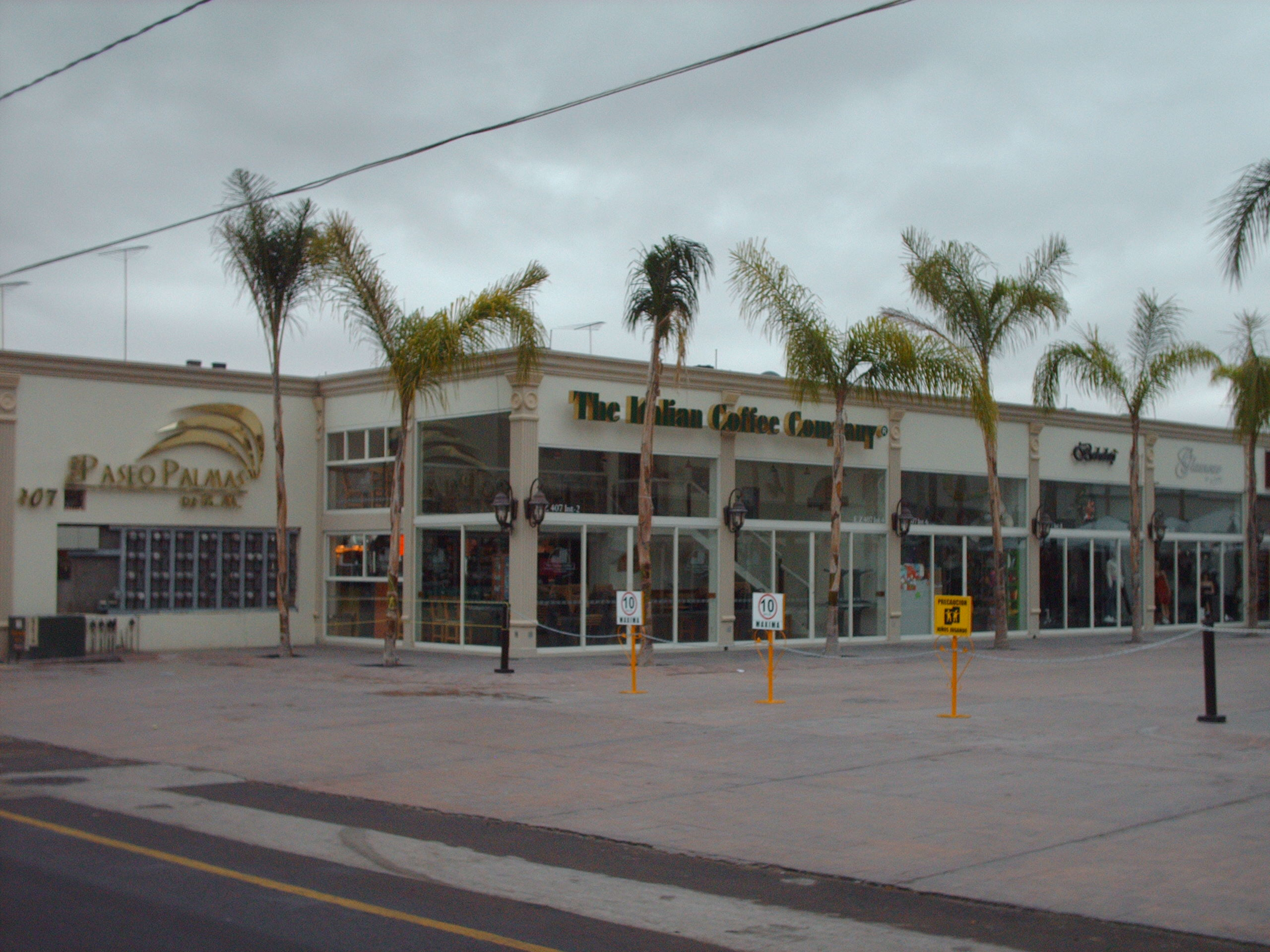
Plaza Paseo Palmas en San Francisco del Rincón.

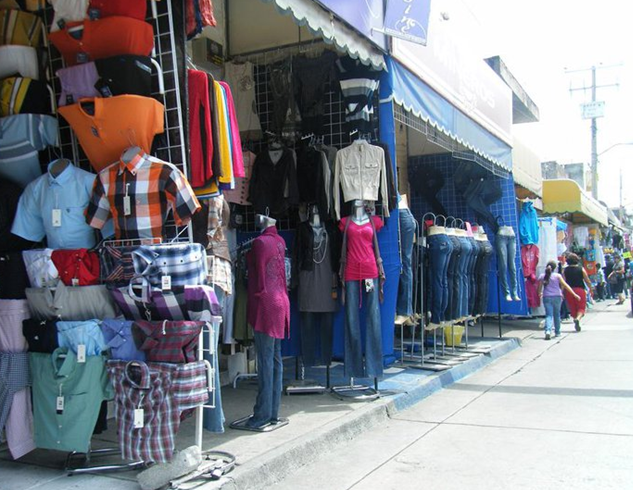
Industria y Comercio Textil de Moroleón y Uriangato,

Las actividades primarias tienen mucha importancia y ocupan gran cantidad de mano de obra. También las actividades secundarias -industria manufacturera, de la construcción, petroquímica y textil-, tienen un lugar preponderante en la economía estatal debido a importantes empresas en el estado y a la refinería de salamanca, la segunda más grande e importante de Hispanoamérica.
La industria manufacturera emplea a más de 155.000 personas. La de productos de cuero, textil, alimentos y bebidas, petroquímica y maquinaria y equipo son las que ocupan más mano de obra. Los municipios con más unidades económicas son León, Irapuato, Celaya y Salamanca.
La industria en general la contribuyen con el 25 % del PIB estatal. La producción de calzado es la principal actividad de este sector de la economía. No obstante, la curtiduría, la agroindustria, la petroquímica y la industria textil y del vestido, se han desarrollado notablemente, debido a la gran capacidad de trabajo de los guanajuatenses, así como al uso de maquinaria moderna.
Actualmente, el estado cuenta con 12 parques industriales que están agrupados en dos corredores fabriles: el de El Bajío desde León hasta Apaseo el Grande, y el corredor industrial del norte con un parque industrial en San José Iturbide y otro en San Luis de la Paz.
En la transformación de la entidad es posible observar cierta transferencia de la mano de obra del sector primario hacia el manufacturero y el terciario. Se ha pasado de un estado agropecuario a contar con la presencia de empresas extractivas de inversión extranjera, y hoy día el liderazgo económico ha sido transferido a corporaciones mexicanas y extranjeras altamente diversificadas.
La industria guanajuatense del calzado tiene una producción anual de cien millones de pares de calzado, lo que representa el 45 % de la producción nacional. Está conformada por 850 plantas que dan empleo a más de 50 mil trabajadores.
La curtiduría de pieles para surtir a la industria del calzado, ropa y otros artículos provoca un importante problema ecológico, pues la contaminación que produce en el agua, aire y suelo es muy severa. Para ellos se construyó el parque industrial ecológico de León (P.I.E.L.), donde se reubicaron a más de 200 tenerías.
La industria sombrerera en San Francisco del Rincón es una tradición desde la época colonial. De igual manera, la industria zapatera se especializa en la producción de zapato tenis y deportivo. Estas dos industrias son las más importantes de San Francisco del Rincón, sin descuidar los servicios: bancarios, educativos, de salud, comerciales, etc. A últimas fechas, en San Francisco del Rincón se han establecido importantes tiendas de autoservicio que cubren la demanda no solo de los pueblos del Rincón –Purísima, Cd. Manuel Doblado y el propio San Francisco-, sino que atrae clientela de los Altos de Jalisco.
La industria textil destaca primeramente la ciudad de Irapuato, donde se encuentran más de 50 empresas grandes y medianas con afiliación empresarial, y que ocupa alrededor de 33,000 plazas laborales del municipio. Aunque en algunos municipios del sur del estado se comercia el producto, en la ciudad fresera se produce alrededor del 70 % de los textiles del estado, aunque la gran mayoría de estos es exportado hacia Estados Unidos y Canadá, es por eso que en la  Zona Metropolitana Moroleón-Uriangato-Yuriria, conformada por los municipios de Moroleón,  Uriangato  y  Yuriria el comercio y la industria textil son la actividad económica principal y representan el motor de la economía local, esta actividad da empleo a 30,000 personas quienes perciben su salario directamente de la actividad textil que se desarrolla en estas ciudades, lo cual representa 38.09 % de la población económicamente activa de los municipios de la región.
La actividad agroindustrial en Guanajuato es, por su importancia económica, uno de los pilares de la economía del estado. Abundan empacadoras de frutas, y hortalizas, productoras de cárnicos, lácteos, harinas, grasas, plantas deshidratadoras de chiles, frutas y hortalizas. Así, se exporta principalmente brócoli, cebolla, coliflor, ajo y espárrago. Esto principalmente en la ciudad de Irapuato y en parte de Pénjamo. En esta ciudad así como en  Celaya están establecidas algunas de las mayores empresas empacadoras de embutidos y procesamiento de carnes frías.
La industria petroquímica se concentra en Salamanca, donde funciona la segunda refinería de aceites más importante México y una termoeléctrica de la CFE.
La industria de Perforación de pozos profundos, de electrónicos y electrodomésticos se concentra en Celaya.
La industria los productos de aseo personal e higiene en la zona de San Luis de la Paz y San José Iturbide.
La industria artesanal, por la que Guanajuato se ha ganado la fama nacional e internacional, está en Dolores Hidalgo "El Corazón de México".

#### Industria automotriz
Guanajuato está consolidándose como el clúster automotriz más dinámico de México, en 2011, en Guanajuato se producía 1 de cada 10 vehículos armados en México, se espera que en los próximos 5 años con las inversiones de General Motors, Volkswagen, Mazda, Honda y Toyota, sean 1 de cada 5.
Actualmente Guanajuato cuenta con algunas de las siguientes plantas:
- General Motors en Silao.
- Volkswagen en Silao.

- Mazda en Salamanca.
- Honda en Celaya.
- Toyota en Apaseo el Grande.
- Ford en Irapuato.

### Comercio
El comercio en la entidad ha aumentado como resultado del crecimiento demográfico y la diversificación de las actividades económicas durante las últimas décadas.
Los principales centros comerciales son León, Irapuato y Celaya. Estos municipios forman un corredor comercial entre la Ciudad de México y Guadalajara, así mismo comparten importantes lazos comerciales con la ciudad de Monterrey y el extranjero, lo que hace posible el intercambio de bienes y servicios con la entidad. Otro polo de desarrollo industrial y comercial se encuentra al sur del Estado y está formado por las ciudades de Uriangato y Moroleón en donde la industria y el comercio textil son el motor del desarrollo económico de la región.
Los productos que más se comercian son los propios de la industria del calzado, curtiduría, agroindustrias, textiles, derivados del petróleo y agropecuarios.

### Festivales
De los festivales más reconocidos son los de Irapuato donde tiene actividades culturales durante todo el año, muestra de ello son los 4 festivales que han creado para cada estación como el Festival de invierno que se lleva a cabo en febrero y que está dedicado a la música clásica.
En primavera el Festival conocido como Eraitzicutzio presenta lo mejor de la música folklórica en mayo.

Para el público infantil se realiza el Festín de las Artes y la Cultura con una feria del libro complementado con teatro, ballet y música. Este Festival de verano se realiza durante la última semana de julio y la primera de agosto.
Y para los amantes de la música sincopada cada otoño se presenta el Festival de Jazz de Irapuato con lo mejor de la escena nacional durante la segunda semana de noviembre.

### Turismo

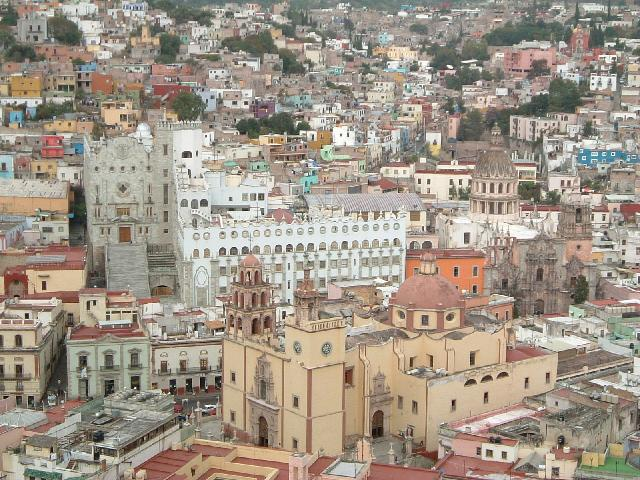
Ciudad de Guanajuato (Guanajuato).

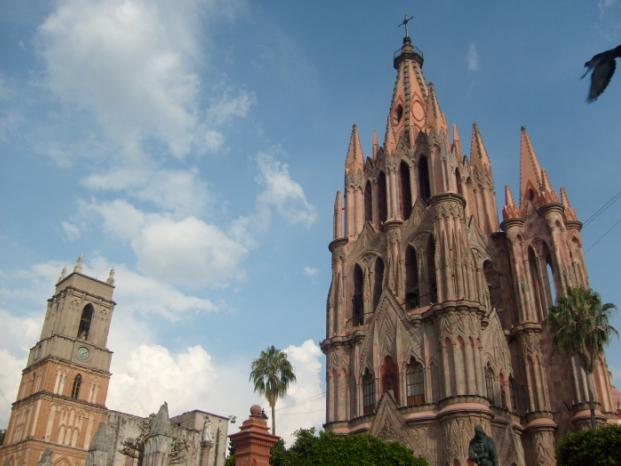
San Miguel de Allende.

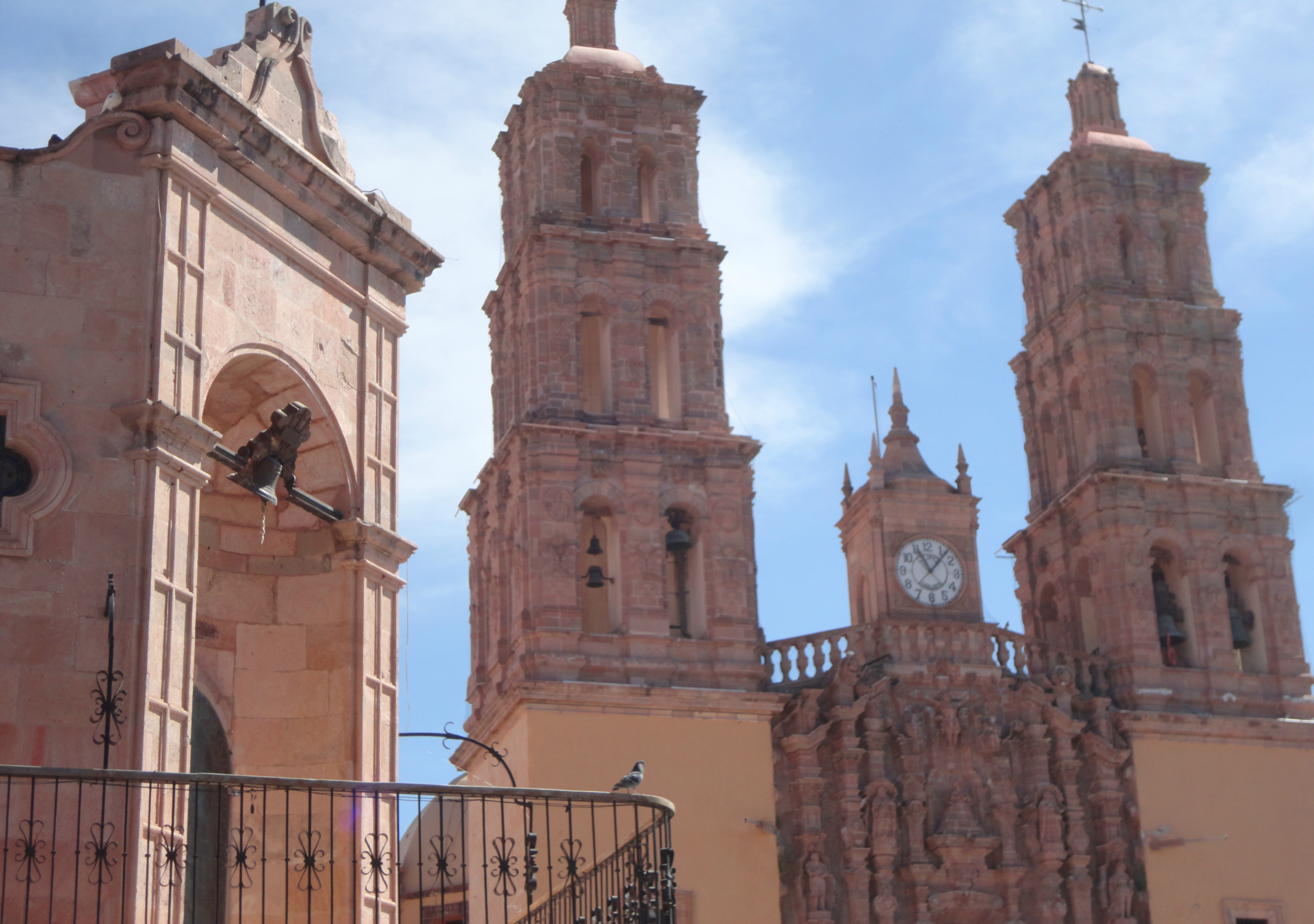
Ciudad de Dolores Hidalgo.

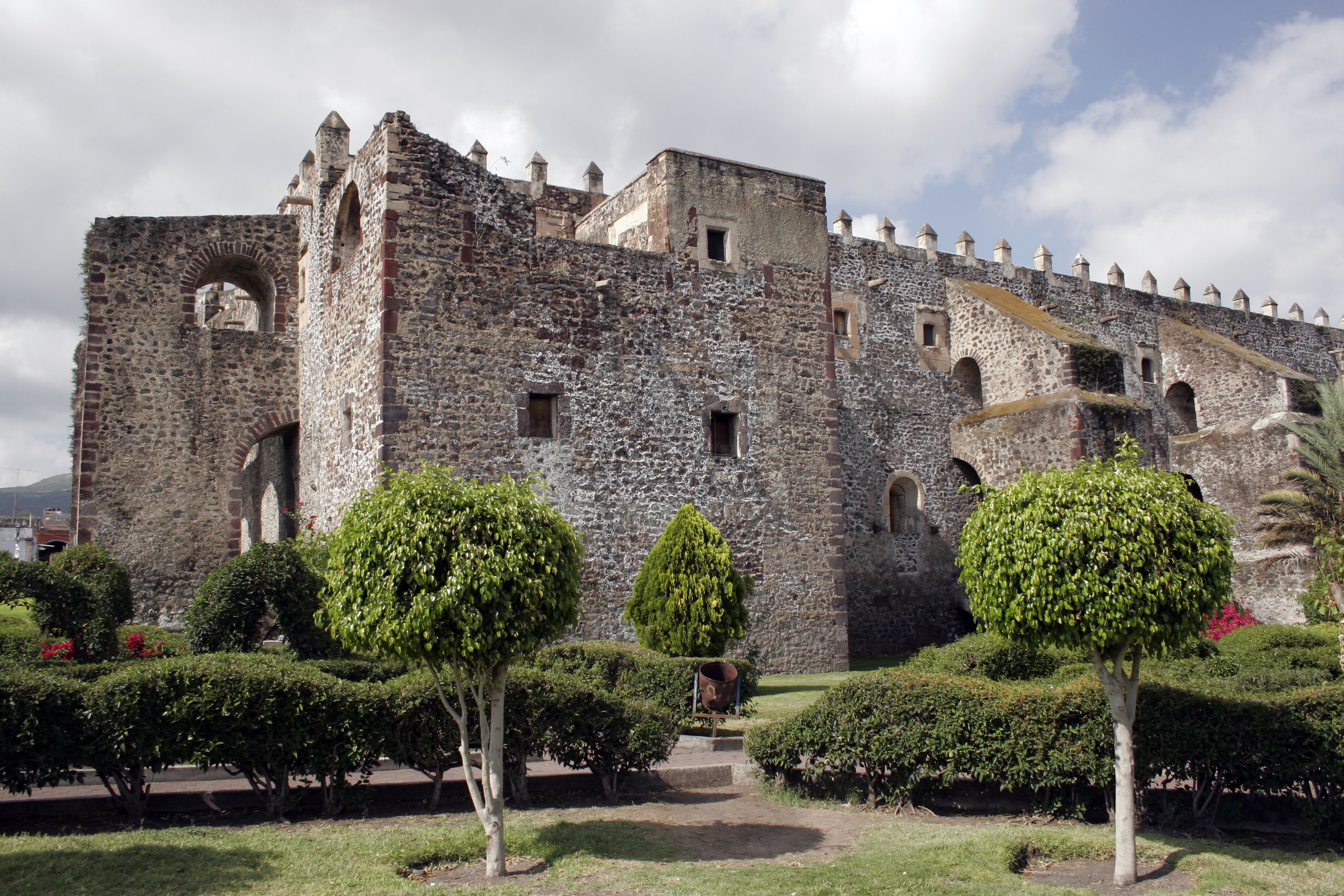
Convento de San Agustín en el centro de la ciudad de Yuriria.

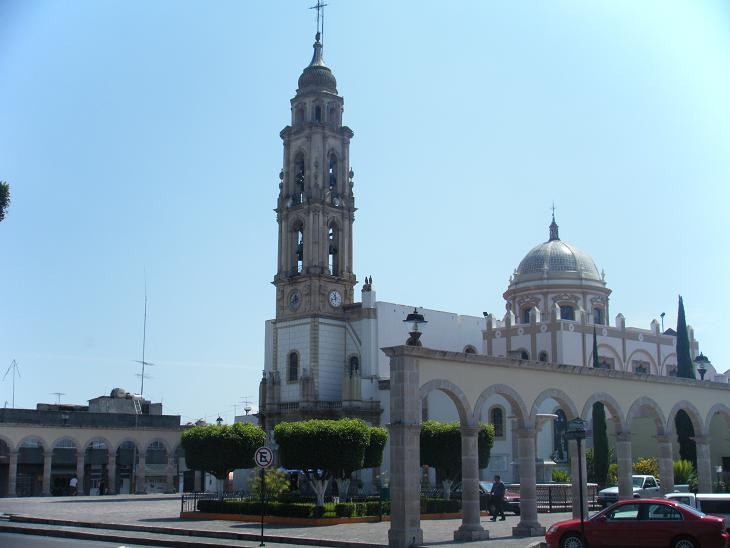
Parroquia de San Miguel en Uriangato.

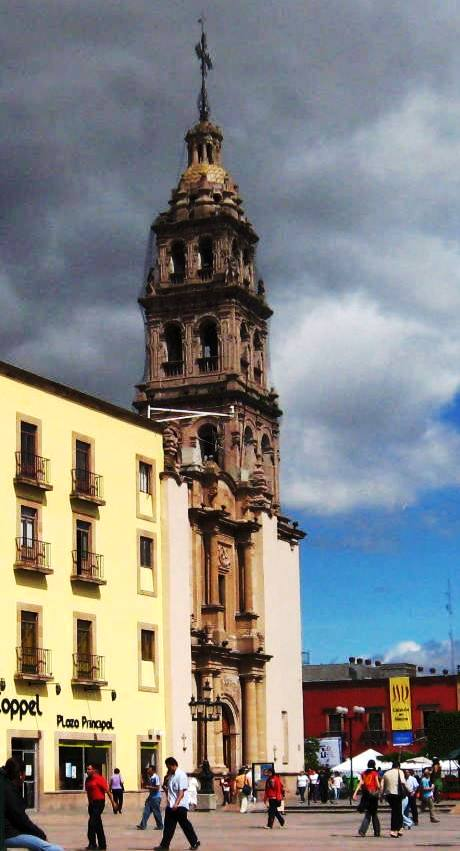
Templo de San Sebastián Mártir de León.

Guanajuato es conocido como el destino turístico colonial más importante del país y tiene varias «joyas coloniales» y belleza arquitectónica además de zonas arqueológicas y centros de comercio y negocios. Además cuenta con 50 hermosos lugares conocidos también como Las 50 Maravillas de Guanajuato.

#### Ciudad de Guanajuato
Principal centro turístico de la región, nombrado Patrimonio de la Humanidad por la UNESCO hace 20 años.
Ser la principal ciudad colonial del país la ha merecido varios títulos en su historia, ya que es Capital Cervantina de América, Capital Mundial del Patrimonio Cultural, Cuna Iberoamericana del Quijote, Ciudad Luz y sede del acontecimiento artístico más importante de Latinoamérica, ''El Festival Internacional Cervantino''.
Cuenta en su haber con 20 importantes museos, y fue pieza clave en la Independencia de México, ya que la primera batalla en la lucha independentista, se libró en la famosa Alhóndiga de Granaditas.

#### San Miguel de Allende
Es una ciudad que se localiza colindante con el estado de Querétaro al este del estado. Fue nombrada ciudad Patrimonio de la Humanidad por la UNESCO en 2008, su mayor atractivo es su parroquia, además de sus calles que reflejan la esencia de México, algo que al igual de ser tan pacífica, atrae a turistas en todo el mundo.

#### Hacienda de Corralejo, Pénjamo
Es la Hacienda que en el año de 1753 viera nacer al prócer de la Independencia Nacional, el padre Miguel Hidalgo y Costilla. Sitio que aparte de ser reconocido históricamente por el nacimiento de este héroe nacional, también lo es por el tequila producido en el casco de la Hacienda de Corralero, donde se encuentra el Museo del Vino y la Botella más grande de México, así como la empresa tequilera abierta al público que cuenta con la Catedral del Tequila entre otras salas de interés turístico. En el frente de lo que fue la casona grande de la hacienda, lugar donde nació Hidalgo, donde solo quedan los cimientos de la misma, se encuentra una plazuela con una colosal escultura al Padre Hidalgo, construido con un día de salario de todos los maestros del país y a su lado una bandera monumental construida por los 250 años del natalicio del Padre de la Patria, estos son considerados Monumentos Nacionales. Al costado del frontón, única parte en pie de la casona de Hidalgo, se localiza una capilla de estilo barroco mandado construir por el padre de Hidalgo quine fue administrador de la Hacienda. La Hacienda forma parte de la Ruta 2010, del Bicentenario de la Independencia y Centenario de la Revolución. La población es un atractivo turístico de suma importancia para la ciudad de Pénjamo.

#### Huasteca guanajuatense
En el noreste del estado, teniendo como núcleo la ciudad de San Luis de la Paz se encuentra la región más abrupta del estado, en la cual hay notables contrastes climáticos y de vegetación. Destaca el pueblo minero semi-abandonado de Mineral de Pozos, a 8 km al sur de San Luis de la Paz, así como varias áreas boscosas propicias para acampar en los municipios de San Luis de la Paz, Tierra Blanca y Xichú. La cabecera homónima se encuentra en un barranco muy hondo.

#### El cerro del cubilete
Ubicado en Silao, el principal atractivo de este cerro es un enorme Cristo Redentor visitado y venerado por miles de peregrinos de todo el país, y que tiene un parecido al del cerro del Corcovado en Río de Janeiro, Brasil.

#### Ruta histórica
Es uno de los circuitos turísticos más ricos e interesantes de México, integrado por San Miguel de Allende, Guanajuato y Dolores Hidalgo, Cuna de la Independencia Nacional, ciudades que guardan algunas de las más importantes páginas de la Historia Nacional, en un marco arquitectónico de incomparable belleza. Guanajuato, “Ciudad Patrimonio de la Humanidad” y las Zonas de Monumentos Históricos de San Miguel de Allende, y Dolores Hidalgo, Cuna de la Independencia Nacional, consideradas también “Pueblos Mágicos” poseen testimonios urbanos y arquitectónicos de una calidad excepcional que hace obligada y siempre memorable su visita.
Adicionalmente, la oferta turística que ofrecen estos destinos incluye además de servicios de primer nivel, una interesante cartelera cultural a lo largo de todo el año, donde es posible disfrutar desde Festivales Culturales de carácter internacional, hasta las más arraigadas tradiciones religiosas y populares.

#### Ruta de negocios
Una de las rutas que marca la modernidad del estado, este circuito comprende las ciudades de Silao, Celaya, Irapuato, León y Salamanca, ciudades con una evidente ubicación industrial y comercial ofreciendo también un amplio rango de servicios de primera, así como interesantes opciones para el ocio y el esparcimiento. Sus instalaciones de primer nivel permiten la realización de prácticamente todo tipo de evento; el Poliforum de la ciudad de León o el Inforum de Irapuato, ambos son espléndidos recintos con capacidad para satisfacer cualquier requerimiento en el ámbito de las convenciones y exposiciones.
El municipio de Silao cuenta con un puerto seco Guanajuato Puerto Interior, el cual tiene una aduana, un parque industrial, zona de negocios, y empresas instaladas de clase mundial, distinguiéndose en ello la industria metal mecánica, en el área automotriz; de igual manera en este recinto se ha instalado el Instituto Politécnico Nacional, ofertando algunas especializaciones y carreras.

#### Ruta de conventos
Históricamente, la región sur del Estado de Guanajuato se distinguió como asiento de algunas de las más tempranas fundaciones españolas en el llamado Nuevo Mundo; por ende muchas de sus principales poblaciones tienen su origen en la primera mitad del siglo XVI, «el Siglo de la Conquista», hecho del que dan fe la soberbia presencia de monumentales conjuntos conventuales así como asombrosos vestigios de arquitectura civil que legitiman la importancia que en su momento tuvieran estas poblaciones.
Integrada por los municipios de Acámbaro, Salvatierra y Yuriria, la Ruta de Conventos de Guanajuato resulta de un interés especial dado que en un perímetro relativamente pequeño y de manera extraordinaria concurrieron órdenes religiosas diversas, cada una con una propuesta arquitectónica distinta acorde a los requerimientos impuestos por el ministerio de su congregación. Es así como este circuito cultural permite admirar testimonios de arquitectura conventual de una relevancia única a través de estructuras pertenecientes a los siglos XVI, XVII y XVIII donde, la historia pareciera vestirse de gala en la recia fortaleza de antiguos muros de limosna, por oposición, vestidos de prodigios barrocos, platerescos y herrerianos.

#### Ruta de aventura
El estado es una tierra de contrastes cuya diversidad cultural y paisajista se hace evidente a cada paso. En este caso la región noreste de la entidad presenta características idóneas para el tipo de turismo alternativo o de aventura, en unas distancias relativamente cortas, el paisaje se transforma de boscosas sierras a estepas semiáridas, de arroyos y cascadas a pintorescos pueblos que aún guardan sus tradiciones ancestrales jamás alteradas por los españoles.
Esta ruta comprende los municipios de San Luis de la Paz, San José Iturbide, San Felipe y Silao. Esta ruta ofrece una enorme gama de posibilidades para la recreación y esparcimiento; las posibilidades van desde visitas a pintorescos centros históricos, hasta la práctica de deportes extremos y actividades de turismo alternativo.
Esta ruta es por demás asombrosa al encontrarse con fabulosas exhaciendas, majestuosos templos y espectaculares paisajes son apenas parte de extraordinarias manifestaciones que ofrece esta ruta.

#### Ruta textil
La región sur de estado, ofrece una interesante oferta turística, integrada por los municipios de Uriangato y Moroleón, se forma la ruta textil; ciudades que, además de estrecha vecindad, comparten un mismo quehacer artesanal que se distingue por sus tejidos de lana, algodón e hilo mercerizado, así como también por la confección de colchas, rebozos y prendas de vestir, y desde hace algún tiempo, por la proveeduría del género textil.
La tradición textil de la región acaso encuentre su origen en la elaboración ancestral de rebozos; se sabe que esta actividad por mucho tiempo dotó a la zona de merecida fama por su calidad y diseño.
Actualmente, los municipios de Uriangato y Moroleón se han consolidado como una región de enorme prestigio textil ya que la variedad, confección y precio de sus productos siempre satisface a los cientos de visitantes que periódicamente llegan a esta ruta, donde también es posible disfrutar del sabor y tradición de la vida provinciana.
Comunicados por excelentes vías, Uriangato y Moroleón son ciudades que además de su oferta textil, también ofrecen una amplia gama de servicios turísticos.

#### Ruta artesanal
La Ruta artesanal de Guanajuato integra tres municipios que aunque distintos, pero nunca distantes expresan de manera singular su gusto por la forma y el color. La particular propuesta de los materiales, así como la destreza de sus artesanos convergen en la producción de piezas de un valor artístico y cultural innegable que hacen de este recorrido toda una experiencia.
Los municipios de Apaseo el Alto, Coroneo y Tarandacuao son un importante baluarte de tradiciones donde la producción artesanal corrobora su inagotable veta de creación artística a través de la destreza de manos capaces de convertir la madera en arcángel, el barro en sueños, y la lana en algo más que un simple abrigo.

#### Ruta arqueológica
La extraordinaria ubicación geográfica del Estado de Guanajuato, su riquísima diversidad paisajista y las bondades de su clima permitieron desde siempre el desarrollo de espléndidas manifestaciones culturales, mismas que dieron origen a civilizaciones que a la luz de la historia dejaron en esta entidad asombrosos vestigios del pasado precolombino.
Actualmente Guanajuato muestra orgulloso la otra parte de su historia; tradicionalmente reconocido por la enorme riqueza legada por el virreinato, el estado cautiva ahora con la sorprendente presencia de sus singulares zonas arqueológicas: Plazuelas y Peralta son dos extraordinarios ejemplos del pasado prehispánico de Guanajuato que aunado a los servicios y atractivos que ofrecen los municipios de Abasolo, Cuerámaro, Pénjamo y Huanímaro garantizan una atrayente visita.
También ya se puede visitar la recién inaugurada Cañada de la Virgen sitio arqueológico localizado a 16 km de San Miguel de Allende y que cuenta con aproximadamente 12 hectáreas a lo largo de la cuenca del río Laja.

#### Expo Bicentenario
En el año 2010, Guanajuato albergaría la Expo Bicentenario México 2010 en el municipio de Silao para conmemorar el Bicentenario de la Independencia de México y el Centenario de la Revolución Mexicana.

## Infraestructura

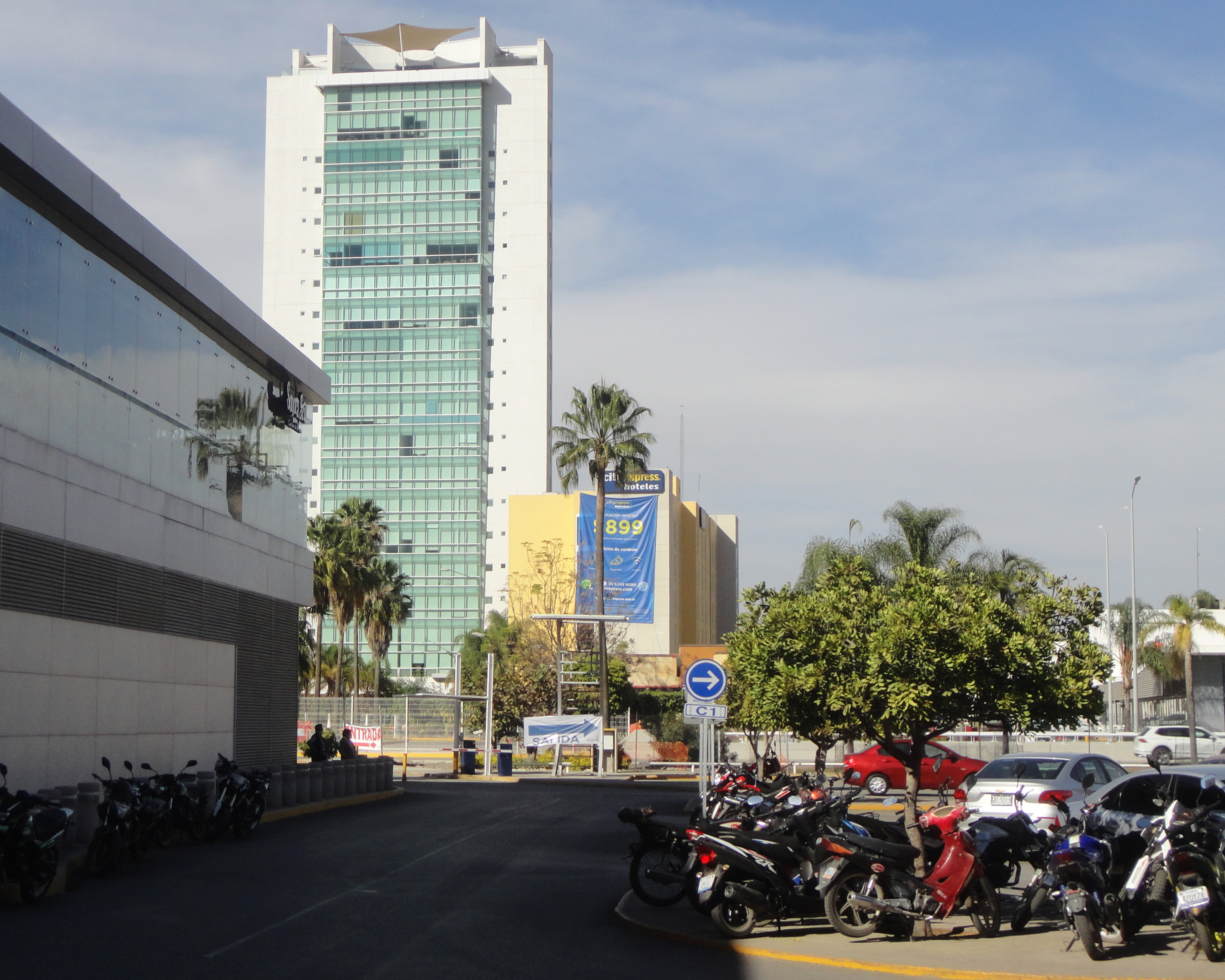
Torre Cibeles, en Irapuato.

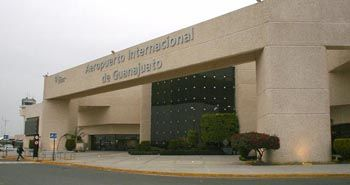
Aeropuerto Internacional de Guanajuato, en Silao.

Si bien es cierto no hay rezagos críticos, en algunos rubros hay que trabajar para llegar a toda la población guanajuatense con todos los servicios de comunicación y transporte. Tal es el caso de la red telefónica que en la entidad ocupa el 10° lugar a nivel nacional por número de líneas por habitante. La zona menos desarrollada es el noreste, principalmente los municipios de Xichú, Santa Catarina, Tierra Blanca y Atarjea.

### Transportes
La longitud del sistema de caminos y carreteras en Guanajuato abarca un total de 6.416 km, lo que equivale a 21 km por cada 100 km², siendo el más alto del país. La red ferroviaria cruza el estado de este a oeste y de norte a sur, con un poco más de mil kilómetros de vías.
También cuenta con el Aeropuerto Internacional de Guanajuato localizado en el municipio de Silao y ocho aeropistas para vuelos locales.

### Medios de comunicación
La entidad cuenta con 54 oficinas telegráficas, 119 estaciones de microondas, 19 canales de televisión y 53 estaciones radiofónicas. Guanajuato es uno de los estados que cuenta con el mayor número de habitantes por oficina de correos, con un servicio cada vez más ágil.

#### Periódicos
En el estado de Guanajuato se publican varios periódicos locales: A.M. con ediciones en varias ciudades (León, Irapuato, Celaya, Guanajuato Capital y San Francisco del Rincón), la misma casa editorial (A.M.) publica el diario Al Día; Periódico Correo presente en los 46 municipios del Estado; El Heraldo (de León y de Irapuato); El Sol (de León, de Irapuato, de Salamanca y del Bajío); La Prensa del Bajío; Noticias Vespertinas; El Regional Buen Día de Dolores Hidalgo C.I.N.; El Policía Insurgente; Milenio Diario León y "Zona Franca".

#### Cadenas de televisión
El gobierno del estado cuenta con su propio canal de televisión local, TV4 Guanajuato, propiedad de la Unidad de Televisión de Guanajuato (UTEG). Además existen estaciones locales de televisión y repetidoras de las grandes cadenas que transmiten ya señales en Alta Definición "HDTV" como Televisa del Bajío, TV Azteca Bajío y OPMA (Organismo Promotor de Medios Audiovisuales: Canal 22 Conaculta, Canal 11 IPN, Canal 30 Federal, Ingenio TV y TV UNAM). Además, existen televisoras independientes en las ciudades, como Multimedios Televisión León (Galavisión, Milenio TV y Canal 12 Monterrey), Cablecanal, VIA Celaya, TV Salamanca, TV Guanajuato, TV Pénjamo, MB Televisión Frecuencia 45, TV Independencia, entre otras.

#### Cadenas de radio
La Universidad de Guanajuato cuenta con su propia cadena de radio. Además operan en territorio guanajuatense cadenas radiofónicas como Grupo Radiorama Bajío, MVS Radio, Grupo Acir, Televisa Radio, Grupo Fórmula, Radio Grupo "Antonio Contreras", Grupo Imagen, Radio Reyna Dolores Hidalgo, Corporación Celaya Radio, Grupo Promomedios León, Radio Santa Fe entre otras.

## Demografía

### Población
De acuerdo con el Censo de Población y Vivienda 2020 realizado por el Instituto Nacional de Estadística y Geografía (INEGI) el estado de Guanajuato cuenta con un total de 6,166,934 habitantes, lo que representa el 4.9% de la poblacional total de México. La densidad poblacional estatal es de 201.5 habitantes/km² y cuenta con una edad mediana de 28 años. En Guanajuato el 0.24% de la población habla alguna lengua indígena, principalmente otomí y náhuatl, así mismo el 1.76% de los guanajuatenses se considera afromexicano

### Principales municipios por población (2020)
| Más de 1,000,000 de habitantes - León 1,721,215 De 500,000 a 1,000,000 de habitantes - Irapuato 592,953 - Celaya 521,169 De 250,000 a 500,000 habitantes - Salamanca 273,417 De 100,000 a 250,000 habitantes - Silao 203,556 - Guanajuato 194,500 - San Miguel de Allende 174,615 - Dolores Hidalgo 163,038 - Pénjamo 154,960 - Valle de Santiago 150,054 - San Francisco del Rincón 130,871 - San Luis de la Paz 128,536 - San Felipe 119,793 - Apaseo el Grande 117,883 - Acámbaro 108,697 | De 50,000 a 100,000 habitantes - Cortazar 97,928 - Salvatierra 94,126 - Abasolo 92,040 - San José Iturbide 89,558 - Purísima del Rincón 83,842 - Santa Cruz de Juventino Rosas 82,340 - Comonfort 82,216 - Yuriria 68,741 - Romita 65,766 - Apaseo el Alto 63,392 - Uriangato 61,494 - Villagrán 65,791 De 25,000 a 50,000 habitantes - Jerécuaro 49,517 - Moroleón 47,261 - Manuel Doblado 41,240 - San Diego de la Unión 41,054 - Jaral del Progreso 38,782 - Tarimoro 35,905 - Cuerámaro 30,857 - Doctor Mora 27,390 - Ocampo 26,383 |  |

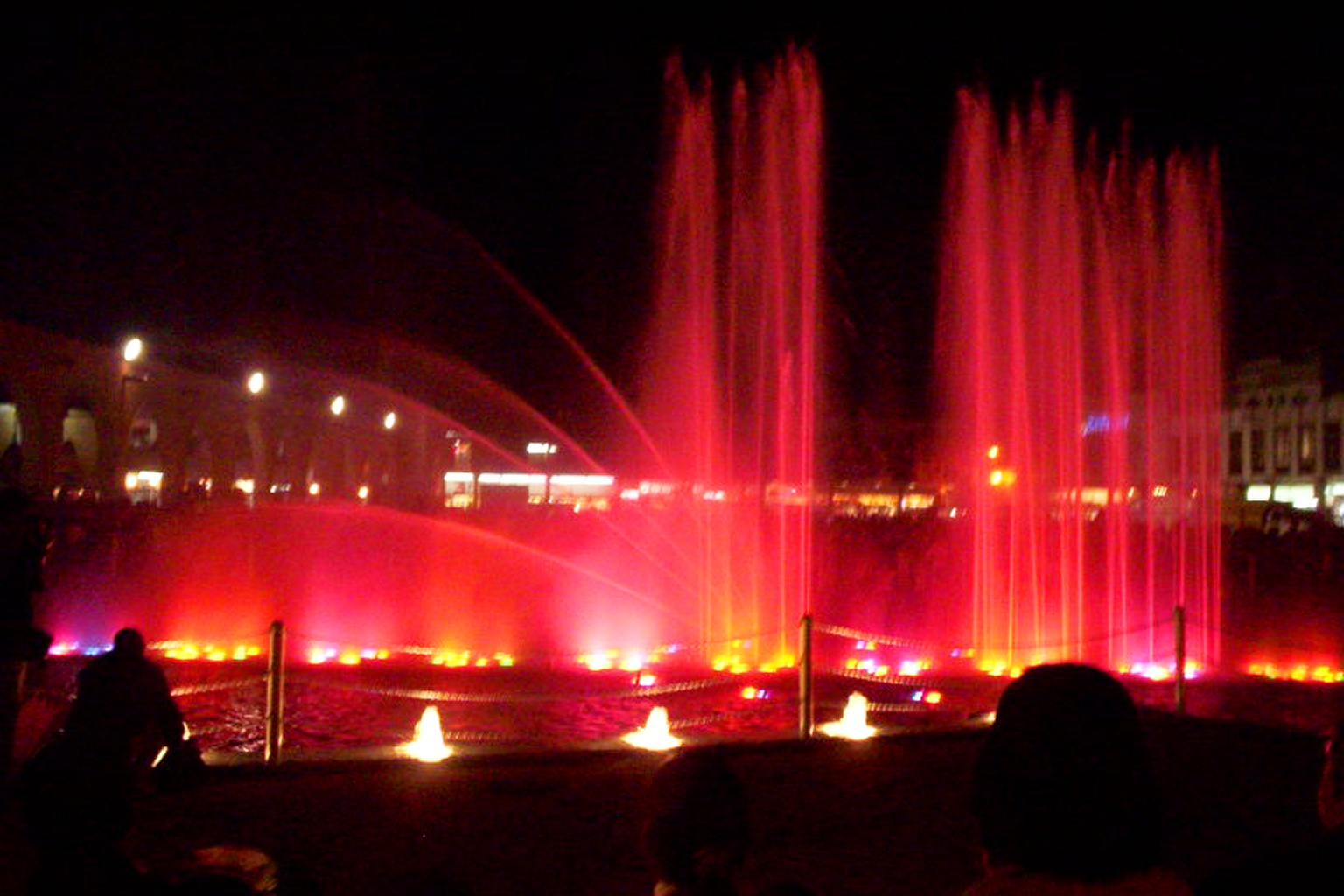
Fuente de aguas danzarinas en Irapuato.

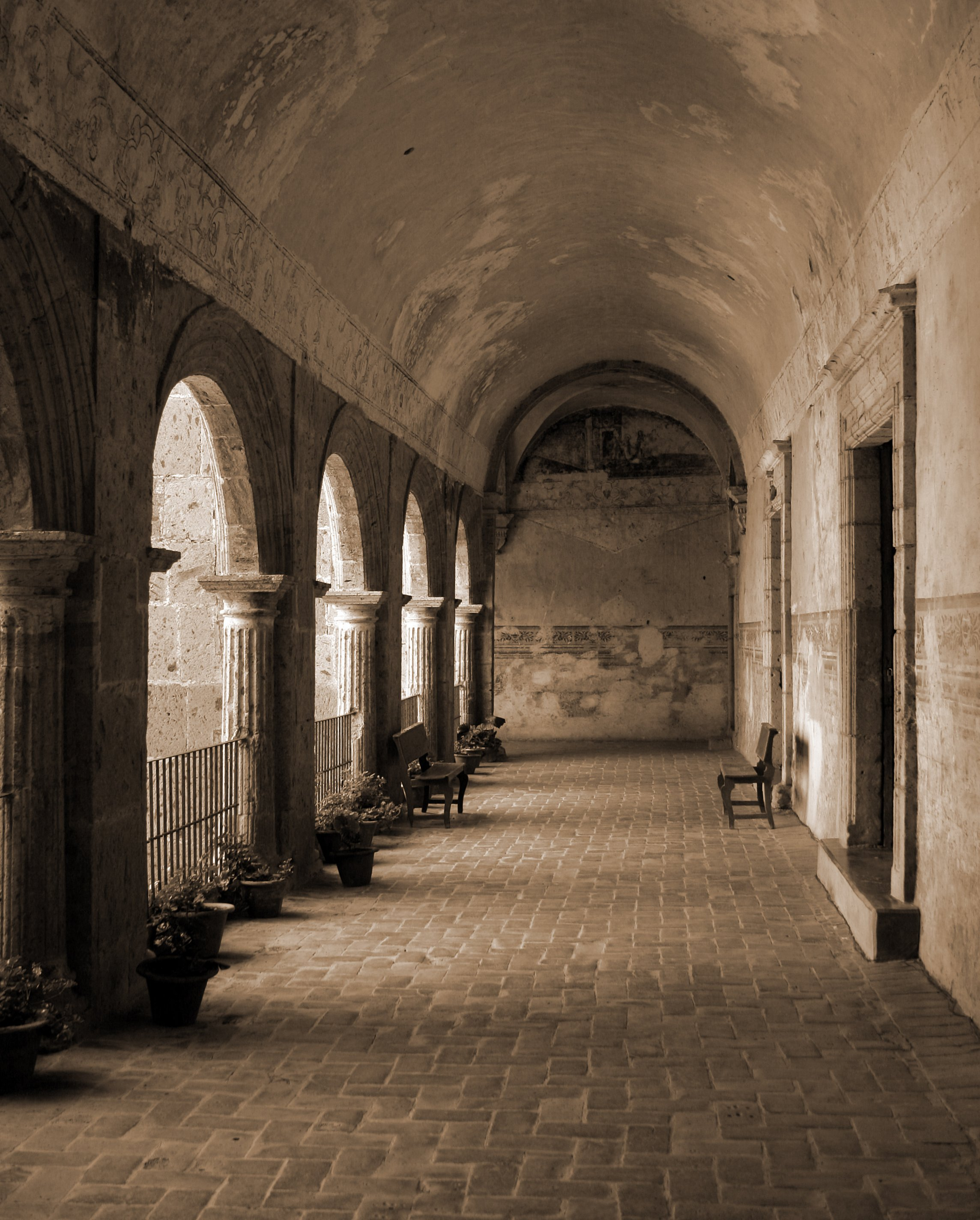
Interior del convento de Yuriria.

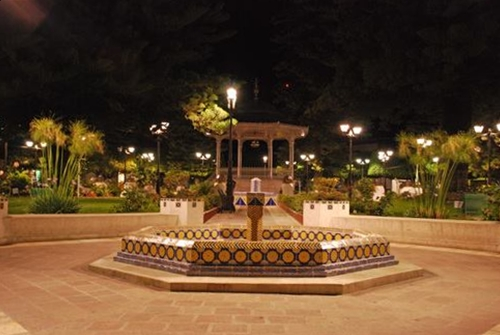
Jardín principal Pénjamo, Gto.

El estado de Guanajuato es el sexto más poblado del país y cuenta con varias ciudades muy pobladas o importantes tales como:
- La ciudad de Guanajuato es sede del gobierno estatal. Es reconocida por la UNESCO como Ciudad Patrimonio Cultural de la Humanidad desde 1989 y Capital Cervantina de América. Se le reconoce como una ciudad de tipo colonial y origen minero que prosperó con el descubrimiento de ricas vetas de oro y plata en el siglo XVII. La ciudad de Guanajuato fue el centro minero más importante de la Nueva España. También fue capital del país durante el mandato de Benito Juárez. Es famosa por su historia, arquitectura, sus momias, charamuscas y dulces típicos, el Festival Internacional Cervantino en octubre, entre otros atractivos. Es originario de esta ciudad uno de los actores y cantantes más famosos del llamado cine de oro mexicano, Jorge Negrete, también uno de los artista plástico más importantes en la historia moderna de México, Diego Rivera. Cuenta con la mayoría de los campus de la Universidad de Guanajuato. Su población en 2010 era de 171 623 habitantes.

- La ciudad de León La séptima zona metropolitana del país, y la más grande de la macrorregión del bajío, se le considera la capital económica y social del estado, conocida como la Capital Mundial de la Piel y el Calzado por la gran producción de productos fabricados con piel de bovino y porcino para la fabricación del calzado, León es un destino que ofrece todo tipo de servicios, caracterizados por supuesto por sus extraordinarios estándares de calidad. alojando corporativos incluso de índole nacional, centros comerciales, financieros, ciudad pionera del país en el Sistema de Transporte Masivo "BRT" con el sistema Optibus implementado en el año 2003, aloja la biblioteca central de Guanajuato y el Teatro más moderno del País "Teatro Bicentenario", varias Universidades, además de ser sede de eventos como el Festival del Globo, el Rally del WRC y la feria estatal en el mes de enero, la industria del Calzado la hace situar como el punto más importante en este ramo de todo el país. En el 2010 contaba con 1 436 733 habitantes (su zona metropolitana tenía 1 792 047 habitantes).

- La ciudad de Irapuato es una ciudad sumamente privilegiada. Aún posee una temperatura ideal (aunque varía hoy en día entre 16° y 24°), considerado el mejor clima del país por el SMN. Por su gran producción de fresas es conocida como la capital mundial de las fresas. Es el principal eje de comunicación del estado y un paso obligatorio para el transporte de carga en México desde cualquier puerto o ciudad fronteriza. Del periodo colonial se conservan algunas importantes construcciones destacando sus monumentales conjuntos religiosos caracterizados por sus interesantes y bien logradas portadas barrocas. Esta ciudad es considerada la "cuna industrial de Guanajuato", certificando dicho nombramiento en la aún existente Calzada de la Industria, junto al antiguo centro histórico. Actualmente posee una diversa industria, desde la manufacturera hasta la de procesamiento de alimentos, autopartes y de componentes de aviación. Grandes grupos industriales tienen sus operaciones principales en esta ciudad. Cuenta con importantes centros de investigación, de los cuales varios son de los más importantes de América Latina. La región agrícola que ocupa es de las más productivas del país (Irapuato-Pénjamo), además de ser hogar de la Expo Agro-Alimentaria, la tercera exposición del sector agrícola más grande del mundo, celebrada anualmente en el mes de noviembre. Son originarios de esta ciudad los siguientes personajes de la historia nacional: Josefa Ortiz de Domínguez, Insurgente de la guerra de Independencia, David Alfaro Siqueiros, pintor muralista y uno de los 3 mejores artistas pintores muralistas de México, Silvia Navarro, Actriz de cine y televisión, Delia Servin Nieto, Miss México 1975, Amalia Macias, cantante, Diego Silveti, uno de los mejores toreros de México hijo de David Silveti, Dolores Salomón "La Bodoquito", actriz, conductora y comediante de México, José Luis Fox Pont, padre del expresidente de México Vicente Fox Quezada y Roberto Arenas Guzmán uno de los mejores investigadores dermatólogos y micólogos de México, reconocido a nivel internacional. La población de la ciudad fue de 529 379 en el 2010 y su área metropolitana en conjunto con Salamanca es de 789 548 habitantes.

- La ciudad de Celaya Conocida como la Puerta de Oro del Bajío, que se dedica a muchos rubros de la industria, además de dedicarse a la elaboración de la tradicional cajeta,, se ubica a solo tres horas de Ciudad de México y a solo 30 minutos de Querétaro lo que la convierte en un punto importante de urbanización, Celaya cuenta con aeropuerto propio. Tiene una población de 468 064 habitantes.

- La ciudad de Dolores Hidalgo "El Corazón de México", reconocida por ser el lugar donde se inició el Movimiento de Independencia de México, ciudad en donde aún se siente el ambiente colonial de aquella época, distinguida por su variedad Artesanal y por sus fabricantes de Platos, Tazas de Cerámica y Barro. Única en el Norte del Estado. Población: 148 144 (2010).

- La ciudad de Salamanca  cuenta con una refinería de petróleo de PEMEX, además de una termoeléctrica del CFE, cuenta con una gran estación de plataforma de ferrocarril y se encuentra a solo 305 km de Ciudad de México. Posee 260 759 habitantes (2010) y su zona metropolitana asciende a 789 548 habitantes. Esta ciudad es una de las favoritas para practicar deportes de alto rendimiento donde se presentan eventos nacionales. La procesión de silencio en Semana Santa es muy famosa a nivel nacional.

- La ciudad de Silao cuenta con empresas como la armadora de GM, y grandes proveedores como American Axle, además se encuentra en esta ciudad el Puerto Interior, el aeropuerto internacional de Guanajuato, entre otras, destaca por su creciente impulso económico y poblacional, ya que en la actualidad es el municipio que más productos exporta en el estado.

- Las ciudades de San Francisco del Rincón - y   Purísima del Rincón se encuentran ubicadas al sureste del municipio de León, son ciudades siamesas y ambas forman un área metropolitana urbana de 182 330 habitantes, siendo las dos la 5.ª  región más poblada del Estado.

- La Zona Metropolitana Moroleón-Uriangato-Yuriria se encuentra conformada oficialmente desde el 6 de octubre de 2010, esta se encuentra conformada por los municipios de Moroleón, Uriangato y Yuriria, la población de estos tres municipios asciende a 179,541 habitantes. La actividad económica predominante en esta zona metropolitana lo constituyen la industria y el comercio textil y conforman un corredor comercial de más de 4 kilómetros lineales de tiendas de ropa que le han hecho valer el título de "La tienda de ropa más grande de México".

- La ciudad de San Miguel de Allende Ciudad Patrimonio Cultural de la Humanidad reconocida por la UNESCO y ciudad monumento nacional "Esencia de la Independencia Nacional", rica en tradiciones y arquitectura colonial, un oasis en el corazón de México, ciudad pequeña pero cosmopolita, hogar de artistas nacionales y extranjeros. Su tranquilidad, estética pintoresca y tolerancia a la diversidad le han creado fama mundial, siendo uno de los mayores destinos turísticos del país. Su población es de 160 359 (2010).

- La ciudad de Cortazar es la cuna de la civilización azteca por el recién descubierto Aztlán en el cerro de Culiacán (importantísimo hallazgo). En este cerro el turismo de aventura es intenso y por sus rutas de naturaleza en el cerro de la Gavia, excelentemente ubicado en el corredor industrial de la región de la Laja - Bajío además del Puente Colgante, único por su estilo y categoría, que se extiende imponente sobre el río Laja y su tradición del Corpus Christi por el que los distintos gremios salen en procesión para donar Cirios Gigantes estilizados con cera escamada, Única en el mundo. Población: 88.380 habitantes.

- La ciudad de Pénjamo "cuna del padre de la Patria", Miguel Hidalgo y Costilla, una de las ciudades más antiguas del estado, fundada en 1542, se ubica en el suroeste del estado. La historia de la ciudad enmarca acontecimientos de importancia para el estado y la nación. Es también la cuna del actor, director, músico, Joaquín Pardave, nacido en esta ciudad en el año de 1900. Cuenta con uno de los jardines más bellos del estado y un centro histórico con joyas coloniales como las parroquias de San Francisco de Asís y la de Nuestra Señora de los Remedios, el Mercado Hidalgo mandado hacer por el expresidente Porfirio Díaz, y puentes que cruzan al río Pénjamo. La delegación Santa Ana Pacueco es el polo comercial más importante de la ciudad. Conforma con la ciudad de La Piedad Michoacán la Zona Metropolitana de Pénjamo-La Piedad. Cuenta con grande atractivos turísticos que faltan por explotar como el ecoturismo en la sierra. Población: 150 017 (año 2010) total municipal, de ellos en la ciudad habitan 41,000 habitantes, en su Zona Metropolitana asciende a 249 854 habitantes.

- La ciudad de San Luis de la Paz fundado el 25 de agosto de 1552, como un pueblo defensivo en la Ruta de la Plata que iba de Zacatecas a la Ciudad de México, debe su nombre al acuerdo de paz que los chichimecas, aliados de los españoles, realizaron con los nativos chichimecas en esa fecha, día en que se festeja a San Luis Rey de Francia, fue sede de la Primera Misión Jesuita en México. Fue capital del Territorio Federal de la Sierra Gorda entre 1853 y 1857, cabecera del Partido del Norte, cuartel general de la División de la Sierra Gorda hasta 1956 y desde 1552 ha sido la ciudad más grande y poblada del Norte del Estado de Guanajuato. Población: 115 659 habitantes (2010).[103]

- La ciudad de Salvatierra El 1.º de abril de 1644 se le concede el título de ciudad con el nombre de San Andrés de Salvatierra, en virtud de la ordenanza expedida el 9 de febrero del mismo año por el virrey García Sarmiento de Sotomayor. Esta fundación se originó con una población casi exclusiva de españoles, situación que permitió que el décimo noveno Virrey de la Nueva España otorgara Cédula Real a través de la cual, la antigua población de San Andrés Chochones fuera elevada en rango para convertirse en la primera en ostentar la categoría de ciudad entre todas las que actualmente conforman el estado de Guanajuato. Por sus calles se pueden ver grandes conventos y casonas de la época del virreinato, tiene el título de tercer ciudad colonial del estado además en el tiempo del virreinato se le llamó el granero del virreinato por sus fértiles tierras regadas por el majestuoso Lerma.

Otras ciudades importantes son: Apaseo el Alto, Apaseo el Grande, San Diego de la Unión, Acambaro, San José Iturbide, Valle de Santiago, etc.

### Religión

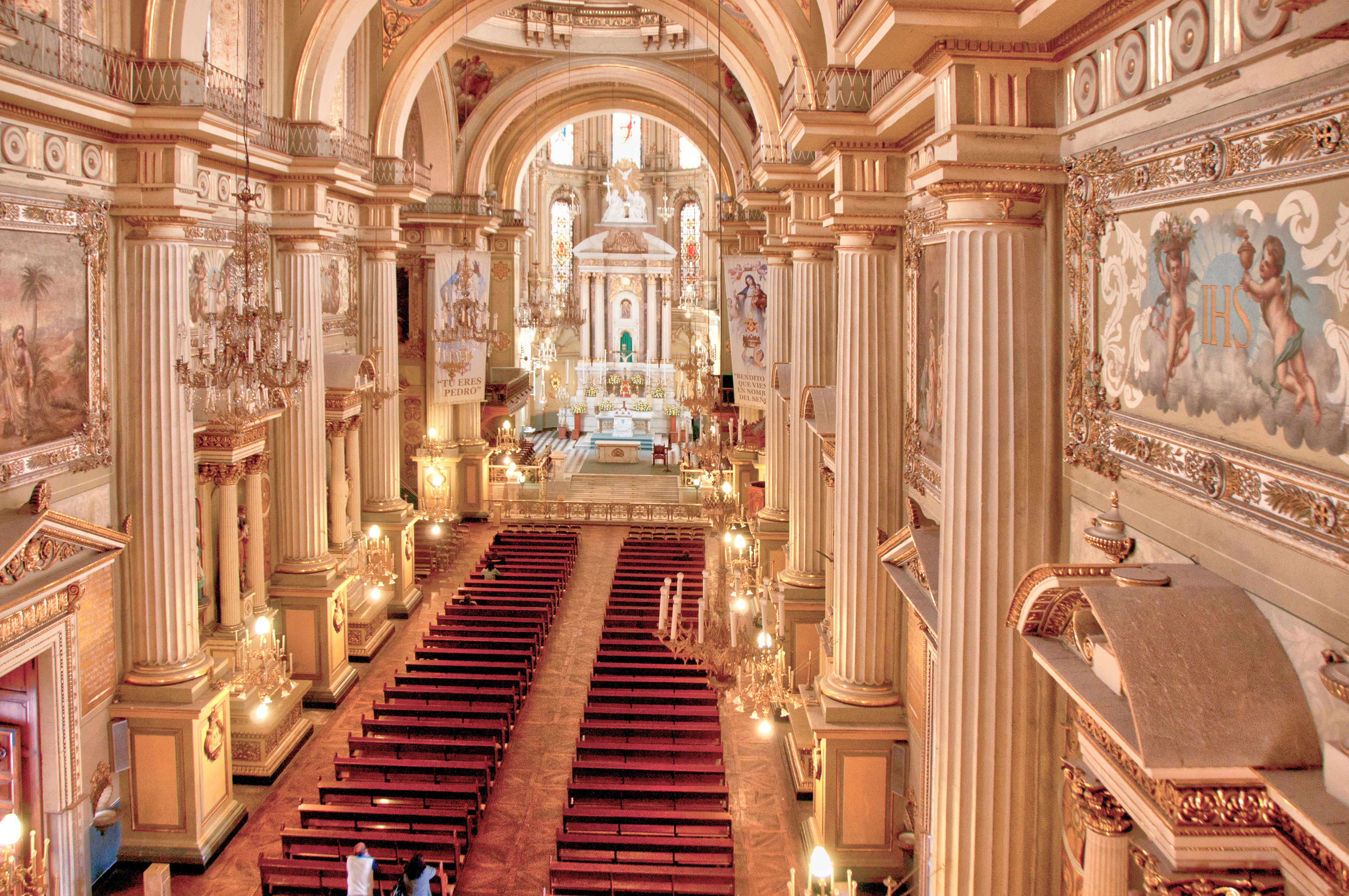
Catedral de León.

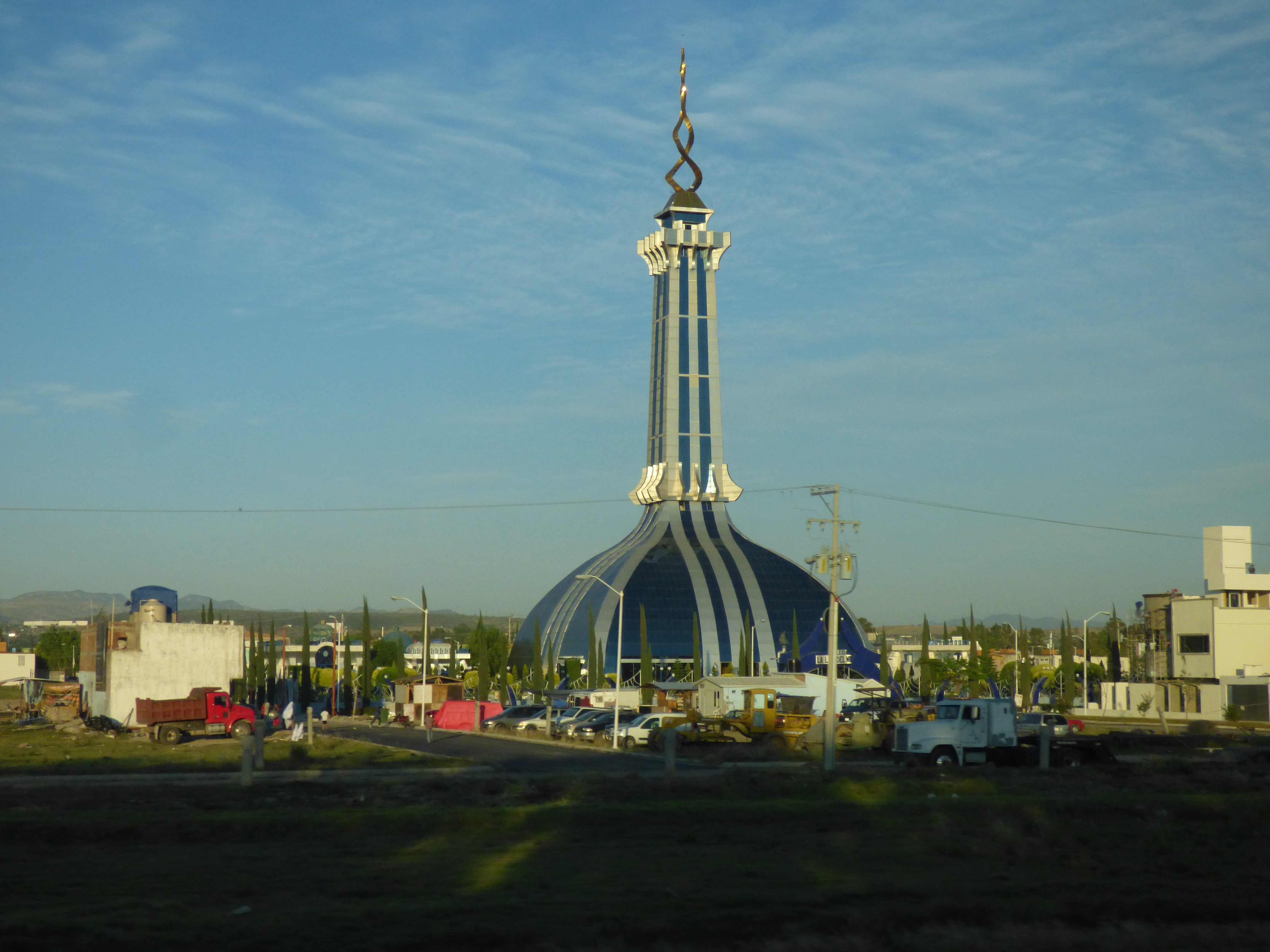
Templo de la Luz del Mundo en Silao.

96,4% de lo habitantes de Guanajuato son católicos, que ubica al estado en el primer lugar a nivel nacional. 99% de los habitantes de Xichú se consideran católicos, la cifra más alta del estado; la menor cifra se registra en Jaral del Progreso, con 91%. De la población casada o unida, 73.9% declara un matrimonio religioso
| Religión                                     | Población |
| -------------------------------------------- | --------- |
| Católica                                     | 5 147 812 |
| Protestante/Pentecostal/Cristiana/Evangélica | 142 529   |
| Bíblica diferente de Evangélica              | 48 729    |
| Origen Oriental                              | 635       |
| Judaica                                      | 574       |
| Islámica                                     | 111       |
| Raíces étnicas                               | 63        |
| Espiritualista                               | 445       |
| Otras religiones                             | 553       |
| Sin religión                                 | 76 052    |
| No especificado                              | 68 869    |

## Educación
De acuerdo con el II Censo de Población y Vivienda del año 2010 del INEGI, la tasa de alfabetización de personas de 15 años y más en el estado de Guanajuato es de 91%, en 1960 este porcentaje era de 54.8%. El municipio con la tasa más alta de alfabetización es León (94.4%), mientras que la más baja corresponde a Xichú (79%). Guanajuato ocupa el lugar 27 en el país en cuanto a escolaridad, es decir, el número promedio de años de escuela cursados, con casi 7.7 años, que significa casi segundo año de secundaria; el municipio de Guanajuato tiene el promedio más alto, con casi 9.1 años, mientras que el más bajo corresponde a Xichú con 5.3 años de escuela cursados.

### Educación superior

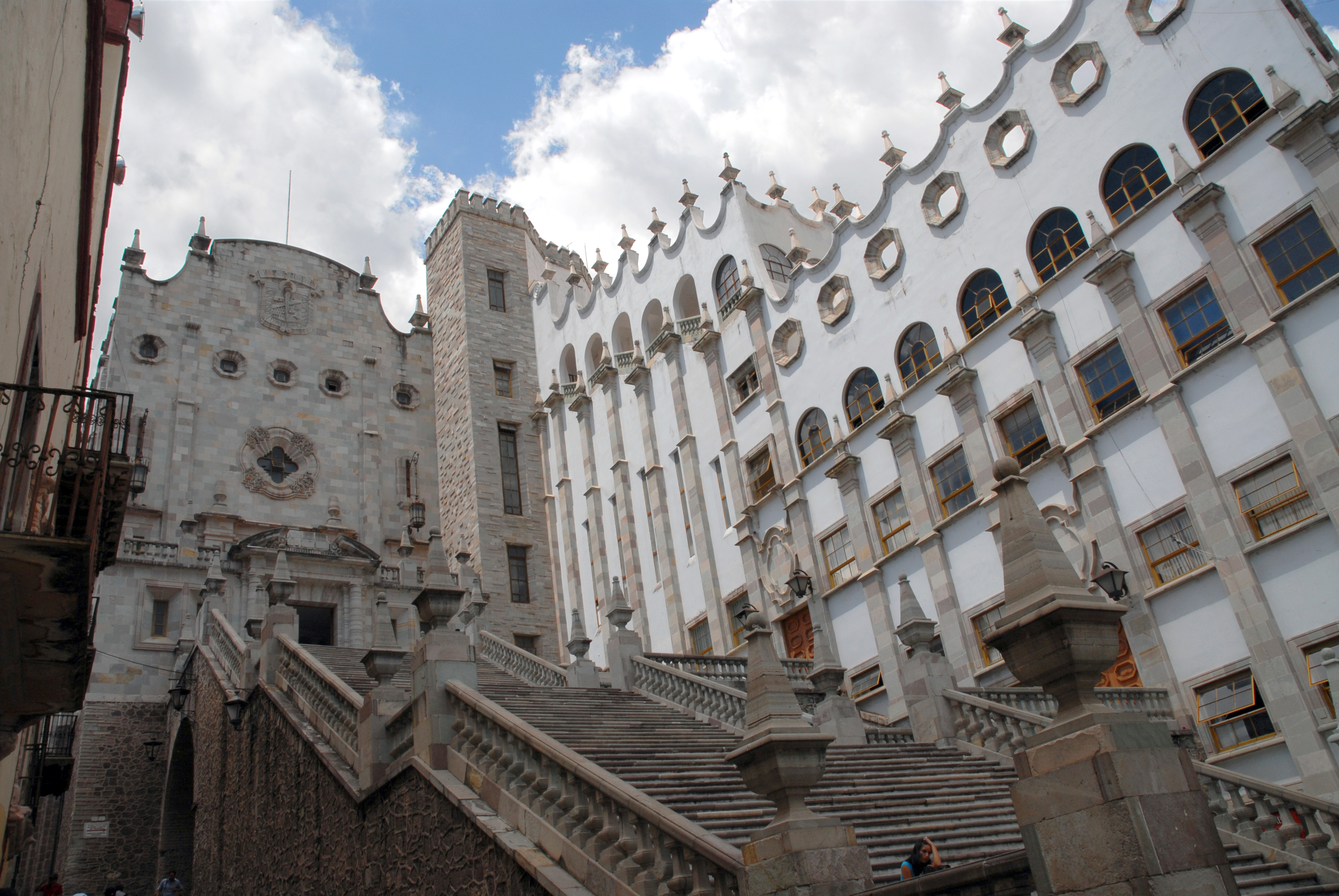
Universidad de Guanajuato, edificio Central.

El Estado de Guanajuato cuenta con varias instituciones de educación superior, tanto públicas como privadas.
La Escuela Nacional de Estudios Superiores León es una unidad académica de la Universidad Nacional Autónoma de México (UNAM) ubicada al sur de la ciudad de León, inaugurada en 2011 es el primer campus de la UNAM después de 35 años, es la institución con mayor reconocimiento académico del estado; en ella se imparten 7 licenciaturas, y la matrícula de estudiantes no supera los 900 alumnos, siendo así la universidad con mayor demanda en la región.
La planificación a 12 años es contar con 12 000 alumnos y alumnas.
La Universidad de Guanajuato es la casa de estudios más grande y con el mayor número de alumnos en todo el estado. En sus planes de estudio se imparten programas desde la educación de nivel medio superior hasta doctorados. La Universidad de Guanajuato tiene una estructura orgánica departamental y multicampus, está organizada académicamente en cuatro campus: Campus Guanajuato, Campus Celaya-Salvatierra, Campus Irapuato-Salamanca y Campus León, en 13 divisiones y 50 departamentos, para el nivel superior. El Nivel Medio Superior es un colegio con 10 escuelas ubicadas en 10 diversos municipios. (PLADI 2010-2020, UGTO)
La alta calidad de la Universidad de Guanajuato, es una característica que la distingue, en el 2010, la clasificación del "Instituto Scimago de Rankings" ubicó a la UG entre las 10 mejores del país de 606 instituciones evaluadas de 28 países iberoamericanos. A nivel Iberoamericano, la UG se ubicó en el lugar 120 del total de universidades evaluadas de más de 28 países.
En el clasificación de las 100 mejores universidades de México, de Reader’s Digest, edición 2010, la UG se ubicó entre las cinco mejores universidades públicas estatales de México.
Un ejemplo de esta calidad es la División de Ciencias Naturales y Exactas del Campus Guanajuato, de la Universidad de Guanajuato, en sus Departamentos de Biología, Química e Ingeniería Química, ofrece programas educativos de licenciatura o posgrado reconocidos por su excelencia académica, las carreras de Químico, Ingeniero Químico y Químico Farmacéutico Biólogo, así como la maestría y el doctorado en Ciencias en Biología ostentan el máximo nivel que otorgan los Comités Interinstitucionales para la Evaluación de la Educación Superior (CIIES), es decir el nivel 1. Además, por satisfacer rigurosos indicadores de calidad académica, la maestría y el doctorado en Biología, la Maestría en Ingeniería Química, Integración de Procesos y el Posgrado Institucional en Química pertenecen al Programa Nacional de Posgrados (PNP) del CONACYT. El posgrado Institucional en Química posee la máxima distinción, es un programa de “Competencia Internacional”.
La universidad cuenta con departamentos en las ciudades de Guanajuato, León, Irapuato, Celaya, Salamanca, Yuriria, Pénjamo, San Luis de la Paz y Salvatierra. La Universidad de Guanajuato depende del Gobierno del Estado de Guanajuato y goza de autonomía universitaria.
El gobierno federal también ha construido instituciones dependientes de la Secretaría de Educación Pública, de la Subsecretaria de Educación Superior. Existen siete Institutos Tecnológicos en el estado, los cuales son Federales el Instituto Tecnológico de Celaya, Instituto Tecnológico de Roque y el Instituto Tecnológico de León y Descentralizados Instituto Tecnológico Superior de Irapuato y el Instituto Tecnológico Superior del Sur de Guanajuato, Instituto Tecnológico Superior de Guanajuato y el Instituto Tecnológico Superior de Salvatierra por la Dirección General de Educación Superior Tecnológica (DGEST), del Tecnológico Nacional de México.
El Instituto Tecnológico de Celaya, es la segunda institución pública más grande de educación superior del estado y es considerado como uno de los mejores institutos tecnológicos del país, da servicio a más 6,000 alumnos en sus dos campus, está regida por la SEP y forma parte de la DGEST, cuenta con varias certificaciones de calidad, las carreras que ofrece son Ingeniería Mecánica, Ingeniería Electrónica, Ingeniería Mecatrónica, Ingeniería Bioquímica, Ingeniería Química, Ingeniería Ambiental, Ingeniería Sistemas Computacionales, Ingeniería Industrial, Ingeniería en Informática, Ingeniería Gestión Empresarial, además de ofrecer licenciaturas en Administración, posee también Maestría en Ciencias en Ingeniería Química, Maestría en Ciencias en Ingeniería Bioquímica, Maestría en Ciencias en Ingeniería Mecánica, Maestría en Ciencias en Ingeniería Electrónica, Maestría en Gestión Administrativa, y el doctorado en Ciencias en Ingeniería Química, las cuales pertenecen al Programa Nacional de Posgrados de Calidad (PNPC) del CONACYT, además del doctorado en Ciencias en Ingeniería Bioquímica, doctorado en Ciencias de la Ingeniería, la orientación en la oferta educativa del Instituto Tecnológico de Celaya van acorde a las necesidades de las empresas que radican en Celaya; en el caso del Instituto Tecnológico de Roque, las carreras que ofrece son Ingeniería en Agronomía, Ingeniería en TIC'S, Ingeniería en Industrias Alimentarias, Ingeniería en Innovación Agrícola Sustentable, Ingeniería Hidrológica, posee también Maestría en Ciencias en Producción y Tecnología de Semillas, y el doctorado en Ciencias en Producción Agroalimentaria, las cuales pertenecen al Programa Nacional de Posgrados de Calidad (PNPC) del CONACYT, la orientación en la oferta educativa del Instituto Tecnológico de Roque van acorde a las necesidades del sector Agrícola de Celaya.
El Instituto Tecnológico Superior de Irapuato es la tercera institución de educación superior más grande del estado y uno de los más reconocidos institutos tecnológicos del país, además de ser el principal proveedor de la industria en la región según el gobierno del estado; con una matrícula de aproximadamente 6000 alumnos en todas sus extensiones. Dicho instituto posee certificaciones internacionales oficiales en calidad educativa de primer nivel y reconocimientos por parte de los más importantes organismos empresariales como son CANACINTRA, Consejo de la comunicación, CANACO, CCE, y la CONCAMIN. Las siguientes ciudades son sedes de sus 7 extensiones: San Felipe, San Luis de la Paz, Cuerámaro, Abasolo, Purísima del Rincón, San José de Iturbide y Tarimoro además de la matriz en Irapuato.
El Instituto Tecnológico Superior de Sur de Guanajuato que se encuentra en la ciudad de Uriangato y que atiende a toda la población sur del Estado, siendo el más reconocido en la región.
Existen cuatro Universidades Politécnicas: la Universidad Politécnica de Guanajuato, en el municipio de Cortazar, la Universidad Politécnica de Pénjamo, la Universidad Politécnica de Juventino Rosas, y la Universidad Politécnica del Bicentenario, en el municipio de Silao. Ofreciendo educación de alta calidad en forma prácticamente gratuita, al ser universidades públicas. Los Programas Educativos ofertados son: Ingeniería en Tecnologías de Manufactura, Ingeniería Agroindustrial, Ingeniería Robótica, Ingeniería en Energía, Ingeniería en Biotecnología, Ingeniería Metalúrgica, Ingeniería en Plásticos, Ingeniería Telemática, Ingeniería en Sistemas Automotrices, e Ingeniería en Agrotecnología, Ingeniería en Logística y Transporte, Ingeniería en Diseño Industrial. Además de la Licenciatura en Administración y Gestión de Pequeñas y Medianas Empresas. Cuentan con programas evaluados en el nivel 1 de CIEES y han sido acreedoras al premio nacional de calidad educativa, otorgado por la Secretaría de Educación Pública en el año 2011. Instalaciones modernas y equipamiento de alto desempeño, para los jóvenes Guanajuatenses, con un modelo educativo constructivista basado en competencias y Programas Académicos actualizados al pujante entorno industrial. Cuerpos académicos y tecnólogos enfocados a la investigación tecnológica aplicada.
La iniciativa privada también ha invertido en la educación. El Instituto Tecnológico y de Estudios Superiores de Monterrey tiene dos campus universitarios, uno en León y otro en Irapuato, además de una preparatoria en Celaya. La Universidad Iberoamericana tiene presencia en León al igual que la Universidad de La Salle, Universidad Tecnológica de Salamanca(UTS); La Universidad de León es la que más se ha expandido en los últimos años, debido a la oferta de sus servicios.
La educación superior del estado de Guanajuato se caracteriza por tener una mayor proporción de estudiantes inscritos en instituciones de régimen de financiamiento privado, a diferencia de lo que ocurre en la mayoría de los estados del país.
Además de estas instituciones, el estado cuenta con una de las más recientes universidades instaladas con apoyo del gobierno del estado y por parte del gobierno federal, como es la Unidad Profesional Interdisciplinaria de Ingeniería campus Guanajuato (UPIIG). El cual, es el primer campus a nivel nacional del Instituto Politécnico Nacional que se ha situado fuera de Ciudad de México.
Este campus del IPN oferta las carreras de Ingeniería Aeronáutica, Ingeniería Farmacéutica, Ingeniería Biotecnológica e Ingeniería en Sistemas Automotrices.
Por tal motivo, al ser una unidad perteneciente al Instituto Politécnico Nacional, es una institución educativa del gobierno.
Dicho campus, se encuentra entre la carretera León-Silao y está establecido en la ciudad de Silao en un complejo industrial nombrado Puerto Interior.

## Cultura

### Cervantino
El Festival Internacional Cervantino (FIC.), popularmente conocido como «Cervantino», se realiza todos los años en la ciudad de Guanajuato, ubicada en el centro de los Estados Unidos Mexicanos. Guanajuato es una pequeña ciudad colonial. El festival nació a mediados del siglo XX, cuando aún se representaban los entremeses de Miguel de Cervantes en las plazas de diversas ciudades guanajuatenses. En 1972, con apoyo del gobierno federal, por iniciativa de la esposa del presidente Echeverría, María Esther Zuno, se añadieron más atracciones artísticas a las representaciones tradicionales para darle al festival un aspecto internacional. Desde entonces ha crecido hasta ser uno de los cuatro mayores festivales de su género en el mundo. El FIC es miembro de la Asociación Europea de Festivales y de la Asociación Asiática de Festivales Teatrales. Además de los patrocinios gubernamentales, el festival recibe contribuciones de patrocinadores privados.

### Feria de León
En esta feria tienen lugar exposiciones artesanales, gastronómicas, comerciales y ganaderas que se suman a la fiesta de León, donde no puede faltar la emoción de las peleas de gallos con una gran variedad de artistas del momento, los festivales taurinos y los excitantes juegos mecánicos.

### Festival Medieval de Guanajuato
El Festival Medieval de Guanajuato es un evento de recreacionismo medieval que se realiza desde el año 2005 en la ciudad de Guanajuato, México. El evento incluye actividades artísticas y culturales del periodo medieval, comprendido entre los siglos V y XV.

### Festival Internacional del Globo
El Festival Internacional de Globo se lleva a cabo en el mes de noviembre en el parque metropolitano de la Ciudad de León Guanajuato, México. Es el más importante festival aerostático en toda Latinoamérica y el tercero en el continente americano.
El festival del globo recibe alrededor de 300,000 asistentes, que disfrutan la presencia de más de 200 globos aerostáticos, de espectaculares formas.
Los globos son dirigidos por excelentes pilotos reconocidos a nivel mundial.

### Leyendas
Guanajuato es un estado de pura tradición oral, escrita y popular por historias increíbles que no por viejas pierden su actualidad, La llorona, El callejón del beso, La calle del truco, El Callejón del infierno, entre otros son unas de las historias más emblemáticas del estado de Guanajuato, forman también parte de la cultura Guanajuatense y de las narraciones orales de México.

### Gastronomía
Algunos platillos regionales son el menudo estilo León, las empanadas de carnitas, los tamales de garbanzo en salsa de xoconostle, la gallina en naranja, el adobo seco, las charamuscas y las cajetas. Las bebidas tradicionales son el aguardiente de uva, el colonche de tunas, el mezcal y el atole.
La guacamaya es un alimento que se encuentra principalmente en la ciudad de León, Guanajuato y Silao. Su preparación se compone de ingredientes como el bolillo, chicharrón de cerdo, salsa roja de jitomate, aguacate, limón, y en algunas excepciones con huevo cocido.

### Guanajuato International Film Festival
El Festival Internacional de Cine de Guanajuato (GIFF por sus siglas en inglés) se lleva a cabo durante la última semana del mes de julio, teniendo como sedes las ciudades de San Miguel de Allende , así como la misma capital de Guanajuato. Además de ser un festival internacional de cine, cuenta con otras más actividades culturales como conciertos de música, homenajes a personajes que han sido destacados en la industria cinematográfica, así como un Rally Universitario que convoca a jóvenes de distintas universidades a desplegar sus aptitudes y habilidades en el séptimo arte.

## Deportes

### Fútbol
- El Club León juega en la Liga Mx
- El Celaya Fútbol Club juega en la Liga de Ascenso MX
- El Irapuato Fútbol Club juega en la Liga Premier (Segunda División)

### Baloncesto
El estado  cuenta con un equipo de baloncesto en la Liga Nacional de Baloncesto Profesional las Abejas de Guanajuato, con sede en León.

### Béisbol
Tras 25 años de ausencia (1992), en marzo de 2017, regresan a la Liga Mexicana de Béisbol, el equipo de Bravos de León.

### Automovilismo
Desde el año 2003, en los municipios de Guanajuato, Silao y León, los pilotos del WRC recorren el centro y algunos caminos de terracería en Guanajuato, parte del cerro del cubilete en Silao, y en el autódromo y caminos de terracería en León, con sede de pits en el Poliforum León. En el año 2017 se incorporó un circuito de práctica en la comunidad de Copal, en el municipio de Irapuato.

## Violencia

### Asesinatos
En enero de 2020 el presidente Andrés Manuel López Obrador reconoció  que el estado de Guanajuato tiene los más altos índices de violencia y homicidios en México. Para 2019 se registraron 44.95 asesinatos por cada cien mil habitantes.

### Personas desaparecidas
La cifra de personas desaparecidas asciende a 3 mil 666 personas. Mientras que han asesinado a 6 personas buscadoras. El 15 de julio 22 el Colectivo Buscadoras de Guanajuato, el Colectivo Cazadores, el Colectivo Justicia y Esperanza y el colectivo Buscando Corazones y Justicia formaron el Frente Para la Búsqueda de Personas en Guanajuato.

### Restricciones de viaje
La embajada de EE. UU tiene restricciones de viaje para su personal en la autopista 45D, Celaya, Salamanca e Irapuato.